# Plantas y animales domesticados de Austronesia

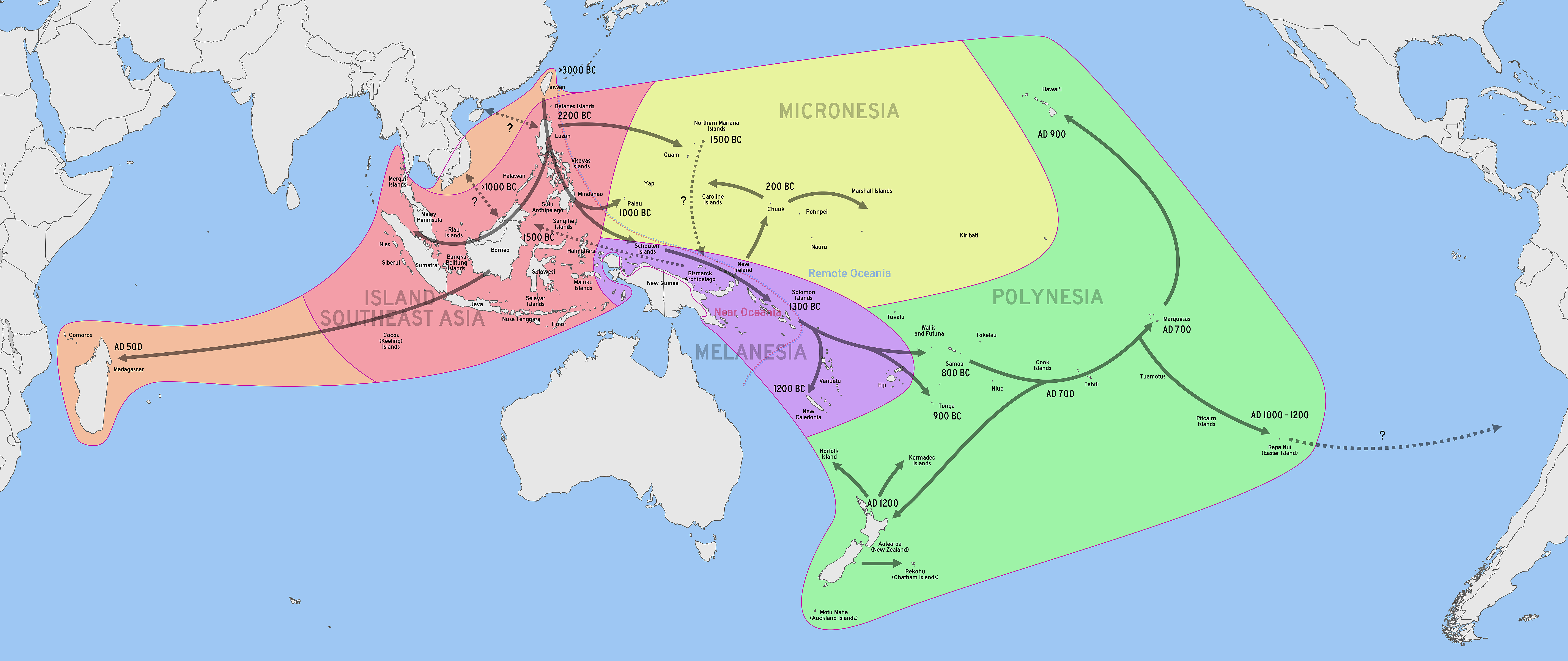
Dispersión cronológica de los pueblos austronesios a través del Indo-Pacífico

Uno de los acontecimientos de migración humana más importantes fue el asentamiento marítimo de las islas del Indo-Pacífico por los pueblos austronesios, el cual se cree comenzó alrededor de los años 5,500 a 4,000 AP (3500 a 2000 a. C.). Estas migraciones fueron acompañadas por un conjunto de plantas y animales domesticados, semi-domesticados y comensales transportados a través de canoas y catamaranes, los cuales permitieron a los primeros austronesios prosperar en las islas del Sudeste Marítimo de Asia, Oceanía Cercana (Melanesia), Oceanía Remota (Micronesia y Polinesia), Madagascar, y en Las Islas Comoras.
Estas especies incluyen cultivos y animales que se creen fueron originados en las culturas Hemudu y Majiabang en las hipotéticas tierras preaustronesias de China continental, así como otras que se creyeron domesticadas primeramente en Taiwán, el Sudeste Marítimo Asiático, y Nueva Guinea. Algunas de estas plantas son ocasionalmente nombradas como plantas de canoa, especialmente dentro del contexto de las migraciones polinesias. Las plantas y los animales domesticados introducidos durante los tiempos históricos no serán incluidos.

## Plantas
Las plantas domesticadas, semi-domesticadas, y las plantas de comensal que fueron llevadas por los viajeros austronesios incluyen a las siguientes especies:

### Aleurites moluccanus(nuez de la India)

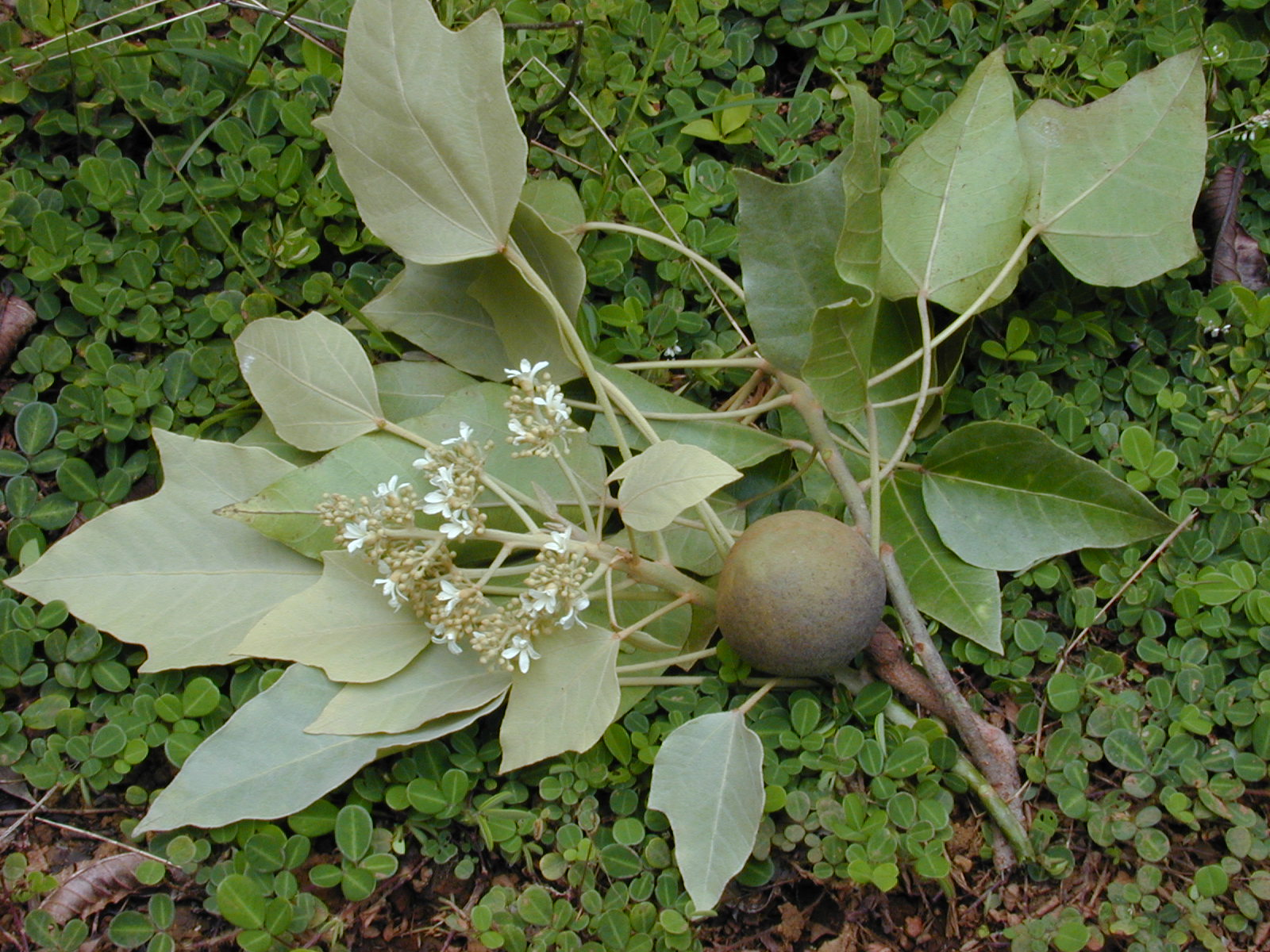
Nuez de la India (Aleurites moluccanus). Hojas, flores, y fruta proveniente de Maui.

La nuez de la India o kukui (Aleurites moluccanus) fue domesticada por primera vez en la isla del sudeste asiático. Se han recuperado restos de nueces en los sitios arqueológicos de Timor y Morotai en Indonesia oriental; con fechas datadas alrededor de los años 13,000 AP y 11,000 AP, respectivamente.
También se ha encontrado evidencia arqueológica del cultivo de esta nuez en sitios Neolíticos de la cultura toaleana en del sur Sulawesi, datada entre los años 3,700 a 2,300 AP. La nuez de la India fue ampliamente introducida en las islas del Pacífico por los primeros viajeros austronesios, y se naturalizó en las islas volcánicas altas.

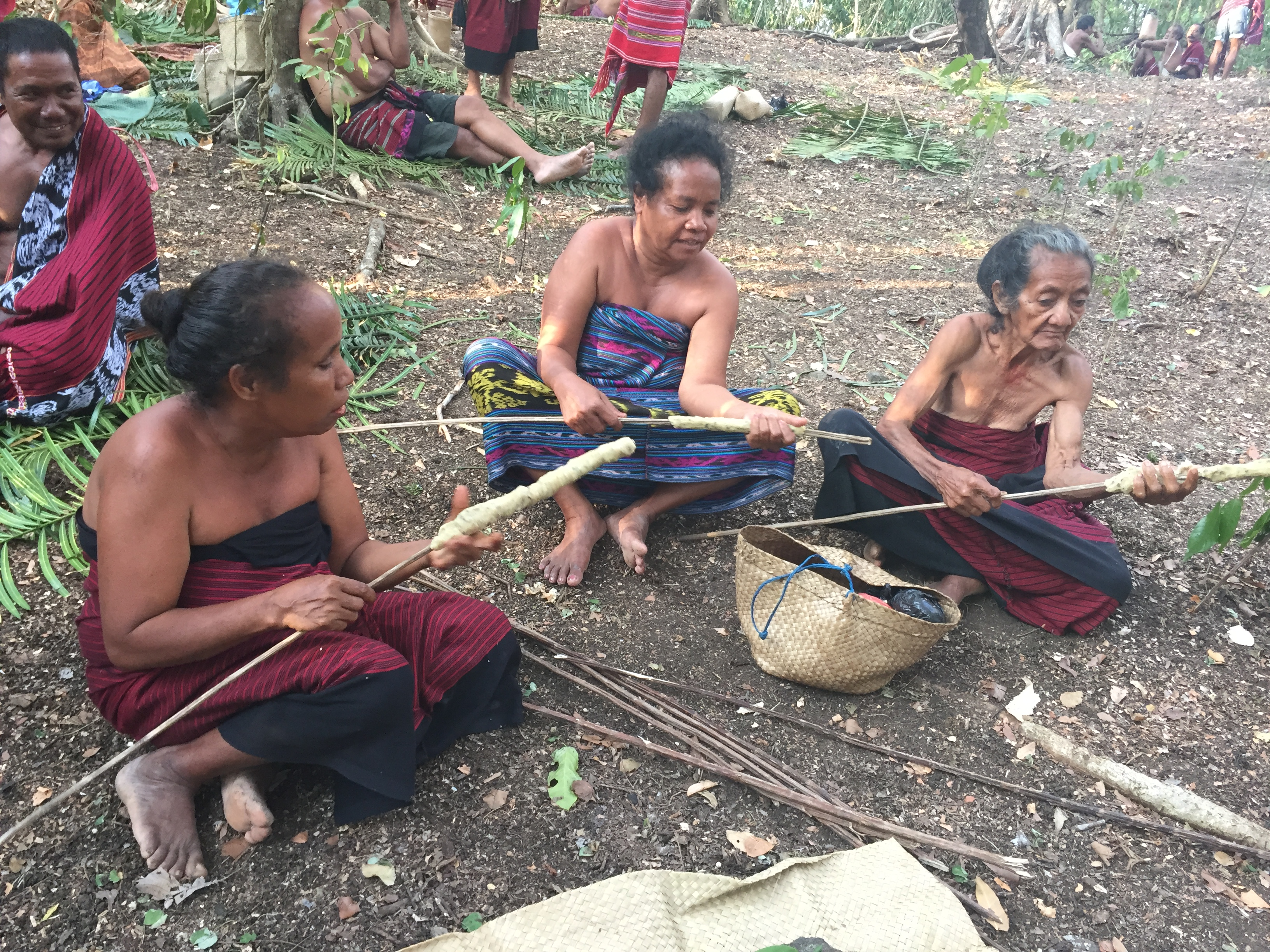
Mujeres preparando antorchas de kuki para el festival Baha Liurai en Babulo, Timor Oriental.

Esta planta tiene una amplia gama de usos y cada parte del árbol se puede cosechar. Se cultivaron principalmente por su alto contenido de aceite en sus granos de nuez. Antes de la introducción de otras fuentes de luz, estas se utilizaron ampliamente para la iluminación. Dado por esa característica, a esta planta también se le conoce como árbol candil (en inglés, candlenut). Los granos se ensartaban en nervaduras de coco y luego se les prendía fuego. Cada grano tarda unos tres minutos en quemarse, por lo que la serie de granos podía servir como una antorcha. Esta tradición de hacer antorchas de árbol candil existe tanto en el sudeste asiático como en Oceanía. El aceite extraído de las nueces también se puede usar directamente en lámparas. Sumado a ello, este también se puede utilizar en la producción de jabones, ungüentos y como conservantes para equipo de pesca. Otros usos tradicionales incluyen el uso de la madera para hacer pequeñas canoas y tallados en madera; la savia para hacer barniz y resinas; las cáscaras de nueces para ornamentación (especialmente para hacer na lei), anzuelos, juguetes, y para la producción de tintes negros; la corteza para fabricar fibra y cuestiones medicinales; etcétera. Algunas variedades no tóxicas también se usan como condimentos o ingredientes en las cocinas del sudeste asiático y el Pacífico.
En el proto-malayo-polinesio, la palabra para la nuez de la India se reconstruye como *kamiri, con cognados modernos que incluyen kamiri en hanunó'o, iban y sundanés; Kemiri en el javanés y malayo; y kamii en el tetun. Sin embargo, se cree que las palabras oceánicas para árbol candil derivan del protoaustronesio *CuSuR, que se convirtió en *tuhuR en el proto-malayo-polinesio, las cuales originalmente significan "encadenar, como cuentas", en referencia a la construcción de las antorchas. Este término pasó al proto-malayo-polinesio-oriental y al proto-cceánico como*tuRi, que posteriormente se reduplica. Los cognates modernos incluyen al tui-tui del fiyiano, tongano, rarotongan, y niuano; y al kui-kui o kukui hawaiiano.

### Alocasia macrorrhizos(taro gigante)

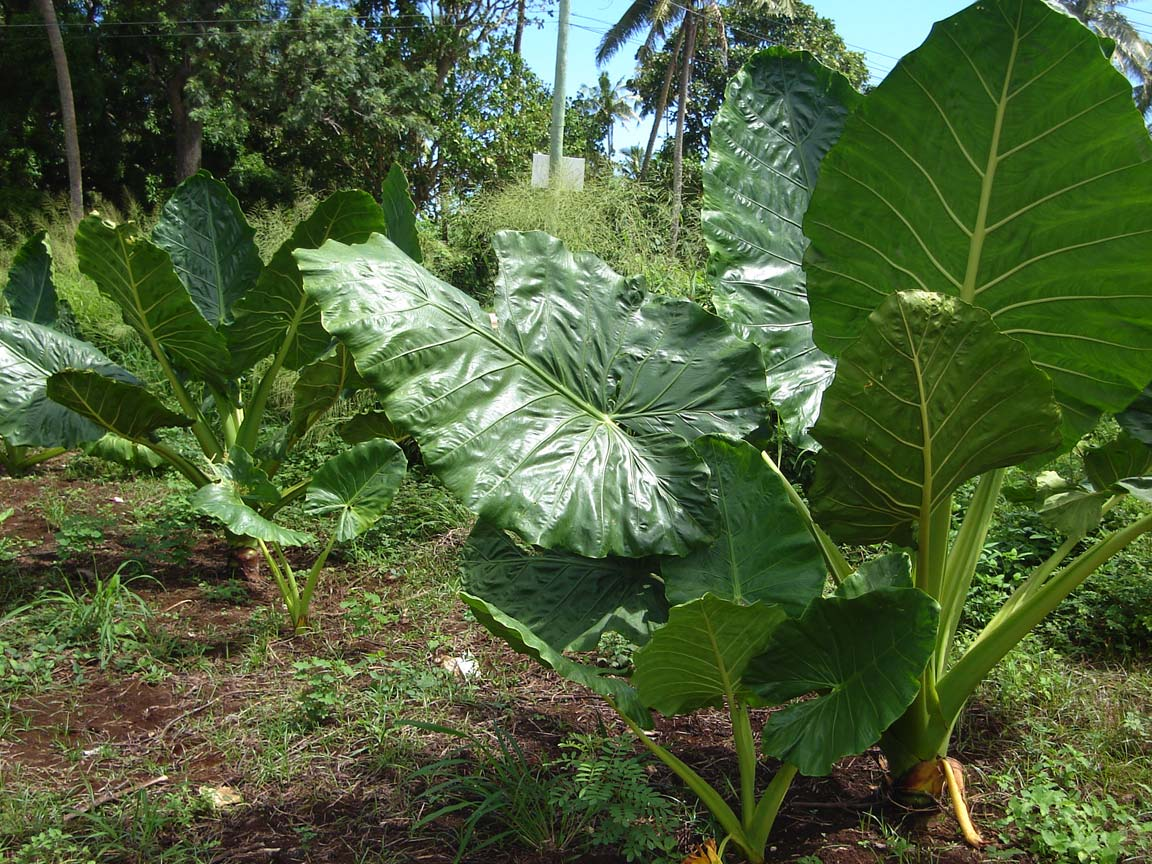
Gigante taro (Alocasia macrorrhizos) plantación en Tongatapu, Tonga.

El taro gigante (Alocasia macrorrhizos) fue originalmente domesticado en las Filipinas, pero se conoce de especímenes salvajes hasta los primeros austronesios en Taiwán. Desde Filipinas, se extendieron hacia el resto del sudeste asiático hasta llegar a Oceanía, donde se convirtió en uno de los cultivos básicos de los isleños del Pacífico. Esta es una de las cuatro especies principales de aráceas (taros) cultivados por los austronesios, quienes lo usaron principalmente como una fuente de almidón. Las otras especies fueron Amorphophallus paeoniifolius, Colocasia esculenta, y Cyrtosperma merkusii, cada cual con múltiple variedades cultivadas. Sus hojas y raíces también son comestibles si se cocina exhaustivamente, aunque esto rara vez se hace con el taro gigante, ya que su alta cantidad de rafidios causan picor.
La palabra reconstruida para taro gigante en el proto-austronesio es *biRaq, el cual pasó a *piRaq en el proto-oceánico. Los cognates modernos para este túberculo en el sudeste asiático y Micronesia incluyenvi'un o bi'un en rukai; bila en ifugao; biga en ilocano, cebuano, y bikol; bira en tiruray; biha en ngaju; vía en malgache; birah en malayo y achenés; biga en mongondow; bísə en palauano; piga en chamorro; wia en bima; fia en roti y tetun; hila en asilulu ; y fira en kowiai. En Oceanía, los cognates para esta planta incluyen pia en wuvulu y aua ; hira en motu y 'Es'es; vía kilivila y fiyiano; y pia en hawaiiano. En algunos casos, los cognates han cambiado para referenciar otros tipos de taro.

### Amorphophallus paeoniifolius(patata de Telinga)

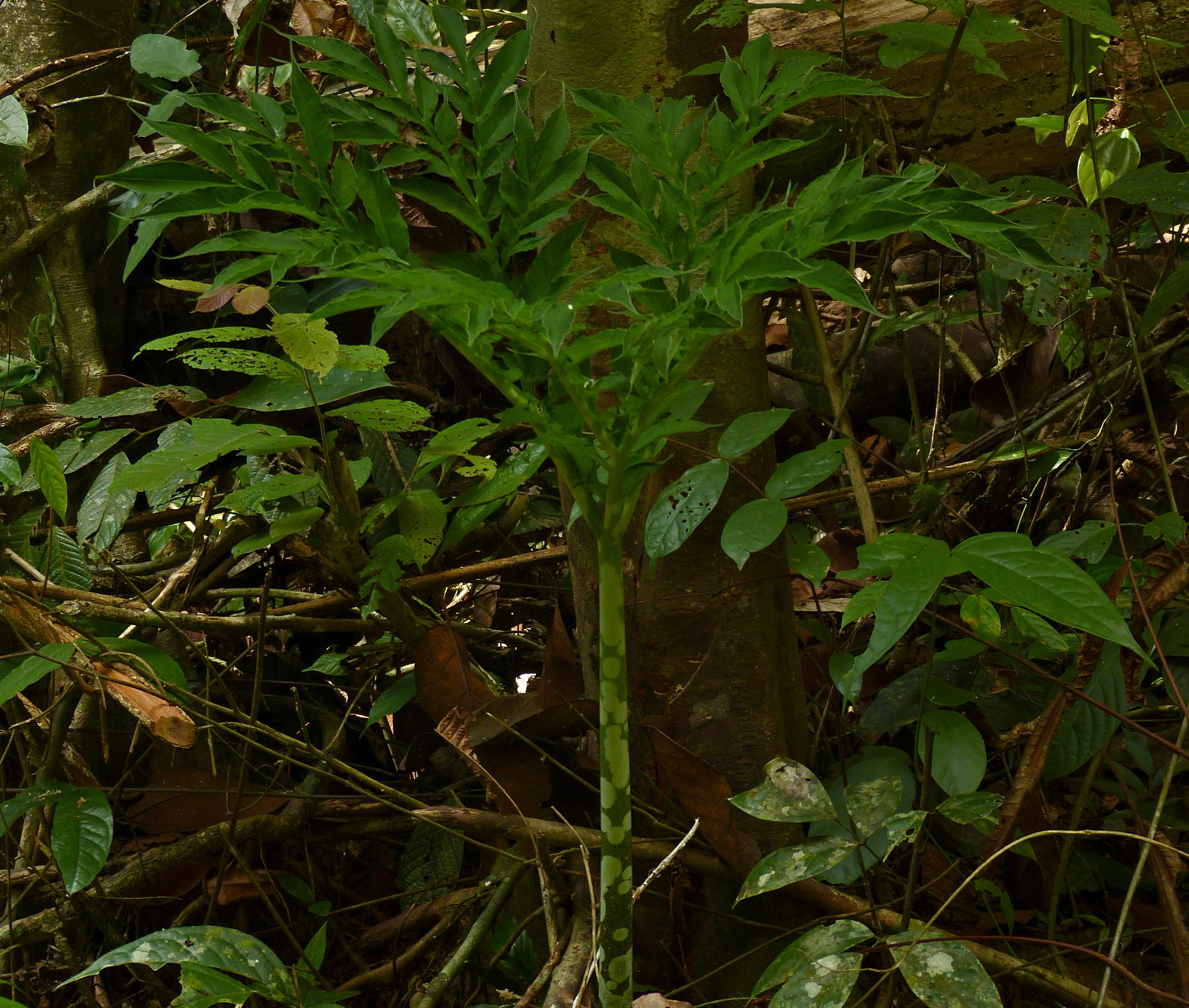
Patata de Telinga en Taman Negara, Malasia.

La patata de Telinga (Amorphophallus paeoniifolius) se utiliza como alimento en la isla del sudeste asiático, el sudeste asiático continental y el sur de Asia. Antes se consideraba que su origen y centro de domesticación estaba en India, en donde se utiliza como recurso alimentario en tiempos recientes. Pero un estudio genético en 2017 demostró que las poblaciones indias de estas plantas tienen una diversidad genética menor que las de las islas del sudeste asiático, por lo tanto, ahora se cree que las patatas de Telinga se originaron en las islas del sudeste asiático, y se extendieron hacia el oeste hacia Tailandia e India; lo que resulta en tres eventos de domesticación que sucedieron de forma independiente. Desde la isla del sudeste asiático, los austronesios también se extendieron aún más al oeste en dirección a Madagascar, y en dirección al este hasta la costa de Nueva Guinea y Oceanía. Aunque pueden haberse extendido al sur de Australia sin ninguna intervención humana.
La patata de Telinga es una de las cuatro especies principales de aráceas (taros) cultivadas por los austronesios, quienes lo usaron principalmente como una fuente de almidón. Las otras especies son Alocasia macrorrhizos, Colocasia esculenta, y Cyrtosperma merkusii, cada cual con múltiples variedades de cultivos. Sin embargo, esta es la menos importante de las cuatro, y probablemente solo se consumió en momentos de hambruna, ya que contiene más rafidios que causan irritación si no se cocina adecuadamente.

### Artocarpus
Numerosas especies de Artocarpus se cultivan o cosechan tradicionalmente de poblaciones semi-domesticadas o salvajes, en la isla del sudeste asiático y Micronesia para usarlas en alimentos, maderas, en la medicina tradicional y otros usos. Entre estas especies se incluyen Artocarpus anisophyllus (entawak), Artocarpus heterophyllus (nanjea), Artocarpus integer (cempedak), Artocarpus lacucha, Artocarpus mariannensis (árbol del pan), Artocarpus odoratissimus (tarap o marang), y Artocarpus treculianus (tipuho), entre muchas otras. Sin embargo, las especies más importantes durante la expansión austronesia fueron Artocarpus camansi y Artocarpus altilis (árbol del pan).

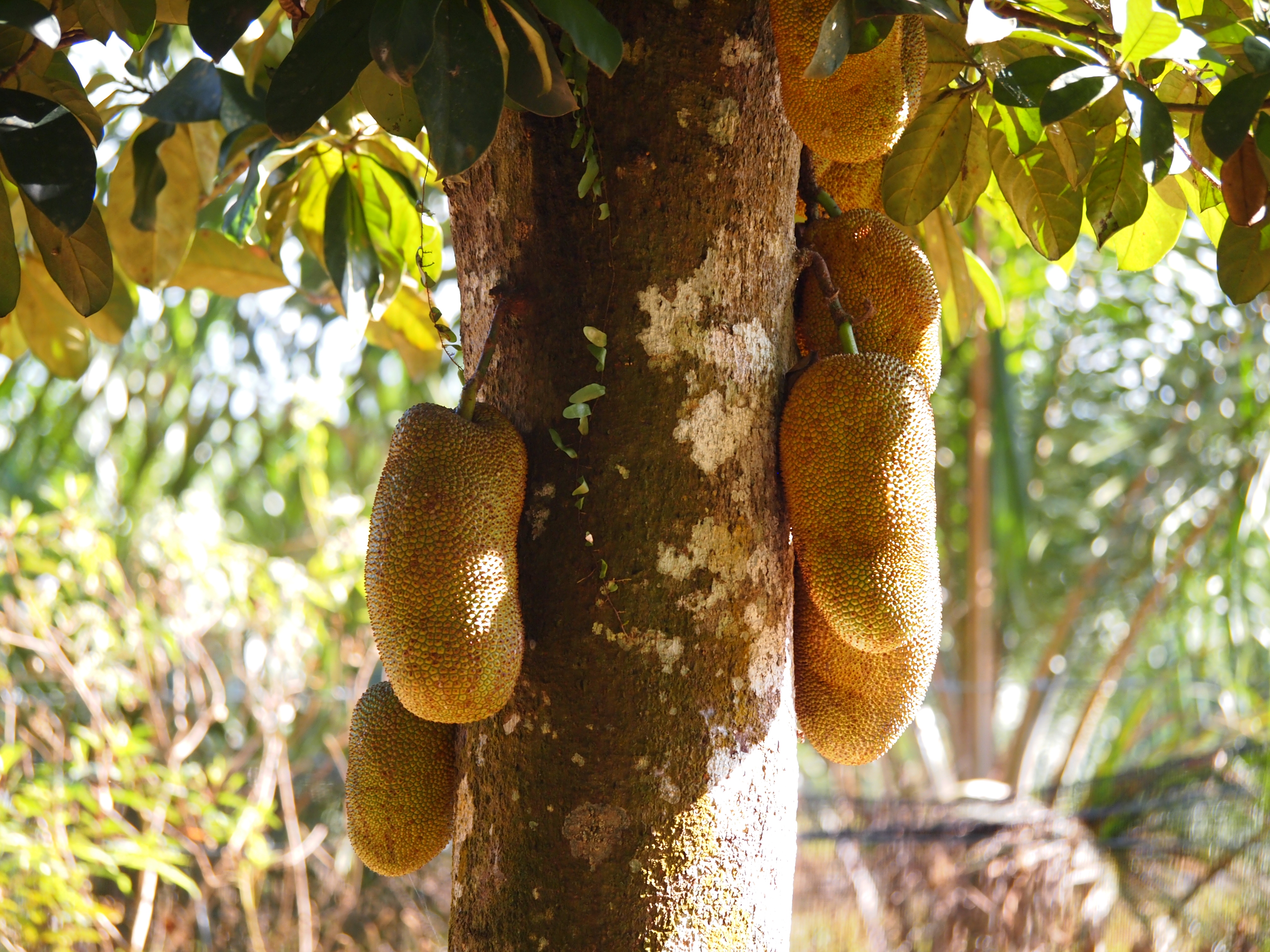
Cempedak (Artocarpus integer) en Malasia.

#### Artocarpus altilis(árbol del pan)

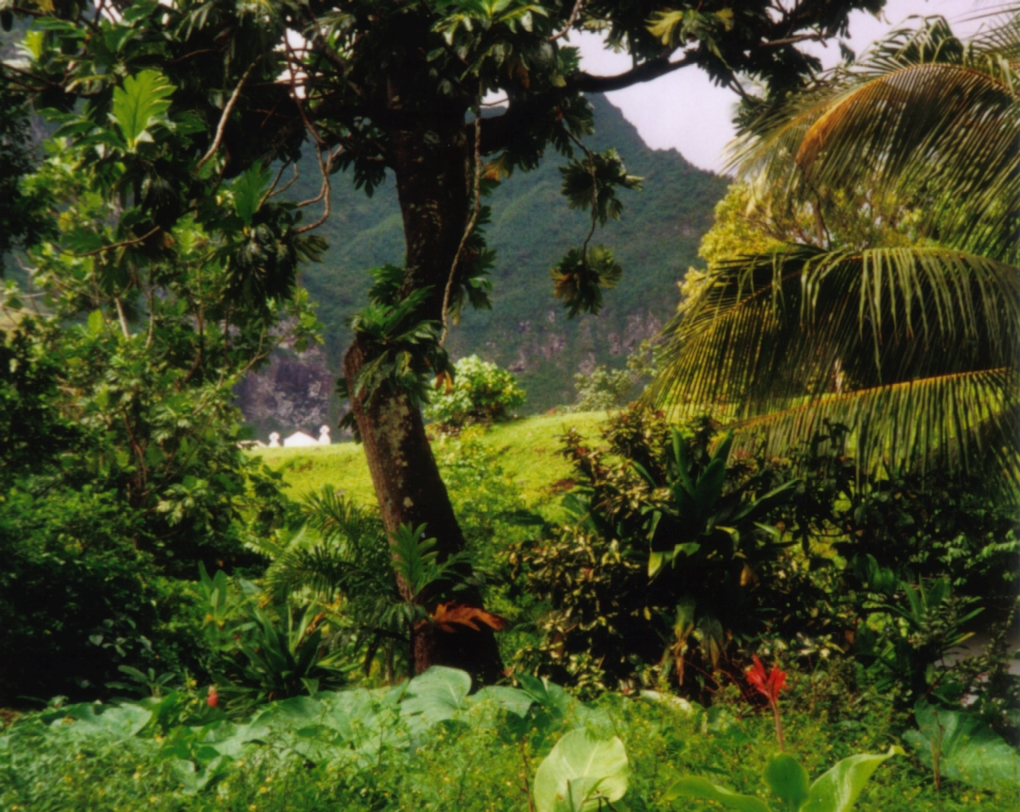
Árbol del pan en Fatu-Hiva, Islas Marquesas.

Según los estudios moleculares de huella genética, el antepasado salvaje de Artocarpus altilis es Artocarpus camansi, el cual es nativo de Nueva Guinea, las Islas Molucas, y las Filipinas. A. camansi fue domesticada y sometida a selección artificial en Polinesia, dando como resultado a Artocarpus altilis. El árbol del pan micronesio también ha mostrado un cierto grado de hibridación con la especie nativa Artocarpus mariannensis, mientras que la mayoría de los cultivares polinesios y melanesios no. Esto indica que Micronesia fue originalmente colonizada por separado de Polinesia y Melanesia, a través de dos migraciones diferentes. Estos acontecimientos luego entraron en contacto entre sí en el este de Micronesia.

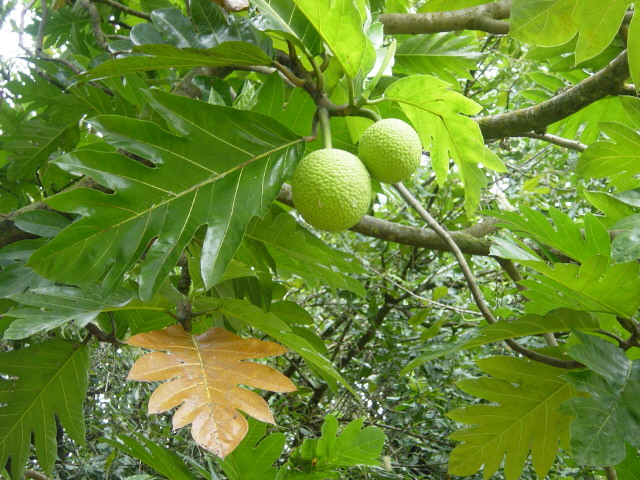
Árbol del pan (Artocarpus altilis) en Hawái.

La palabra reconstruida en proto-malayo-polinesio para árbol del pan es *kuluʀ, el cual pasó al proto-oceánico *kulur y al proto-polinesio *kulu. Cognados modernos incluyen kulur o kelur en malayo y javanés; kulu en achenés; kurur en iban; kulo o kolo en cebuano; kula en muna; ulu en mussau; gulu enkapingamarangi; kulu en wayan fiyiano; kuro en emae; kuru en tuamotuan, takuu, y rarotongano; ʻuru en tahitiano; ʻulu en samoano y hawaiiano; y kuru en māori. En māori, kuru solo se menciona en la tradición, pero no se refiere a la planta porque el esta no sobrevivió en Aotearoa. Se debe tener en cuenta que se cree que el árbol de pan solo llegó a la isla occidental del sudeste asiático (Java, Sumatra, Península Malaya) durante los últimos siglos, como resultado del comercio con las Islas Molucas.
Otra notable palabra reconstruida para el árbol del pan en proto-oceánico es *maRi o *mai. Esta es una raíz lingüística común para palabras referentes a esta planta en Micronesia, norte y oeste de Nueva Guinea, las Islas Salomón, las Islas del Almirantazgo, las Islas San Matías, Nueva Caledonia, y partes del Pacífico oriental. El término en sí pudo haber sido originalmente para Artocarpus mariannensis, en vez de Artocarpus altilis. Cognados modernos incluyen a māi en pohnpeiano, mokil, y ngatik; mai en palauano, satawal, y tuvaluano; mais en puluwat; maiyah en yapese; y mei en tongano, niuano, y marquesano.

#### Artocarpus heterophyllus(nanjea)
La nanjea, árbol de jaca o jack, (Artocarpus heterophyllus) fue domesticado de forma independiente en el sur de Asia y el Sudeste Asiático, como lo demuestra el hecho de que los nombres del fruto en el sudeste asiático no se derivan de raíces sánscritas. Probablemente fue domesticado por primera vez por austronesios en Java o la península malaya. La palabra de esta planta en proto-occidental-malayo-polinesio está reconstruida como *laŋkaq. Cognados modernos incluyen nangka en javanés, malayo, balinés, y cebuano; langka en tagalo, pangasinense, bicolano y ilocano; lanka o nanka en chamorro; nakan en kelabit; nangke en wolio; dangka en ibaloi; y laka en Lun Dayeh. Sin embargo, se debe tomar en cuenta que la fruta se introdujo recientemente en Guam, a través de colonos filipinos cuando ambos formaban parte del Imperio español.

### Bambusoideae (bambúes)

Bosque de bambú en Taiwán.

Varias especie de bambú (subfamilia Bambusoideae) se encuentran en toda la isla del sudeste de Asia, el sudeste de Asia continental, en el este y sur de Asia. En las regiones austronesias, los diferentes tipos de bambúes tienen nombres diferentes, así como también los productos hechos a partir de los mismos. Se utilizan de diversas maneras como materiales de construcción, equipos de pesca, instrumentos musicales, cuchillos, recipientes para agua y comida, etc. Los brotes de bambú también son una fuente alimentaria en el Sudeste asiático. Los colonos austronesios transportaron algunas especies de bambú cuando colonizaron las islas del Pacífico. Estas especies incluyen el ʻohe (Schizostachyum glaucifolium), el bambú común (Bambusa vulgaris), y el bambú de la India (Bambusa bambos).
Las palabras reconstruidas del proto-austronesio que hacen referencia al bambú son *qauR, *kawayan, *buluq, y *betung. El último de estos fue introducido al proto-malayo-polinesio y al proto-oceánico como *bitung, con cognates que incluyen al awi bitung malayo; bitu en fiyiano; y pitu en tongano. Sin embargo, la mayoría de los términos para bambú en Polinesia se originaron del proto-sur-central-pacífico *kofe (originalmente del proto-polinesio *kofe, "raíz"). Cognados modernos incluyen al kofe tongano y niuano; kohe en tokelauano, marquesano, tuamotuano, y māori; koʻe en rarotongano; ʻofe en samoano y tahitiano; y ʻohe en hawaiiano. Algunos nombres también se han desplazado para referirse a plantas parecidas al bambú; especialmente en las islas donde no se introdujeron o no sobrevivieron, como por ejemplo, en Aotearoa.

### Broussonetia papyrifera(morera del papel)

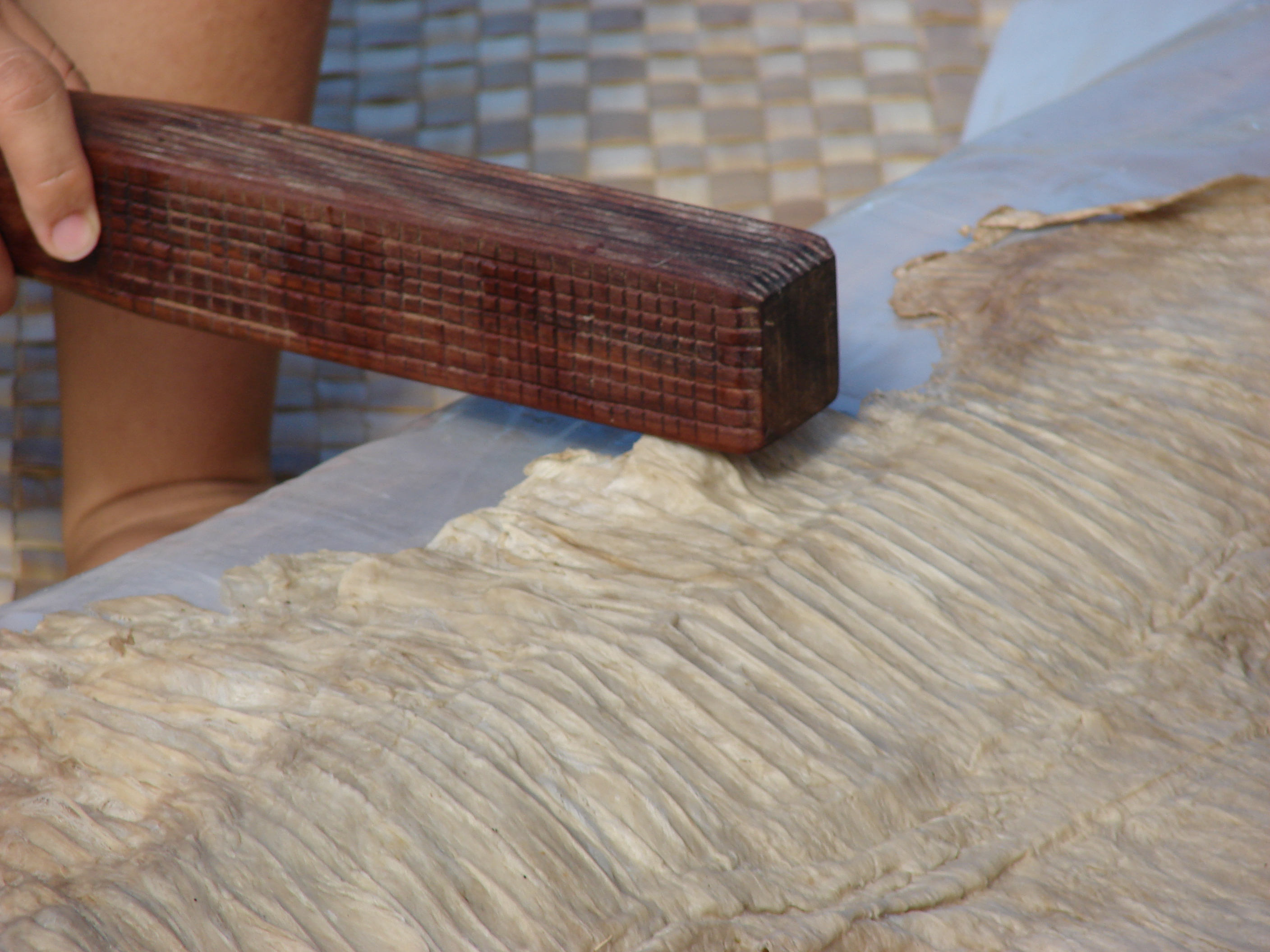
Kapa en Maui, Hawái.

La morera del papel o morera turca (Broussonetia papyrifera), o también conocida como "árbol de tela tapa" o en el Pacífico, se originó en las regiones subtropicales de Asia continental, y es una de las mejores evidencias de la hipótesis principal de la expansión austronesia "Fuera de Taiwán". Varios estudios genéticos han localizado los orígenes de las poblaciones de la morera turca en el Pacífico remoto en dirección a Taiwán, vía Nueva Guinea y Sulawesi. En Filipinas, que se encontraba en el camino de la expansión, la población de moreras del papel se conformaba mayoritariamente de descendientes de las introducciones modernas en 1935. Se presume que las antiguas introducciones de la morera se extinguieron en la prehistoria debido a su reemplazo con telas tejidas a mano, dado que la morera de papel en general solo sobrevive bajo el cultivo humano. Sin embargo, su ausencia en Filipinas subraya aún más sus orígenes en Taiwán, y no dentro de la isla del sudeste asiático. Además, las poblaciones de morera de papel en Nueva Guinea también muestran el flujo genético de otra expansión fuera de Indochina y el sur de China..

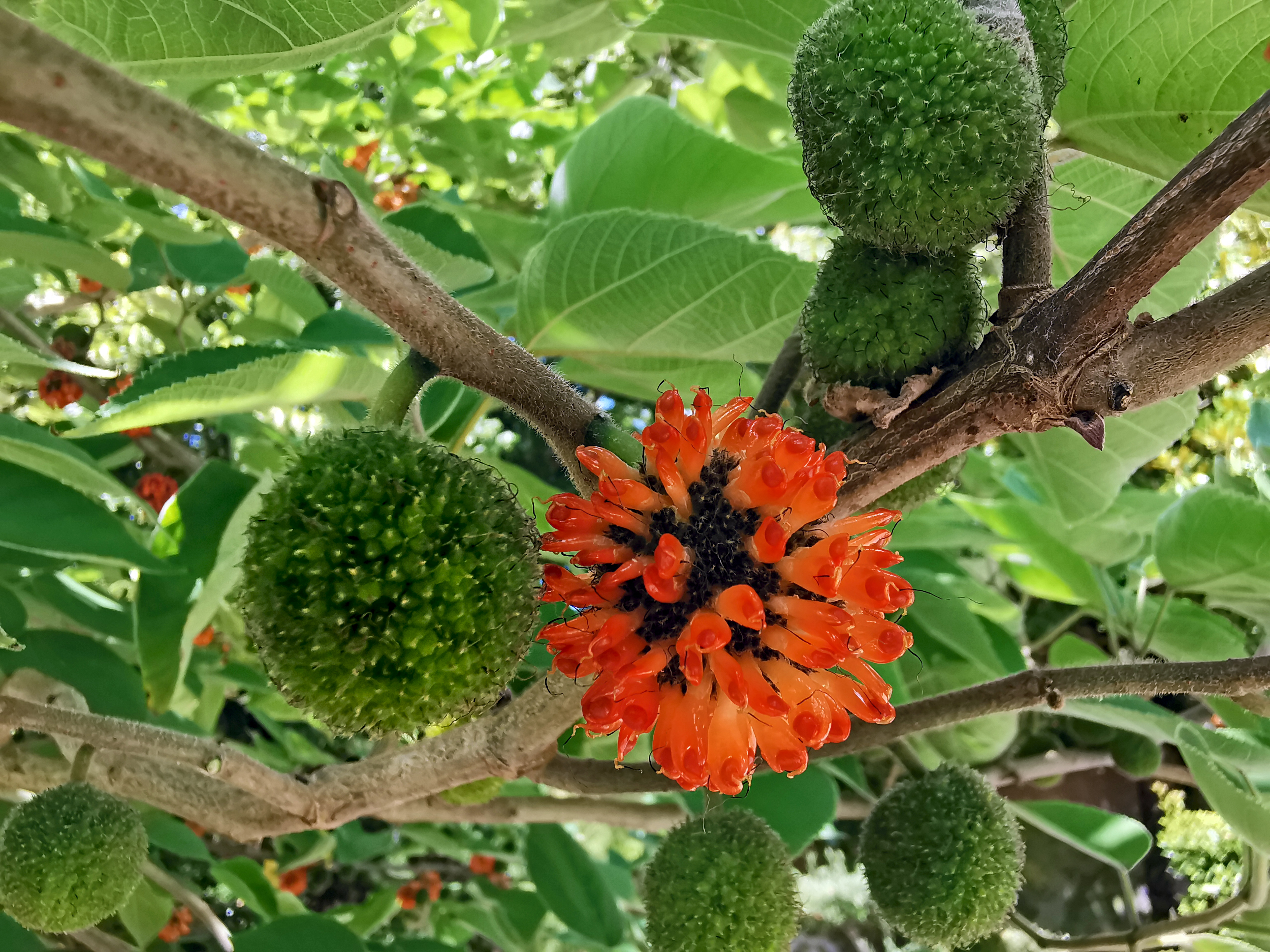
Fruta de la Morera turca.

Se cree que es el cultivo de fibra más transportado en la prehistoria, ya que se ha transportado junto con la gama completa de la expansión austronesia, a diferencia de la mayoría de los otros cultivos comensales en Oceanía. La morera del papel está presente en casi todas las islas o grupos de islas en Polinesia, incluyendo Rapa Nui y Aotearoa. Algunas poblaciones se han extinguido recientemente después de que dejaron de cultivarse, como en las Islas Cook y Mangareva, aunque existen relatos, muestras preparadas de tela de corteza y diversos herbarios en colecciones museos reunidos por europeos durante el período colonial. Se propagaron por polinesios principalmente a través de la propagación vegetativa con esquejes y brotes de raíz. Raramente estas plantas se cultivaban a partir de semillas, ya que la mayoría de las plantas se cosechaban antes de la floración, cuando los tallos alcanzan alrededor de 1 pulgada (2.5 cm) de diámetro, según lo descrito por las cuentas europeas del siglo XVIII. También se desconoce si las plantas silvestres se reproducen sexualmente, ya que las plantas son dioicas y requieren que los especímenes masculinos y femeninos estén presentes en una isla.

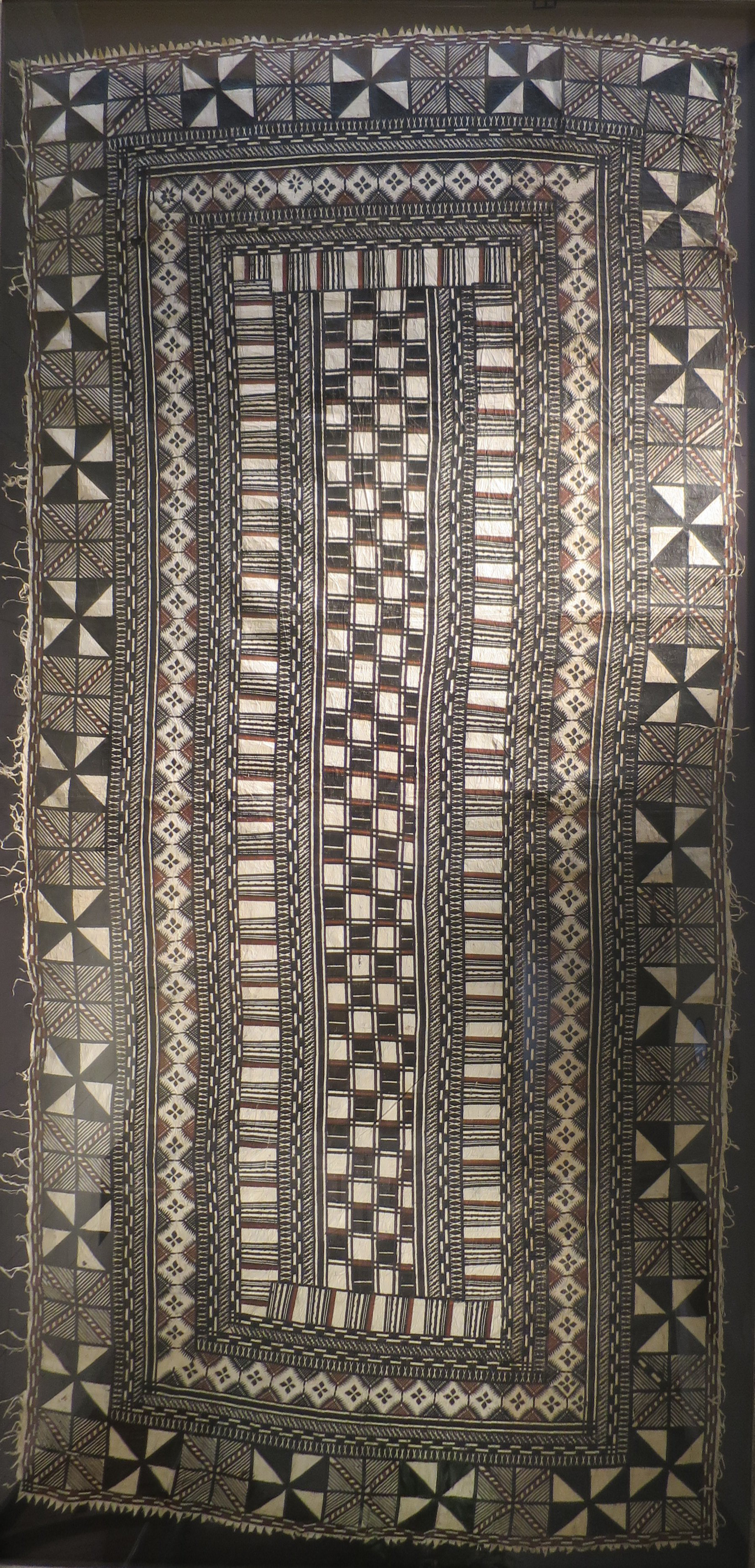
Taba real del de Fiyi.

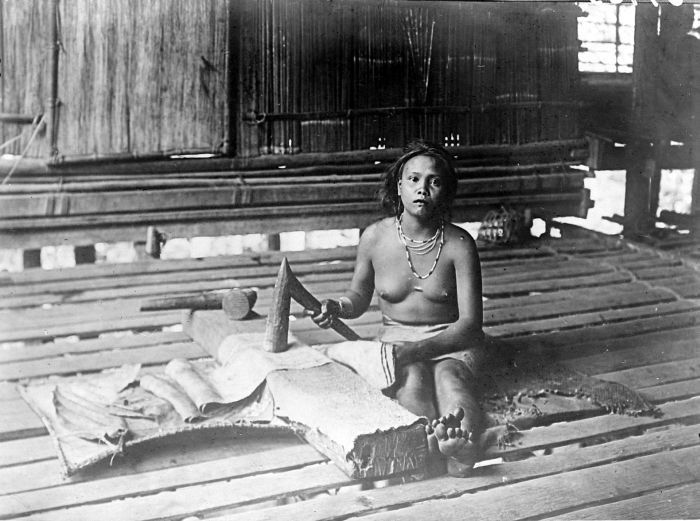
Una mujer Dayak trabajando la tela de corteza (probablemente hecho de Ficus o Artocarpus spp.) En Borneo, c. 1900–1938.

La morera del papel se usa principalmente en las islas del Pacífico para hacer tela de corteza (tapa en la mayoría de los idiomas polinesios). La tela de corteza también se puede hacer de otros miembros de la familia de la morera (Moraceae), incluidos Ficus (higos) y Artocarpus. La tela de corteza también se hacía ocasionalmente con ortigas de Pipturus, especialmente en Hawái. Sin embargo, la más alta calidad de tela de corteza era de la morera de papel.
La tela de corteza se usó principalmente para la ropa entre los antiguos austronesios y se hace tradicionalmente con piedra característica o batidores de madera que se encuentran entre los artefactos más comunes encontrados en los sitios arqueológicos austronesios. Se han considerado numerosos restos arqueológicos de batidores de tela de corteza en el sur de China como evidencia de que las tierras natales austronesias anteriores a Taiwán estaban ubicadas en la región antes de la expansión hacia el sur de la dinastía Han, particularmente alrededor del delta del río de las Perlas. Los restos más antiguos son del sitio Dingmo en Guangxi, que data de alrededor de 7,900 BP La tela de corteza siguió siendo una fuente importante de telas para la ropa en Melanesia, Polinesia y algunas partes de Indonesia. Sin embargo, ha sido reemplazado principalmente por ropa de fibra tejida en la mayor parte de la isla del sudeste asiático y Micronesia.
Hay numerosos nombres para la mora del papel en Austronesia, siendo *malaw el más general. Este nombre puede ser reconstruido del proto-malayo del este central-polinesio. Este término también hace referencia al taparrabos y otros elementos textiles hechos con la corteza de la morera del papel. Su cognados incluyen al mal selaru; mala ai en asilulu; māl en buli; mār en numfor; mal en batanga, kuanua, y gedaged; mago en rennellese; myal en kairiru; malo en lusi, kove, manam, gitua, mota, niuano, fuKtunan, samoano, tuvaluano, nukuoro, anuta, y hawaiiano; y maro en arosi, rarotongano, y maōri.
En Polinesia oriental, los términos para la morera del papel también pueden ser reconstruidos del proto-centro oriental-polinesio *aute, con cognados que incluyen el tahitiano y rarotongan ʻaute; marquesano ute; hawaiiano wauke; rapa y maōri aute.
En la mayor parte de Polinesia, el término para la tela de corteza también puede ser reconstruido del proto-nuclear-polinesio *taba, el cual significa "corteza", con cognados que incluyen taba en fiyiano; tapa en tongano, samoano, mangarevano, y rarotongano; y kapa en hawaiiano. Otros términos ampliamente utilizados para la tela de corteza y para la moreral del papel se derivan del proto-polinesio con la palabra reconstruida *siapo, con cognados que incluyen al hiapo enniuano, tongano, y marquesano; y siapo en samoano y este futunano. Sin embargo, el término para el batidor de tela de corteza puede ser reconstruido más extensamente del término proto-malayo-polinesio *ike, con cognados que incluyen al ike en uma;iki en sa'un; ike en fiyiano, tongano, y este futunano; e iʻe en samoano y hawaiiano.

### Calophyllum inophyllum(tamanu)

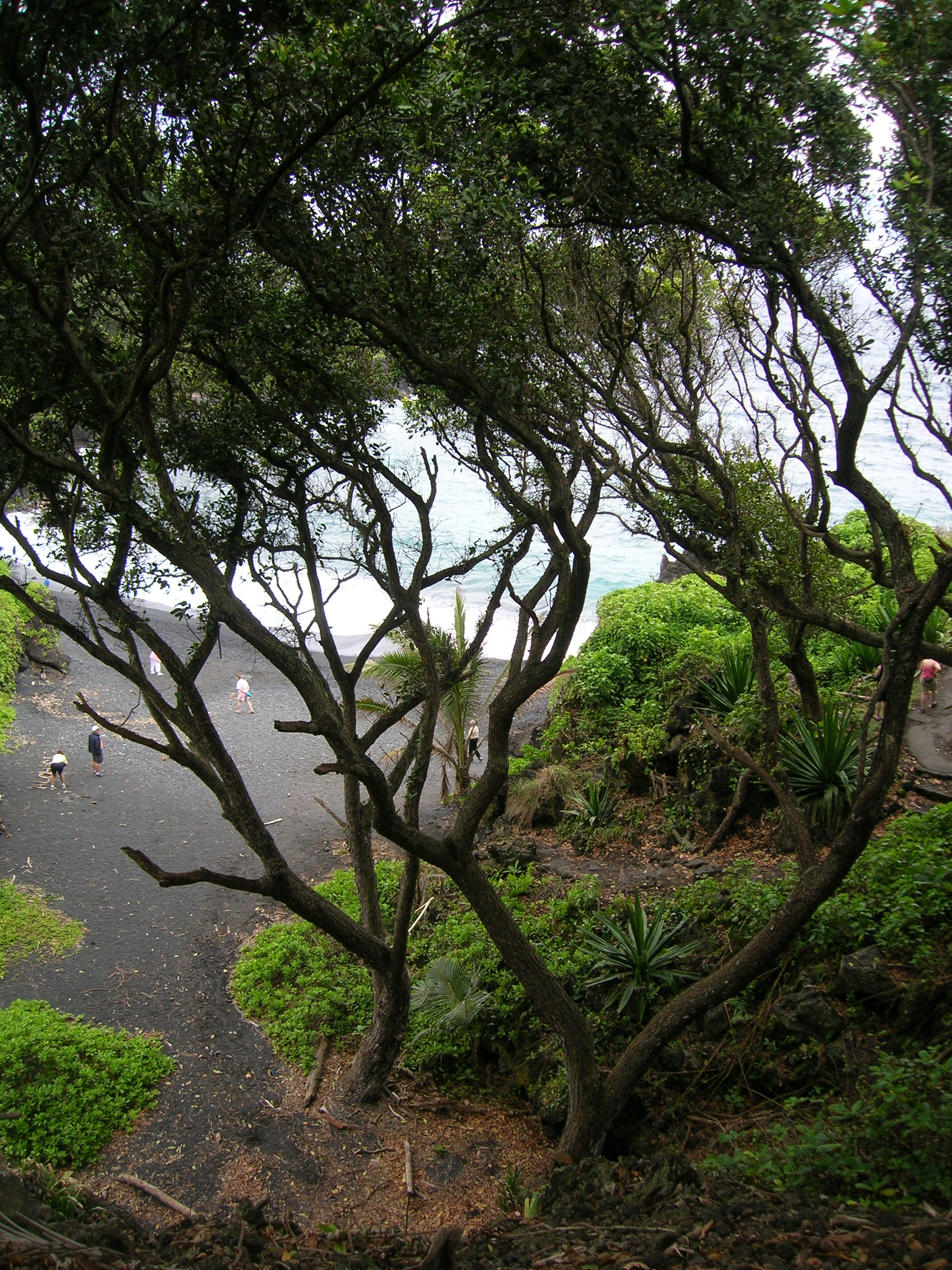
Tamanu en Waiʻanapanapa, Maui.

El tamanu o kamani (Calophyllum inophyllum) es un árbol maderero nativo de Asia tropical. Es conocido por su capacidad de crecer a tamaños masivos en playas arenosas o rocosas de hábitats insulares y costeros, así como por su hábito de extender grandes troncos arqueados sobre el agua, donde sus semillas se dispersan a través de las corrientes. Debido a estas características, el tamanu es de suma importancia para la construcción naval tradicional de las canoas austronesias más grandes, y estas poblaciones fueron transportadas con estos navíos mientras migraban a Oceanía y Madagascar.
Otras especies del género Calophyllum también se usaron de manera similar, como Calophyllum soulattri, Calophyllum peekelii y Calophyllum goniocarpum. El grano de madera de los miembros de este género está característicamente entrelazado, lo que los hace más difíciles para trabajar, pero también los hace más fuertes y más adecuados para tallar formas intrincadas. Estas especies eran comparables en importancia a cómo eran los robles en la construcción naval europea y las industrias madereras. En muchas partes de Polinesia, los bosques de tamanus plantados en marae se consideraban sagrados, siendo estos las moradas de los espíritus. Los tamanus también fueron tallados en objetos religiosos como los tiki. También se mencionan comúnmente en los cantos y folclore polinesios.

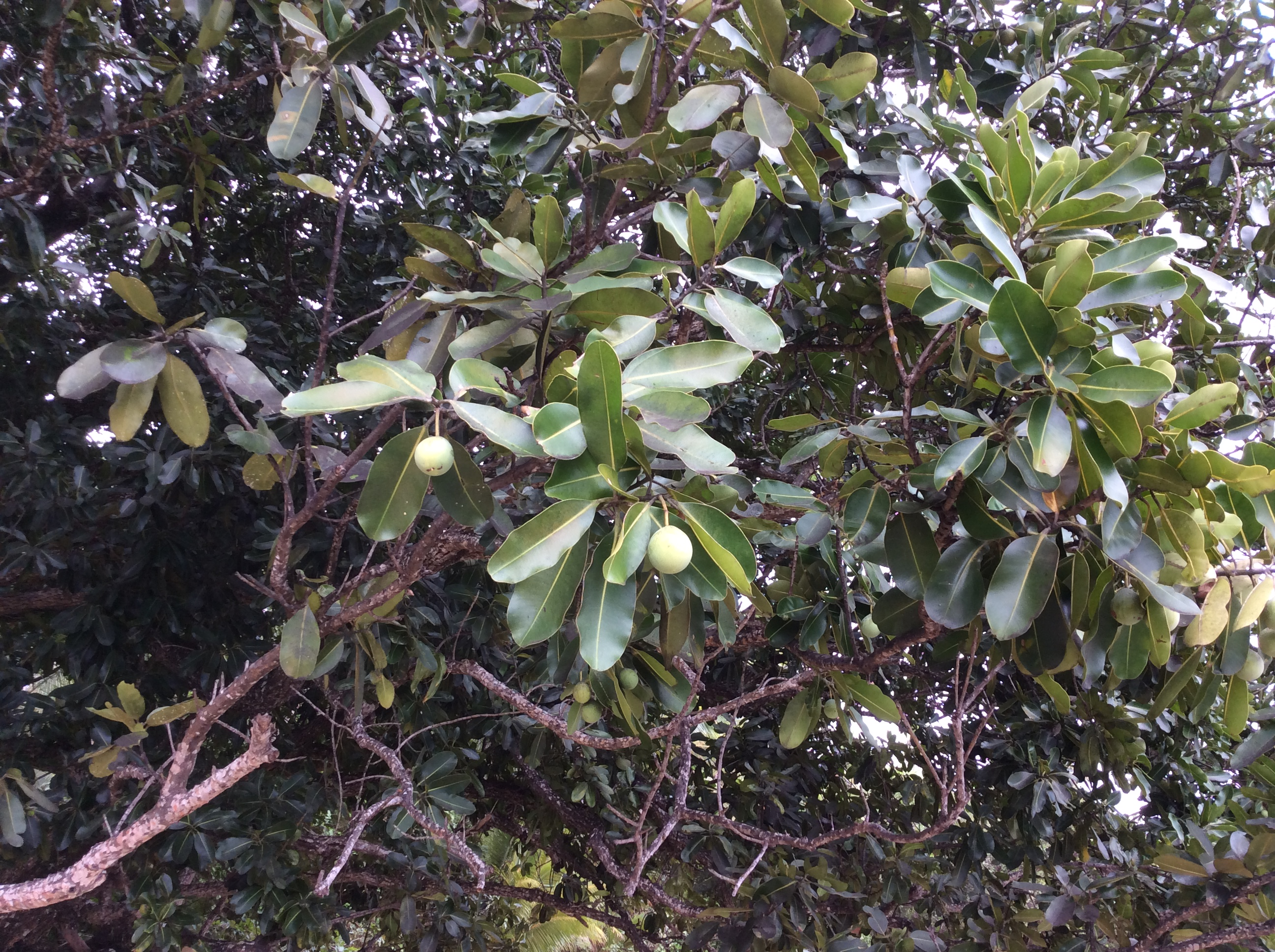
Frutas en forma de bola de un tamanu en Beqa, Fiyi.

Varias partes del tamanu fueron esenciales para la fabricación de canoas. Las grandes extremidades curvas se tallaban comúnmente en la forma de cayucos que formaban la quilla de las canoas austronesias. Las tracas, las cuales se unen a la quilla por una técnica de costura austronesia (la cual utiliza  clavijas y lengüetas en vez de clavos), también pueden estar hechas de tamanu; aunque comúnmente se utilizaban maderas "más blandas", como las de la especie Artocarpus. Otras piezas se convirtieron en mástiles y flotadores. Las extremidades curvas más pequeñas del tamanu también se pueden tallar en las costillas del bote.
Además de la construcción naval, el aceite de tamanu que se extraía de los granos de fruta fue sumamente importante para la cultura polinesia. Los aceites, así como las cataplasmas hechas de hojas y flores, también se usaron de forma habitual en la medicina tradicional. Las hojas contienen compuestos químicos que son venenosos para los peces, por lo que se utilizaban para facilitar la pesca.
La palabra proto-austronesia reconstruida para tamuno es *bitaquR, con cognados modernos que incluyen al bittáug ilocano; al bitául ifugao; al bitáʻog o bitaʻug bicolano, cebuano, maranao, mansaka y manobo; al bito del idioma nias; al btáʻəs palauano; al witora wetano; y al hataul  del asilulu. Las palabras occidentales malayo-polinesias para tamuno se derivan del doblete proto-Austronesio *bintaŋuR, con cognados que incluyen al bintangur o bentangur iban, malayo, toba batak y javanés; al wintangor tontemboano; y al vintáno malgache. En proto-oceánico, la palabra reconstruida es *pitaquR, con cognados que incluyen al  pitɨ nauna; al pitow loniu; al pirow nali; al hita seimat; al piʻaw aua; al isou pohnpeiano; al hefau rotumano; al Vetau fiyiano, al fetaʻu tongano; al fetau niuano, samoano y tuvaluano; al hedau nukuoro; y al hetaʻu Rennellese. En la mayoría de estos idiomas, el nombre se refiere específicamente a la especie C. inophyllum, aunque en ifugao, maranao, nias, wetano y fiyiano, el nombre se usa de forma general para referirse a los grandes árboles madereros.
Otro conjunto de cognados para C. inophyllum en proto-oceánico puede reconstruirse como *tamanu. Su diferencia con *pitaquR no está clara, pero dada la distinción entre los términos en el lenguaje mussau, *tamanu probablemente se refería originalmente a los especímenes del árbol que crecían en el interior de las islas y no en las costas. Los cognados modernos incluyen al tamanu en mussau, tongano, niuano, samoano y rarotongano; al damanu fiyiano ; y al kamani hawaiano.

### Cocos nucifera(coco)

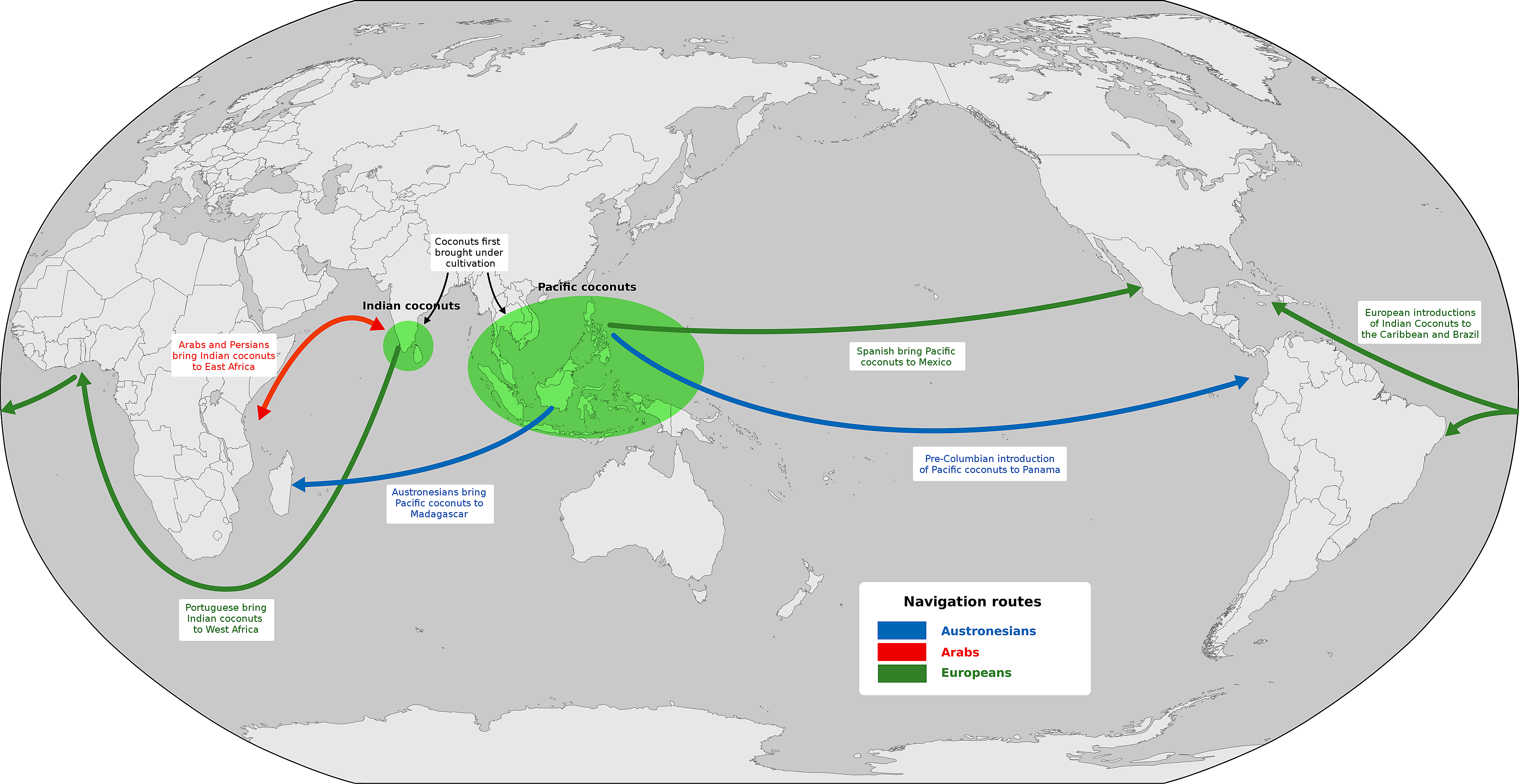
Introducción histórica inferida de los cocos desde los centros originales de diversidad en el subcontinente indio y el sureste marítimo asiático.

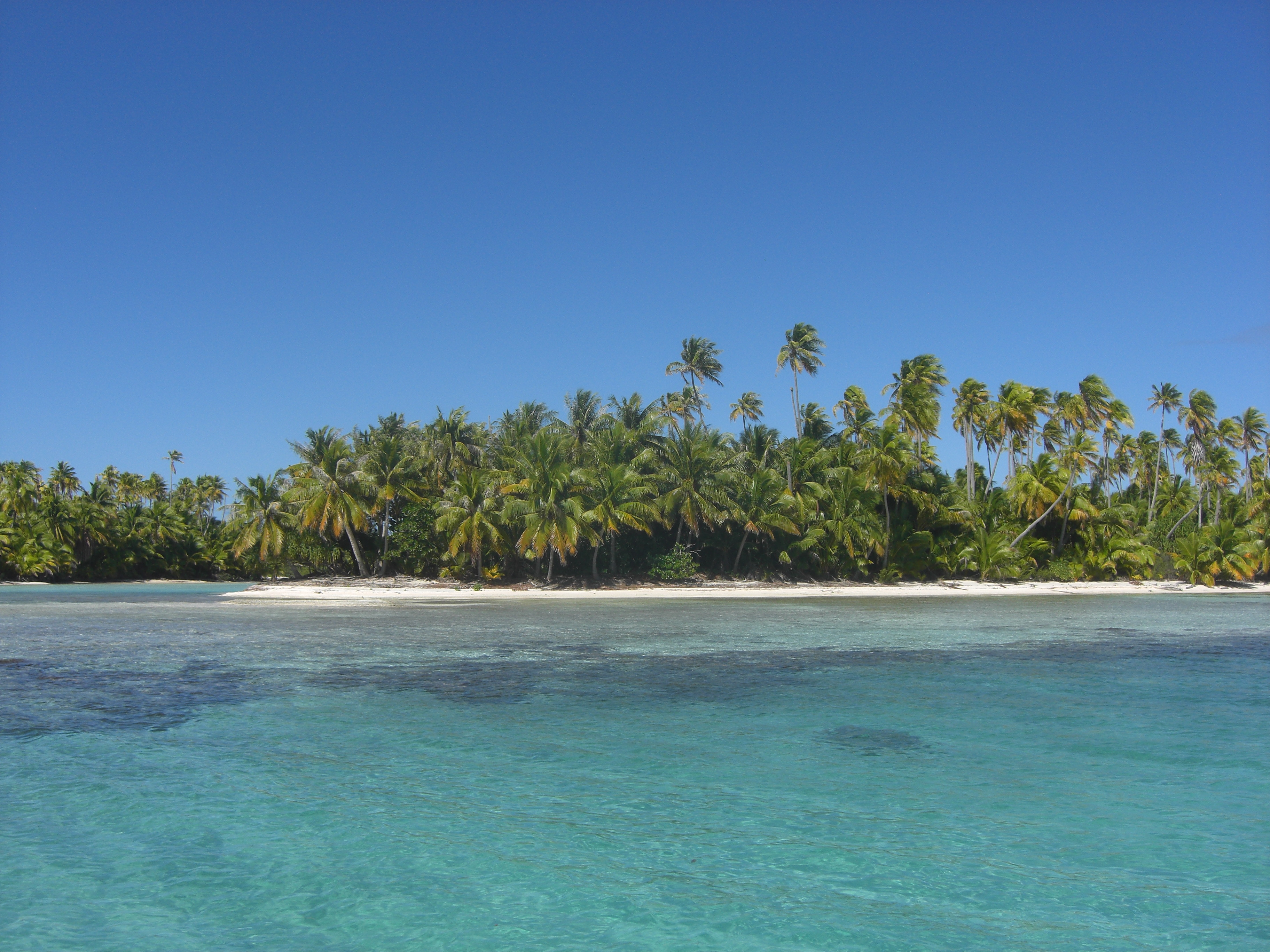
Cocos en Rangiroa en el Tuamotus, Polinesia francesa

La región entre el suroeste de Asia y Melanesia es el centro de origen de los cocos (Cocos nucifera), siendo esta la región donde se denota la mayor diversidad genética.
Un estudio realizado en 2011 identificó dos subpoblaciones de cocos altamente diferenciadas genéticamente; una siendo originaria de la isla del sudeste asiático (el grupo del Pacífico), y la otra de los márgenes del sur del subcontinente indio (el grupo indoatlántico). El grupo del Pacífico es el único que muestra claras indicaciones genéticas y fenotípicas de que fueron domesticados; incluyendo el hábito enano, la autopolinización y la morfología redonda niu vai con proporciones de endospermo-cáscara más grandes. La distribución de los cocos del Pacífico corresponde a las regiones establecidas por los viajeros austronesios, lo que indica que su propagación fue en buena parte el resultado de las introducciones humanas.
Esta variabilidad genética se observa de manera llamativa en Madagascar; siendo esta una isla colonizada por los marineros austronesios en los años alrededor del 2.000 a 1.500 AP. Las poblaciones de coco en la isla muestran una mezcla genética de las dos subpoblaciones, lo que indica que los colonos austriacos trajeron cocos del Pacífico, los cuales tuvieron un cruce genético con los cocos indoatlánticos locales.

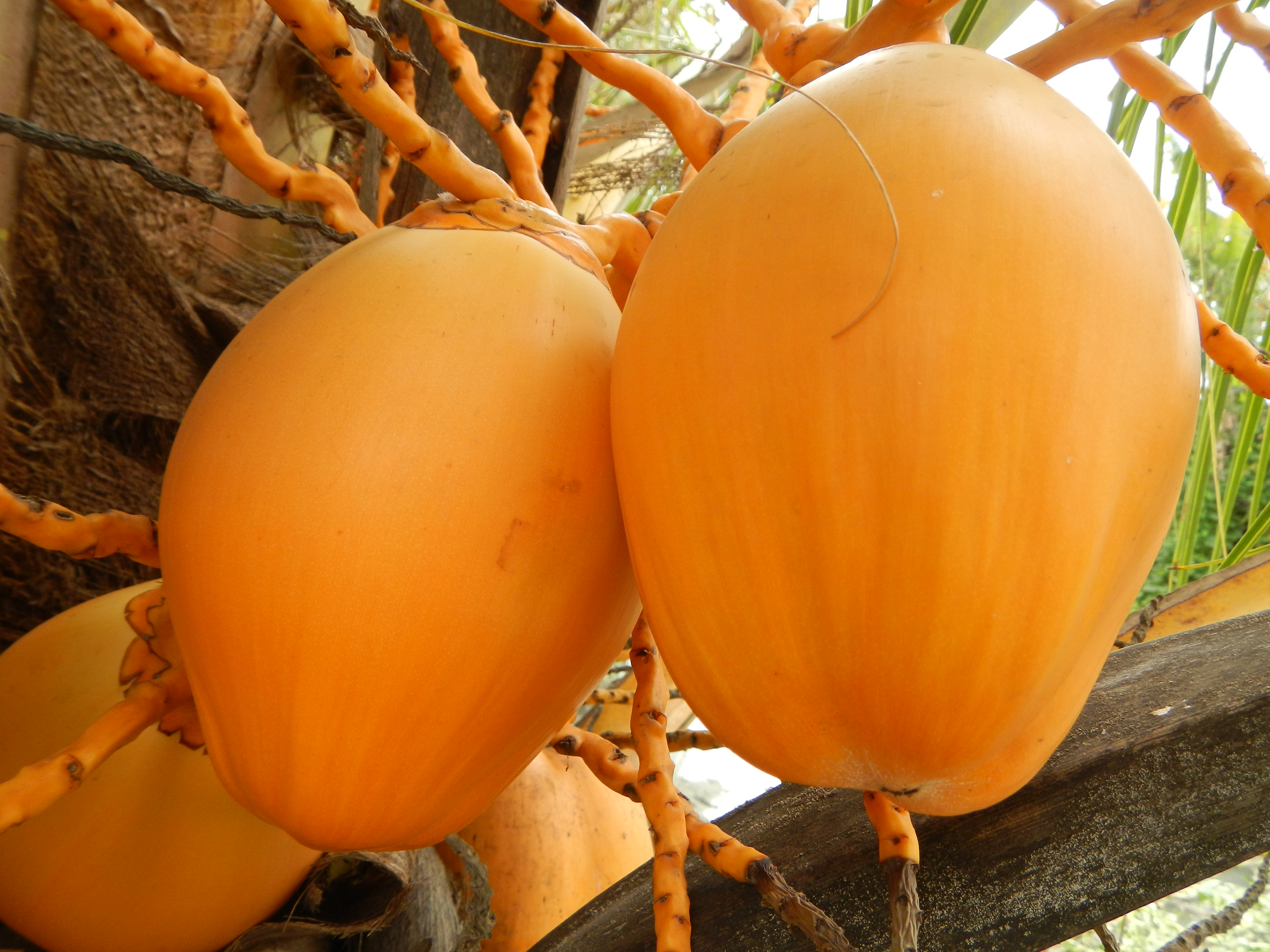
Coco enano en Luzon, mostrando la típica morfología frutal redonda niu vai de los cocos del Pacífico.

La mayoría de las palabras para "coco" en lenguas austronesias se derivan del proto-malayo-polinesio *ñiuʀ. Los cognados modernos incluyen al niyog tagalo; al niyok chamorro; al nyiur o nyior malayo; al nuu tetun; al nu drehu; al niu hawaiano, samoano, tongano, fiyiano y rapanui; y al nio malgache.
Los estudios genéticos de los cocos también han confirmado poblaciones precolombinas de cocos en Panamá en América del Sur. Sin embargo, esta población no es nativa, y muestra un cuello de botella genético resultante de un efecto fundador. Un estudio realizado en 2008 mostró que los cocos en las Américas están genéticamente relacionados con los cocos de las Filipinas, pero no mostraron relación genética con ninguna otra población de cocos cercana (incluida la Polinesia). Tal origen indica que los cocos no fueron introducidos de forma natural (por ejemplo, a través de las corrientes marinas). Los investigadores concluyeron que fue traído por los primeros marineros austronesios a las Américas desde el 2.250 AP, y puede ser una evidencia del contacto precolombino entre las culturas austronesias y las culturas sudamericanas; aunque en la dirección opuesta a lo que propusieron las primeras hipótesis al respecto, como las del etnógrafo Thor Heyerdahl. Esta hipótesis se fortalece aún más por otra evidencia botánica de contacto, como la presencia precolonial de la batata en las culturas de Oceanía. Durante la era colonial, los cocos del Pacífico se introdujeron a México desde las Indias Orientales españolas, a través de los galeones de Manila.
A diferencia de los cocos del Pacífico, los cocos indo-atlánticos se extendieron en gran medida por los comerciantes árabes y persas en las costas de África Oriental. Los cocos del Indo-Atlántico también fueron introducidos en el Océano Atlántico por los barcos portugueses desde sus colonias en la costa de la India y Sri Lanka; siendo primeramente introducidos en las costas del oeste de África, y posteriormente en el Caribe y las costas del este de Brasil. Todos estos eventos sucedieron en los últimos siglos, siendo introducciones relativamente recientes en comparación con la propagación de los cocos del Pacífico.

### Colocasia esculenta(taro)

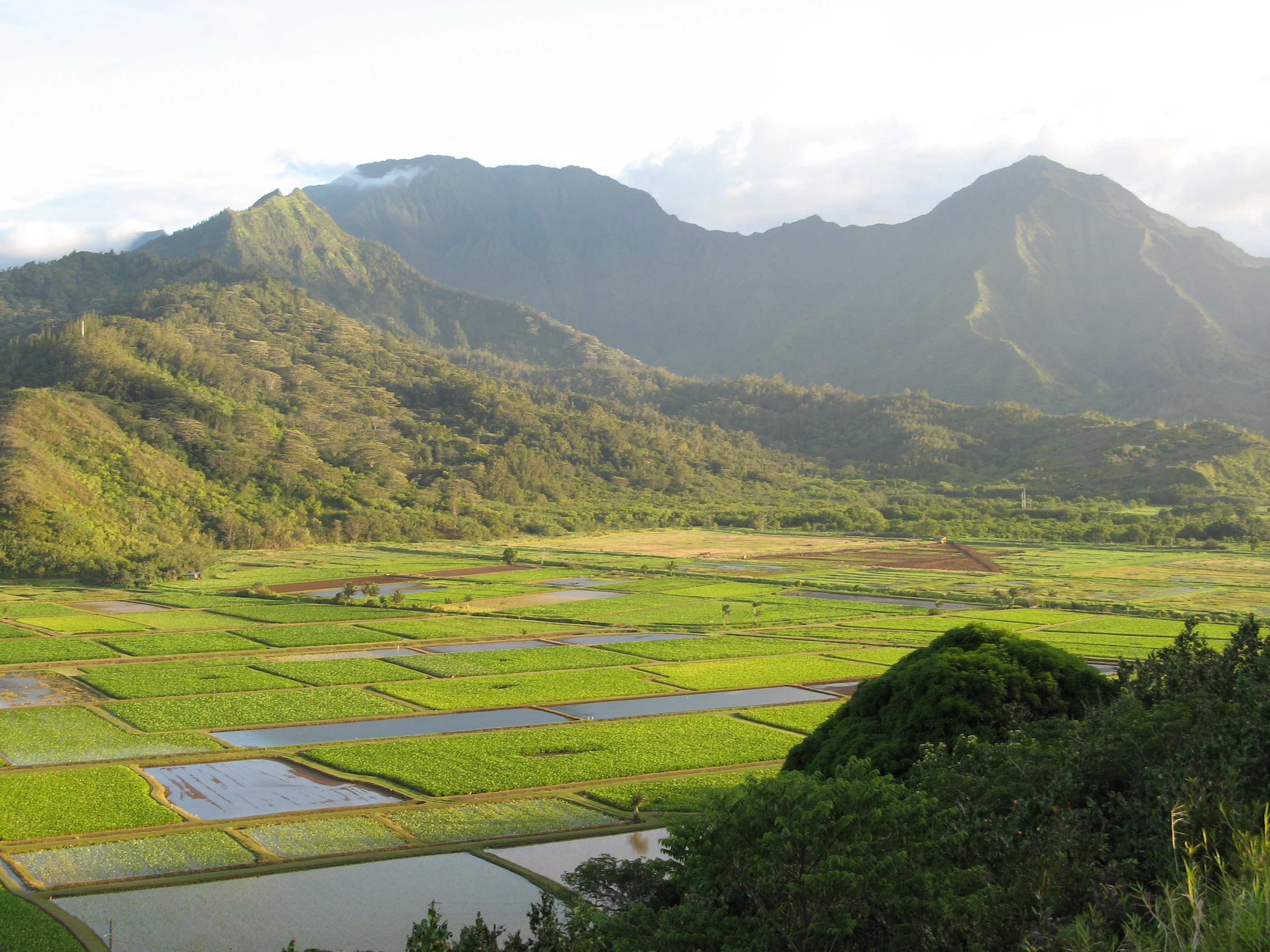
Campos de taro en Hanalei Valle, Kaua'i

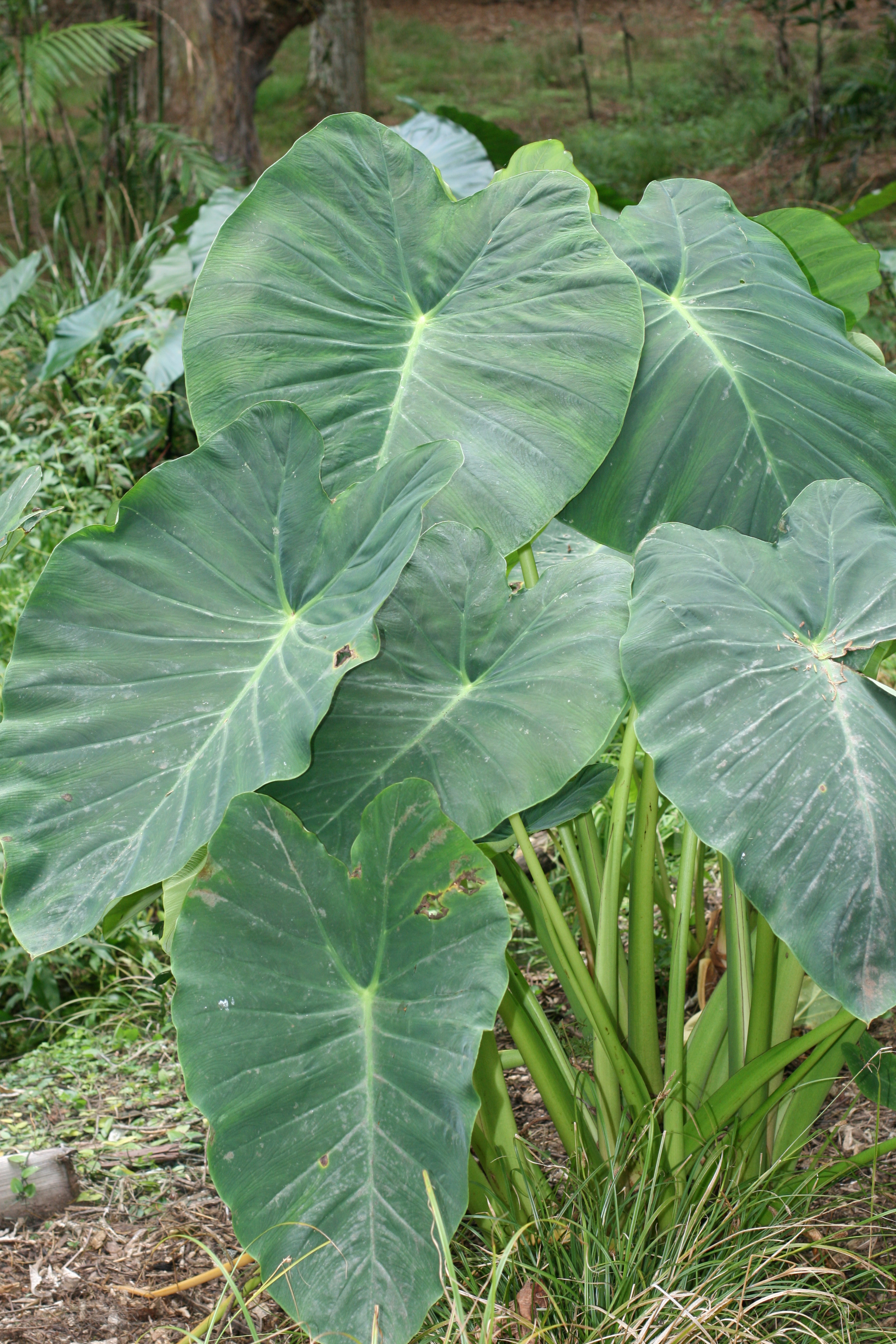
Plantas de taro en Auckland, Nueva Zelanda.

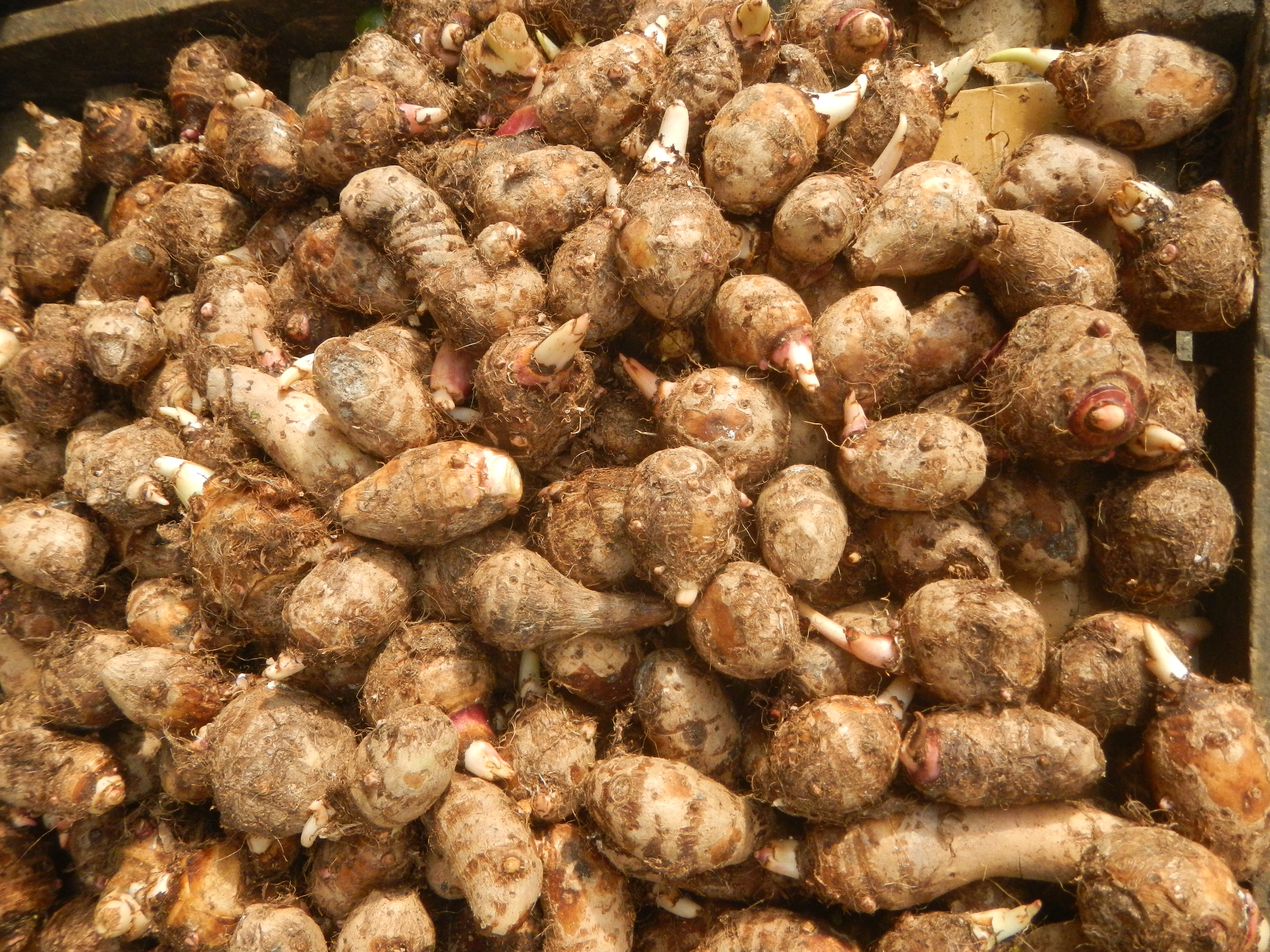
Cormos de taro en venta en las Filipinas

El taro (Colocasia esculenta), a veces llamado "taro verdadero", es uno de los cultivos más antiguos previo a la expansión austronesia. El taro se encuentra ampliamente distribuido en las regiones tropicales y subtropicales del sur de Asia, el este de Asia, el sudeste de Asia, Papúa Nueva Guinea y el norte de Australia; siendo una especie altamente polimórfica, lo que dificulta su taxonomía y su distinción entre los tipos silvestres y cultivados. Se cree que fueron domesticados de forma independiente en múltiples ocasiones, y diversos autores dieron como posibles ubicaciones de domesticación a Nueva Guinea, el sudeste de Asia continental y el noreste de India, basándose en gran medida en el rango nativo asumido de las plantas silvestres. Sin embargo, los estudios más recientes han señalado que el taro silvestre puede tener una distribución nativa mucho más grande de lo que se creía anteriormente, y pueden ser que algunas especies silvestres puedan ser indígenas de otras partes de la isla del sudeste asiático.
Se han recuperado rastros arqueológicos de la explotación del taro de numerosos sitios anteriores a la expansión austronesia, aunque no se puede determinar si este tubérculo se cultivó o no. Estos rastros se encuentran en las Cuevas de Niah en Borneo, los cuales datan de antes del 40,000 AP; de la cueva Ille de Palawan, donde datan desde al menos el año 11,000 AP; de la zona húmeda de Kuk en Nueva Guinea, donde están fechados entre los años 10,200 y 9,910 AP; y en la cueva Kilu en las Islas Salomón, donde se datan entre los años 28,000 a 20,000 AP. En el caso del sitio de Kuk, hay evidencia de que la agricultura formalizada emergió alrededor del año 10,000 AP, con evidencia de parcelas cultivadas. Sin embargo, se desconoce qué plantas se cultivaron.
A pesar de todo eso, se puede confirmar que el taro se encontraba entre las plantas cultivadas por los austronesios y por las poblaciones anteriores en la isla del sudeste asiático. Sin embargo, su importancia en esa región fue reemplazada en gran medida por el cultivo del arroz, aunque todavía se sembraba el taro en los márgenes de los arrozales en algunas comunidades. Por otra parte, los cultivos de taro permanecieron como un elemento básico en las islas de Melanesia y Polinesia, donde no hubo una introducción del arroz. Colocasia esculenta es una de las cuatro especies de aroides (taros) que fueron cultivadas por los austronesios para su consumo como cormos almidonados, siendo las otras especies Alocasia macrorrhizos, Amorphophallus paeoniifolius y Cyrtosperma merkusii. C. esculenta es la especie más importante y preferida de entre las cuatro, dado que tenía menos probabilidades de contener rafidios irritantes, los cuales estaban sumamente presentes en las otras plantas.

El taro también se ha identificado como uno de los alimentos básicos de Micronesia, dada la evidencia arqueológica que se remonta al Período Latte precolonial (c. 900 - 1521 dC), lo que indica que la especie también fue transportada por micronesios cuando colonizaron las islas. Debido a la inadecuación de las islas de atolones bajos que conforman la mayor parte de Micronesia, los micronesios innovaron en su cultivo cavando pozos que llenaban con una composición adecuada para el cultivo de taro. También se ha identificado polen de taro y residuos de almidón en sitios anteriores a la cultura Lapita, siendo estos fechados alrededor de los años 3,050 - 2,500 AP.
Existen numerosos términos para el taro en los idiomas austronesios, tanto específicos como generalizados. El término proto-austronesio reconstruido para taro es *cali, con cognados en lenguas formosanas, incluyendo el sali Seediq, el lhari Thao ; el tai Bunun; y el tali Amis. [16]
En el proto-malayo-polinesio se convirtió en *tales, que a su vez se convirtió en *talos o *talo en proto-oceánico. Los cognados modernos incluyen el tálus en hanunó'o; el talis en aborlan tagbanwa; el täläs Palawan Batak; el talõ Nias; el talas en minangkabau; el taleus en rejang y sondanés; el tales javanés; el dáit palauano; el tale en rotiniano; y el talas tetun. En las lenguas polinesias, los cognados incluyen el talo motu, marovo, tongano, samoano, niuano, futunano y tuvaluano; el alo Kwaio, Lau (Malaita) y Toqabaqita; el aro  'Āre'āre, Arosi y Bauro; el na-tale Nakanamanga; el tal o nal Sie; el dalo fiyiano y nukuoro; el tago rennellese; el taro Anuta, rarotongano y māori; y el kalo hawaiano. El nombre en inglés y español de la planta se deriva de los nombres polinesios.  La variedad roja de taro también tiene nombres derivados del reconstruido proto-polinesio *pongi, con cognados que incluyen el pongi niuano; el poki marquesano; el poni hawaiano; y el pongi māori.
En proto-malayo-occidental-polinesio, otro término reconstruido es *kaladi, con cognados que incluyen al kaladi agutaynen, Sabah Bisaya, iban, Tae 'y Wolio; al keladi balinés y malayo; y al  koladi Mongondow.

### Cordia subcordata(siricote)

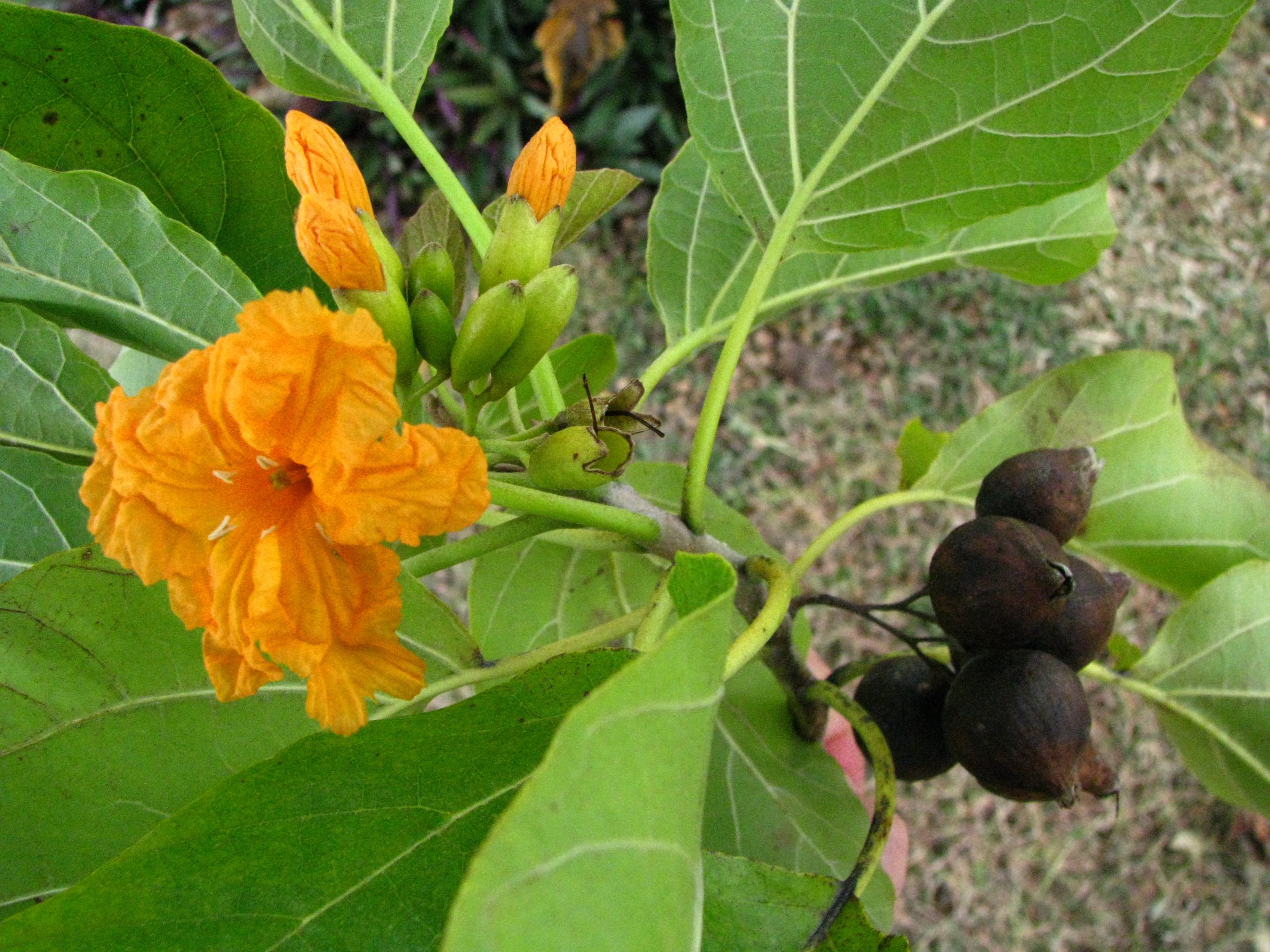
Flores de siricote en Oʻahu.

El siricote, ciricote o árbol queroseno (Cordia subcordata) es un árbol importante con madera ligera, finamente texturizada y algo blanda, la cual es ideal para tallar. No tiene sabo, por lo que su madera se usaba comúnmente para tallar utensilios, tazas, tazones y otros recipientes; así como esculturas ornamentales e instrumentos musicales en toda Austronesia. La madera es inflamable, y se usaba comúnmente en Nueva Guinea como leña (de ahí, su nombre de Árbol queroseno). En algunas culturas, la madera también se usó para construir los remos y las quillas de los barcos.
Las semillas también se pueden comer, aunque solo como alimento de hambruna. Otras partes de la planta también se pudieron usar para diversos fines en la medicina tradicional y para la extracción de colorantes. Al igual que Calophyllum inophyllum, el siricote se plantaba comúnmente en los marae. Esta planta tiene una relevancia cultural y religiosa en algunas culturas como las de Kiribati y las islas Karimunjawa de Indonesia. En Hawái, era una actividad tradicional el plantar siricote alrededor de las casas, y usar sus flores de color naranja brillante como leis.
El siricote, como la mayoría de los árboles favorecidos por los austronesios, crece bien en suelos arenosos, arcillosos y rocosos; además de ser un componente común en los bosques costeros y los manglares. Se creía que el siricote era una especie introducida, pero ahora se sabe que es indígena de la mayoría de las islas y costas del Indo-Pacífico, la cual fue propagada naturalmente por sus semillas buoyantes. Sin embargo, esta especie si fue introducida deliberadamente en algunas islas a través de introducciones artificiales, en donde estas plantas se encontraban por lo general creciendo con otros árboles que eran comúnmente cultivados por los austronesios. Esto sucedía especialmente en los atolones de Micronesia.
Los términos para siricote se reconstruyen del proto-malayo-polinesio *kanawa, con cognados que incluyen al  kenawa iban; al kanawa makasarese; al kəláu palauano; al kanawa gilbertés; al kanava tokelauano; y al ganava nukuoro.
Se puede reconstruir otro conjunto de cognados del proto-oceánico *toRu, con cognados que incluyen el to-tor nehano; el to-tol petats; el tou fiyiano, tongano y rarotongano; y el kou hawaiano.
Un término reconstruido más antiguo proveniente del proto-austronesio es el de *qaNuNaŋ. Sin embargo, este término no es específico del siricote, y puede referirse a otros miembros del género con frutos pegajosos; especialmente la baya de pegamento (Cordia dichotoma) y la lasura (Cordia myxa). 
Este término tampoco llegó a las lenguas oceánicas. Los cognados incluyen al həhngə tsou; el anúnang isneg; el anúnang hanunó'o y cebuano; el nonang maranao; el  enunang manobo; el anonang mansaka; el nunang malayo, minangkabau, sasak, manggarai y rembong; y el onunang en mongondow.

### Cordyline fruticosa(planta de ti)

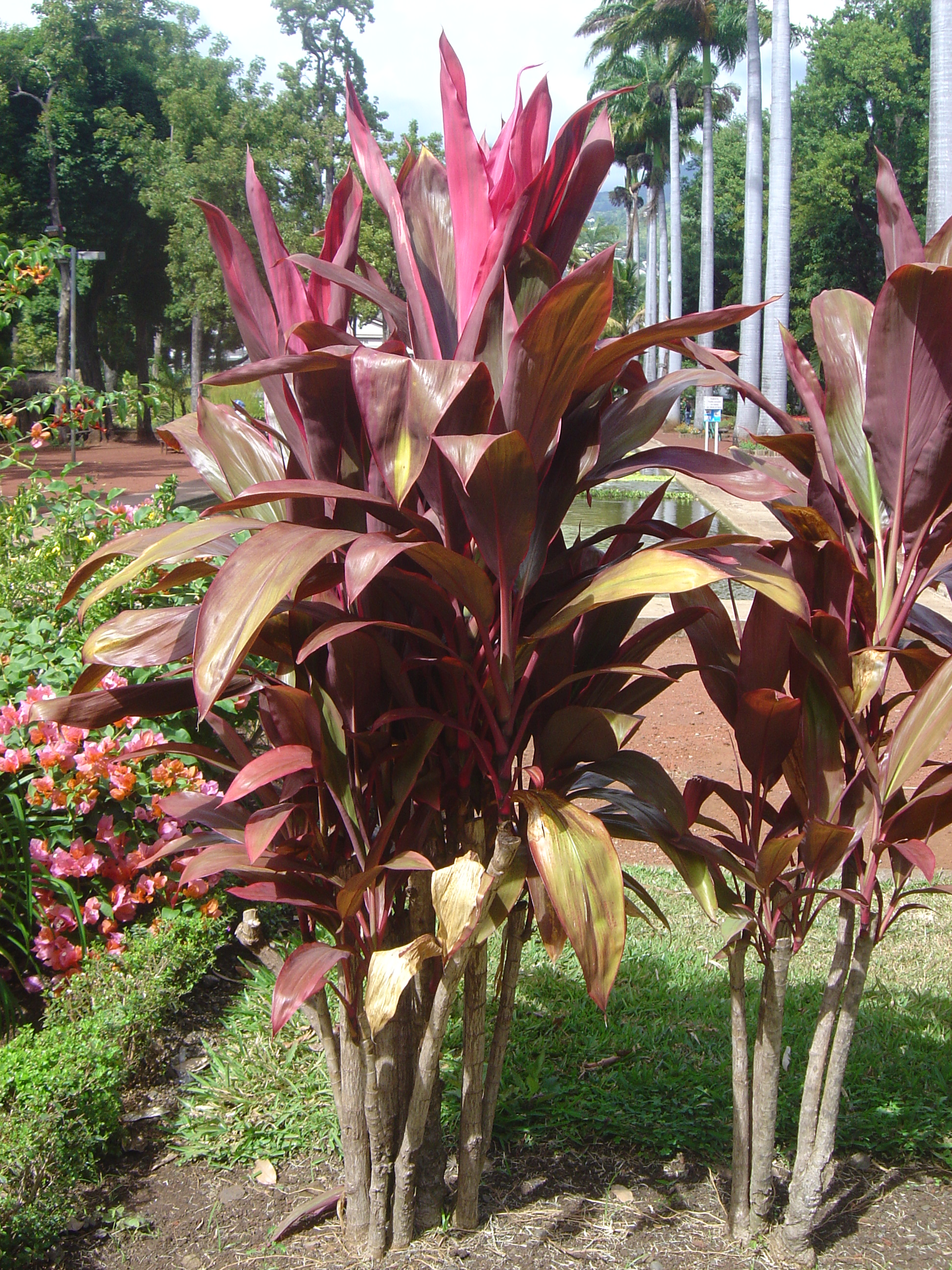
Plantas de ti rojas en Réunion.

La planta de ti (Cordyline fruticosa) es una planta con forma de palma que crece de 3 a 4 m (9.8 a 13.1 pies) de altura, con un atractivo grupo de hojas ampliamente alargadas en forma de abanico y en espiral en la punta de sus troncos delgados. Tiene numerosas variaciones de color, que van desde plantas con hojas rojas hasta cultivares verdes, amarillas y abigarradas. Se desconoce su distribución nativa original, pero se cree que es nativa de la región que va desde Bangladés, hasta el sudeste asiático continental, el sur de China, Taiwán, la isla del sudeste asiático, Nueva Guinea y el norte de Australia. Tiene una mayor diversidad morfológica en Nueva Guinea y se cree que se ha cultivado allí extensamente. Es comúnmente identificada erróneamente como "Dracaena", junto con miembros del género Cordyline, debido a sistemas de clasificación pasados.

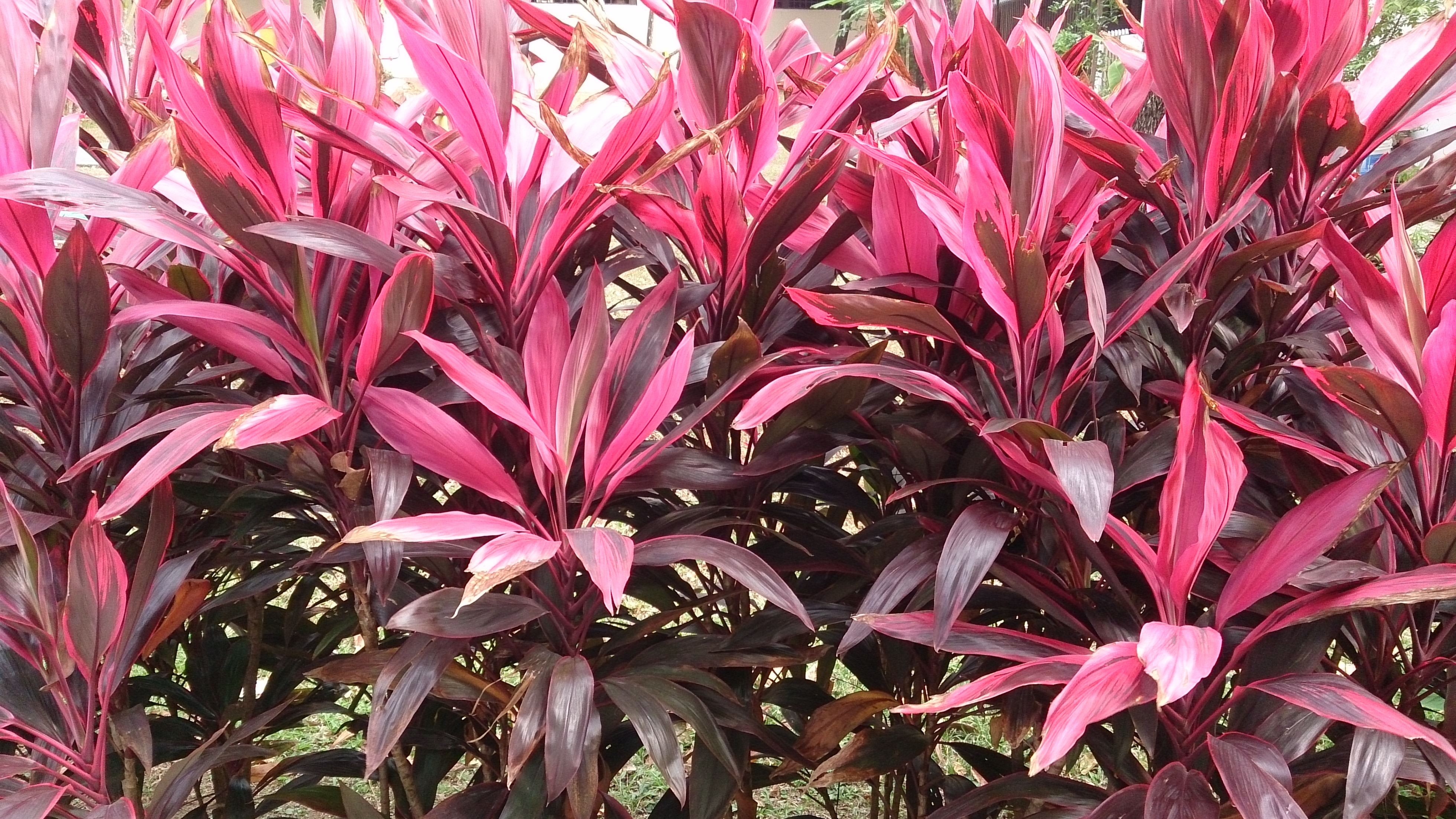
Planta de ti roja en Singapur.

Esta planta fue transportada a través de Oceanía por los austronesios, llegando hasta Hawái, Aotearoa (Nueva Zelanda), Rangitāhua (Islas Kermadec) y Rapa Nui en su mayor extensión. Un tipo de planta de ti particularmente importante en la Polinesia, es un gran cultivar de hoja verde que se cultiva por sus rizomas comestibles agrandados. A diferencia de las poblaciones de planta de ti en el sudeste asiático y Oceanía Cercana, este cultivar es casi completamente estéril en las islas del este de la Polinesia. Solo se puede propagar mediante esquejes de los tallos o los rizomas. Se especula que esto fue el resultado de una selección artificial deliberada, probablemente para producir rizomas más grandes y menos fibrosas que se adecuaran más para su uso como alimento.
La planta de ti tiene muchos usos, pero la más notable es su uso como una de las plantas más importantes en las religiones animistas indígenas de los austronesios, junto con las higueras (Ficus spp.). Era ampliamente conocida como una planta que poseía poderes místicos o espirituales en varias culturas austronesias (como lo es el caso de los Papúes). Entre muchos grupos étnicos en Austronesia, se consideraba sagrada. Las características comunes que se encontraban entre culturan incluyen la creencia de que esta podía contener almas y, por lo tanto, era útil para curar enfermedades dónde existía una "pérdida de alma", así como para exorcizar espíritus malévolos. Esta se solía usar en atuendos ritualísticos y ornamentales. Los cultivares rojos y verdes también suelen representar aspectos dualistas de la cultura y la religión, y se usan de manera diferente en los rituales. Las plantas rojas comúnmente simbolizan sangre, guerra y los lazos entre los vivos y los muertos; mientras que las plantas verdes de ti comúnmente simbolizan la paz y la curación.
En Polinesia, las hojas de la versión verde de la planta se usan para envolver alimentos, alinear hornos de tierra y fosas de fermentación del árbol del pan. Por otra parte, sus rizomas se cosechan y procesan en una pulpa dulce similar a la melaza, la cual se come como un caramelo, o se usa para producir un tipo de miel líquida utilizada en la fabricación de varios dulces. En Hawái, las raíces también se mezclan con agua y se fermentan en una bebida alcohólica conocida como okolehao. Las fibras extraídas de las hojas también se usan en cordeles y en la fabricación de trampas para pájaros. El consumo de la planta ti como alimento, dada su categoría como una planta sagrada, se consideraba originalmente como un tabú. Sin embargo, su consumo pudo ser debido a una innovación atrevida de las culturas polinesias como respuesta a las condiciones de hambruna. Se cree que el levantamiento de este tabú está relacionado con el desarrollo del ritual de la caminata de fuego.

Planta de ti silvestre en el Bosque de Makawao, Maui.

En el anitismo filipino, las babaylán (mujeres chamanes) usaban la planta de ti de manera habitual cuando realizaban mediumnidades o rituales curativos. Una creencia común en las culturas filipinas es que la planta tiene la capacidad innata de albergar espíritus. Entre los ifugao del norte de Luzón, se planta alrededor de las terrazas y comunidades para ahuyentar a los espíritus malignos, y marcar los límites de los campos cultivados. Se cree que las hojas rojas son atractivas para los espíritus, por lo que se usan durante rituales importantes como un componente de los tocados y brazaletes. En el pasado, también se usaba durante los bailes ceremoniales llamados bangibang, los cuales realizaban tanto hombres como mujeres en honor a los guerreros que murieron en la batalla o por medios violentos. También se utilizan para decorar varios objetos ritualísticos. En el pueblo de Palaw'an, se planta en los cementerios para evitar que los muertos se conviertan en espíritus malévolos.

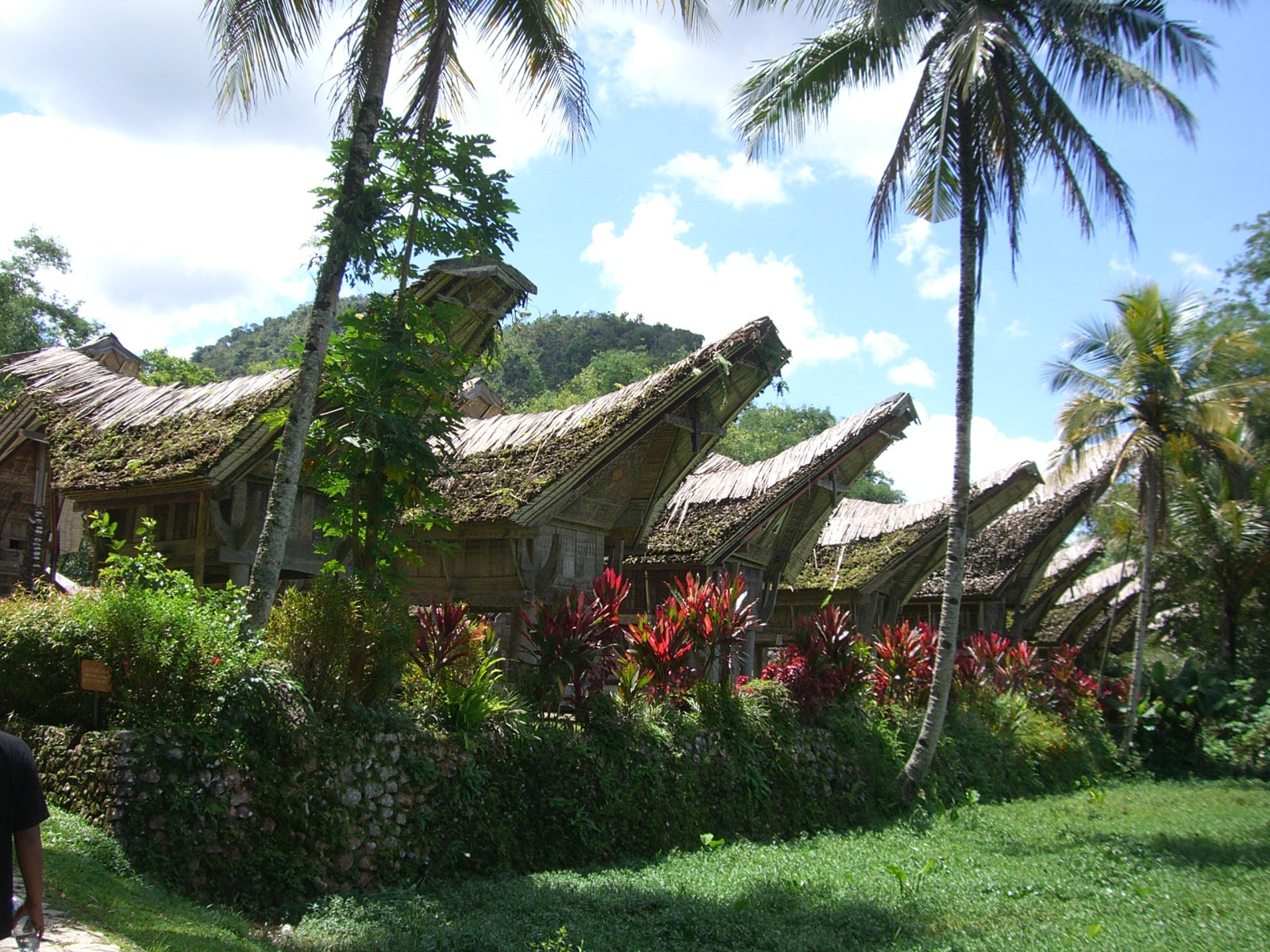
Plantas de ti rojas plantadas alrededor de las casas torjanas tradicionales en Tana Toraja, Sulawesi.

En Indonesia, la planta de ti roja se usa de manera similar a Filipinas. Entre los pueblos Dayak, Sundanese, Kayan, Kenyah, Berawan, Iban y Mongondow, la planta de ti roja se usa a manera de protección contra los espíritus malignos. También se usa en rituales de curación y funerarios, y se planta muy comúnmente en arboledas sagradas y alrededor de los santuarios. Los Dayak también extraen un tinte verde natural de esta planta. Durante los rituales de curación de la gente de Mentawai, el espíritu vivificante es atraído con canciones y ofrendas para entrar en los tallos de la planta, para posteriormente reconciliarle con la persona enferma. Entre los Sasak, las hojas de ti verde son utilizadas como parte de las ofrendas a los espíritus por los chamanes belian. Entre los Baduy, el verde representa el cuerpo, mientras que el rojo representa el alma. Ambas plantas se usan en los rituales de siembra de arroz. La planta de ti también se planta en cementerios en estas culturas. Entre los balineses y los karos, las plantas de ti se plantan cerca de las aldeas o de los santuarios familiares un bosque sagrado. Para la gente de Toraja, las plantas de ti rojo se usan en rituales y como decoraciones de objetos ritualísticos. Se cree que estas plantas se encuentran tanto en el mundo material como en el espiritual (una creencia común en el animismo austronesio). En el mundo espiritual, existen en la forma de aletas y colas de espíritus. En el mundo material, las plantas son más útiles como guías para atraer la atención de los espíritus. Las hojas rojas también simbolizan la sangre y, por lo tanto, la vida y la vitalidad. Entre los Ngaju, las plantas de ti simbolizaban los bosques sagrados de los antepasados. También fueron importantes en las promesas ritualísticas dedicadas a los dioses superiores. Estas plantas también fueron consideradas como el símbolo masculino del "Árbol de la Vida", en una dicotomía que contrasta con las especies Ficus, que simbolizan el "Árbol de los Muertos"  femenino.

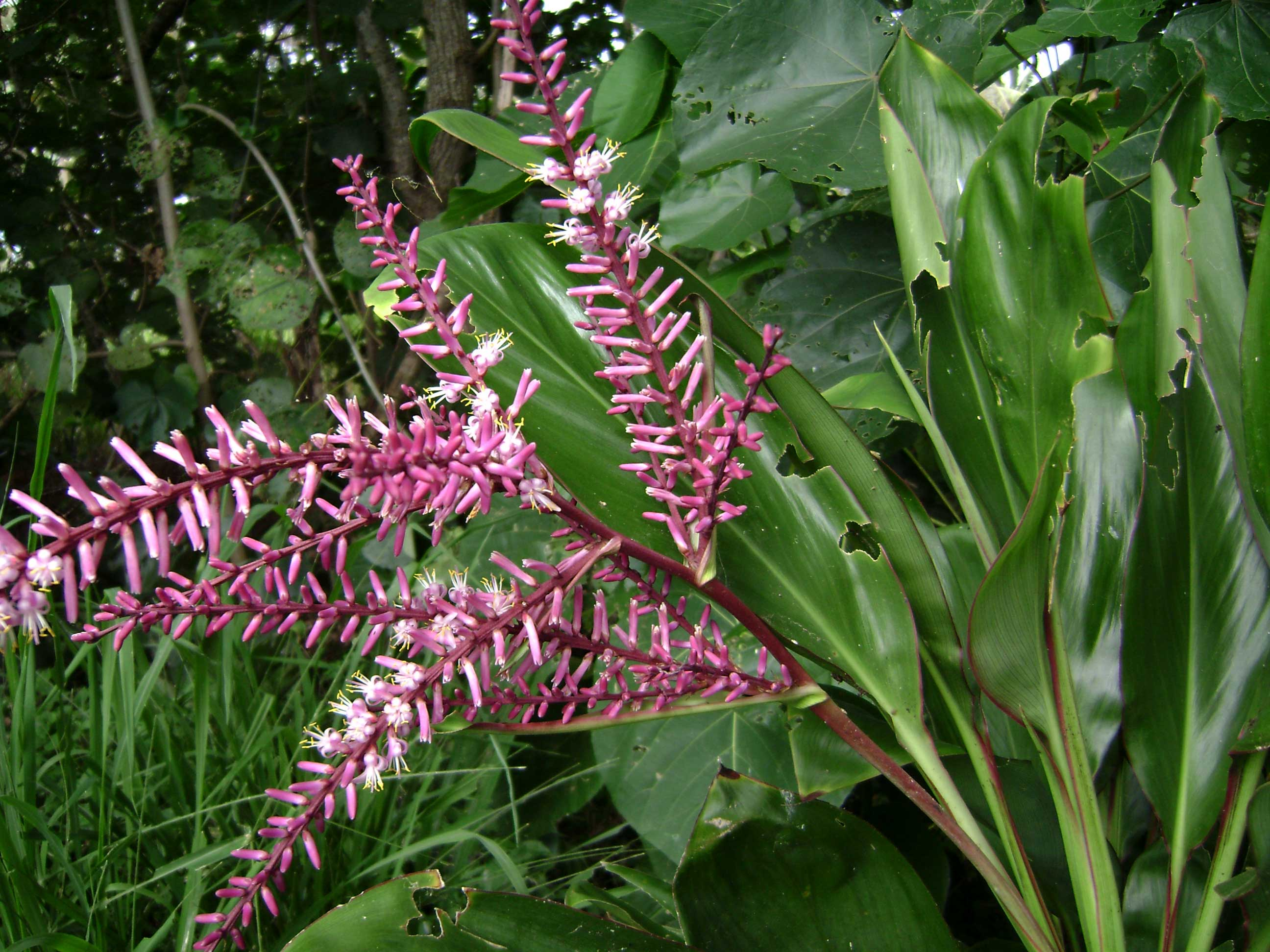
Planta de ti verde floreciendo en Tonga.

En Nueva Guinea, las plantas de ti se plantan generalmente para indicar la propiedad de la tierra de cultivo, y también se plantan alrededor de las casas ceremoniales para hombres. También se usan en varios rituales y se asocian comúnmente con la sangre y la guerra. Entre los tsembaga maring, se cree que estas plantas albergan los "espíritus rojos" (espíritus de hombres que murieron en la batalla). Antes de una guerra altamente ritualizada (pero letal) por la propiedad de una tierra, las plantas son desarraigadas y los cerdos son sacrificados a los espíritus. Después de que cesan las hostilidades, se vuelven a plantar en los nuevos límites terrestres, dependiendo del resultado de la lucha. Los hombres involucrados colocan ritualísticamente sus almas en las plantas. La guerra ritual ha sido prohibida por el gobierno de Papúa Nueva Guinea, pero algunas partes de los rituales aún sobreviven a la fecha. Para la gente de Ankave, la planta de ti rojo es parte de su mito de la creación, en el cual se cree que surgió del sitio del primer asesinato.  En las poblaciones de Mendi y Sulka, esta planta se convierte en tintes que son utilizados como pintura corporal, y sus hojas se usan para crear adornos corporales y hacer rituales de purificación. Para las personas Nikgini, las hojas tienen habilidades mágicas que traen buena suerte, por lo que se usan en la adivinación y en la decoración de objetos ritualísticos. Para la gente de Kapauku, las plantas de ti se consideran plantas mágicas, y se cree que son seres espirituales. A diferencia de otras plantas mágicas que están controladas por otros espíritus, las plantas de ti tenían sus propios espíritus, y estos son lo suficientemente poderosos como para comandar a otros seres espirituales. Las plantas rojas se usan en los rituales de magia blanca, mientras que las plantas verdes se usan en los rituales de magia negra. También se usan comúnmente en rituales de protección. La gente de Baktaman usa las plantas rojas para los ritos de iniciación, mientras que las plantas verdes se usan para la curación. Los pueblos de habla Mee también consideran las plantas de ti como su tótem colectivo.

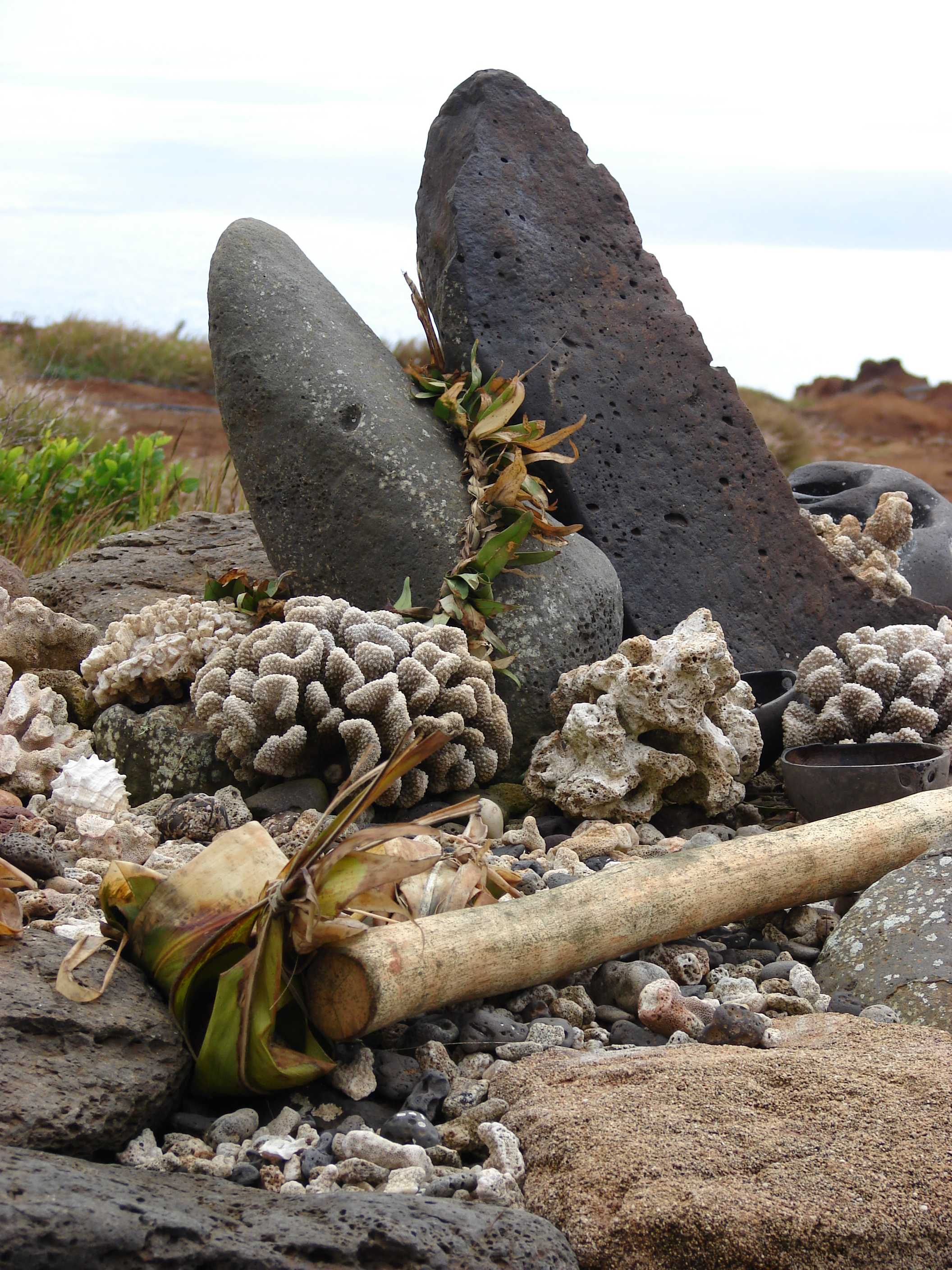
Ofrendas de piedra y manojos de hojas de tī (puʻolo) en el heiau (templo) Puʻu Moaulanui en la cumbre de Kahoʻolawe, Hawái.

En la isla de Melanesia, varios pueblos de habla austronesia consideran estas plantas como sagradas, y las usan en rituales para la protección, adivinación y fertilidad. Entre los Kwaio, las plantas de ti rojas están asociados con las peleas y venganzas, mientras que las plantas de ti verdes están asociados con los espíritus ancestrales, marcadores de arboledas sagradas y barreras contra el mal. Los Kwaio cultivan estas variedades alrededor de sus comunidades.  Entre la gente Maenge de Nueva Bretaña, las mujeres usan las hojas de ti como faldas cotidianas. El color y el tamaño de las hojas pueden variar según la preferencia personal y la moda. Nuevos cultivares con diferentes colores se comercializan de forma regular, y las hebras de ti se cultivan cerca de los pueblo. Las hojas rojas solo pueden ser usadas por mujeres que ya han pasado la pubertad. Esta también es la planta más importante en los rituales mágicos y curativos de los Maenge. Algunos cultivares de planta de ti están asociados con espíritus sobrenaturales, y por lo que se han generado nombres y folclore a su alrededor.  En Vanuatu, las hojas de Cordyline, conocidas localmente por los Bislama por el nombre de nanggaria, son usadas en un cinturón en los bailes tradicionales tales como el Māʻuluʻulu, con diferentes variedades que tienen significados simbólicos particulares. Este género de planta a menudo se coloca fuera de los edificios nakamal. En Fiyi, las hojas rojas de la planta de ti se usan como faldas para los bailarines, y se usan también en rituales dedicados a los espíritus de los muertos. También se plantan alrededor de los edificios ceremoniales utilizados para los rituales de iniciación.
En Micronesia, las hojas de ti se entierran debajo de las casas recién construidas en Pohnpei para evitar la brujería maligna. En los casos de una muerte desconocida, los chamanes de Micronesia se comunican con el espíritu del fallecido a través de las planta, nombrando varias causas de muerte hasta que la planta tiemble. También hay evidencia arqueológica de que los rizomas de las plantas se consumieron en Guam antes del Período Latte.
En Polinesia, la planta de ti verde se cultivaba ampliamente con fines alimenticios y religiosos. Por lo general, estas se plantan alrededor de las casas, en lugares sagrados (incluidos lugares como los marae y heiau) y en tumbas. Las hojas también se portan a modo de talismán para viajar, y también se usan en rituales. Al igual que en el sudeste asiático, se cree ampliamente que las plantas de ti brindan una protección contra los espíritus malignos y la mala suerte; además de que tienen la capacidad de albergar a los espíritus de personas muertas, así como a los espíritus de la naturaleza.

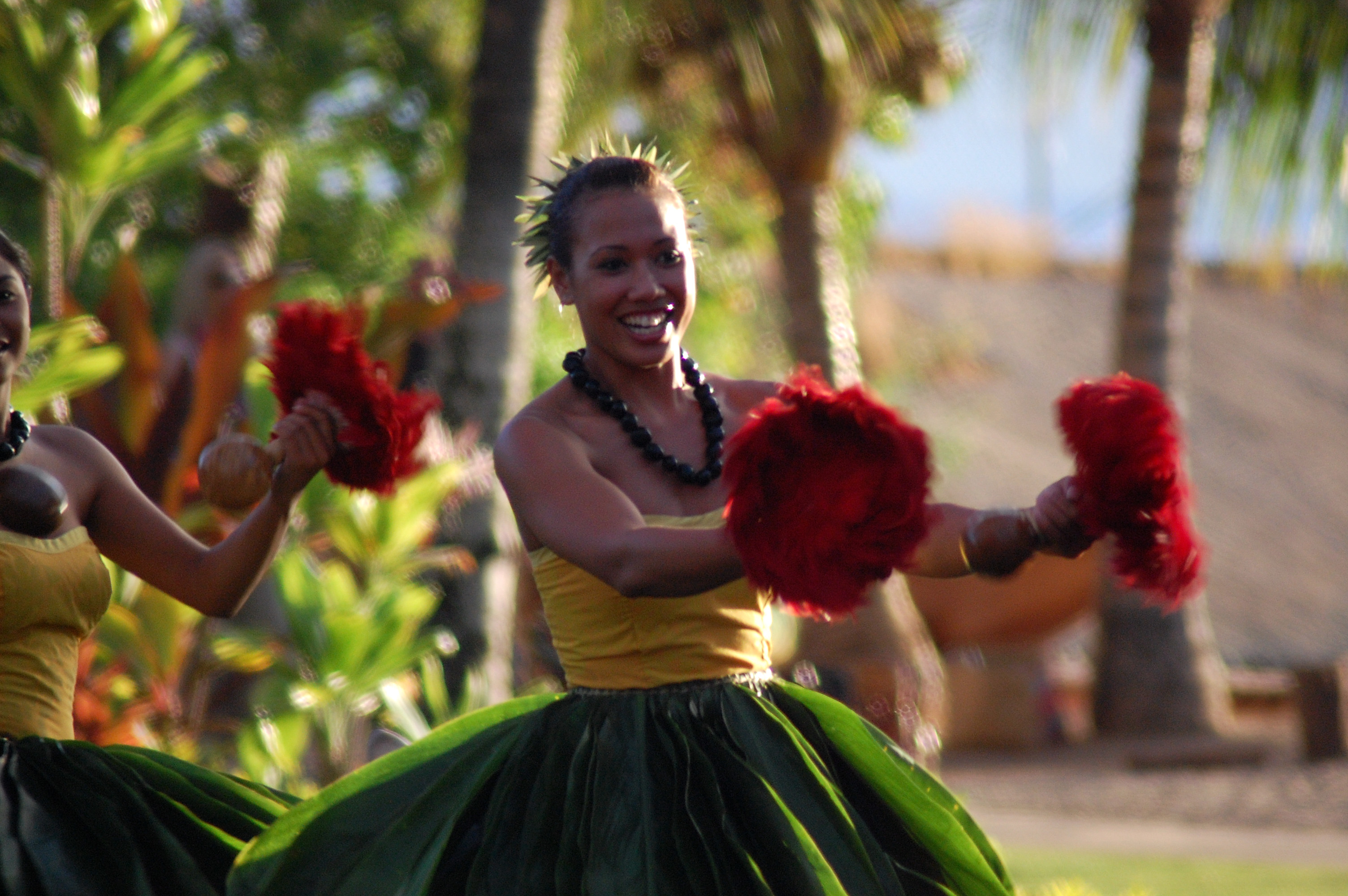
Bailadoras hula en un Luau en Lāhainā, con sus faldas tradicionales de hojas kī

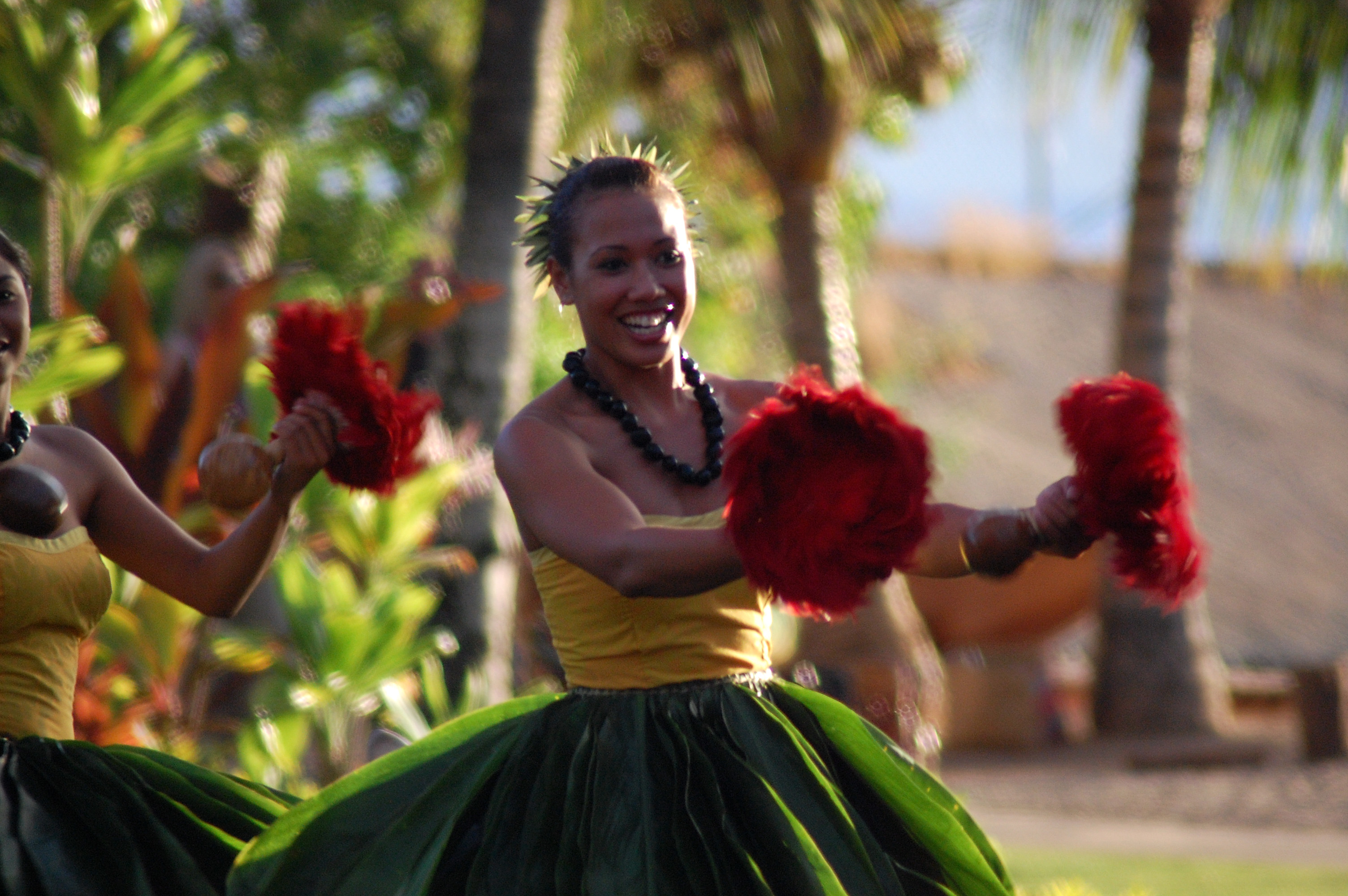
Bailadoras hula en un Luau en Lāhainā, con sus faldas tradicionales de hojas kī

En la antigua Hawái, se creía que la planta tenía un gran poder espiritual; y únicamente los kahuna (chamanes) y los aliʻi (jefes) podían usar sus hojas alrededor de sus cuellos durante ciertas actividades ritualísticas. La planta de ti era sagrada para el dios de la fertilidad y la agricultura Lono, y para la diosa del bosque y la danza hula, Laka. Las hojas de ti también se usaron para hacer leis y para delinear los bordes entre las propiedades. Esta planta también se plantaba en los rincones de la casa para mantener alejados a los espíritus malignos. Hasta el día de hoy, algunos hawaianos plantan ti cerca de sus casas para traer buena suerte. Las hojas también se usan para los trineos de lavas (heʻe hōlua). Para ello, varias hojas de la planta se atan juntas, y la gente baja colina abajo sobre ellas. Las hojas también se usaron para hacer prendas de vestir, incluidas las faldas usadas en los espectáculos de danza. La falda de hula hawaiana es una falda densa con una capa opaca de al menos cincuenta hojas verdes, y con la parte inferior (parte superior de las hojas) rasurada. El vestido de baile tongano, el sisi, es un delantal de unas 20 hojas, el cual se usa sobre un tupenu, y se decora con algunas hojas amarillas o rojas.

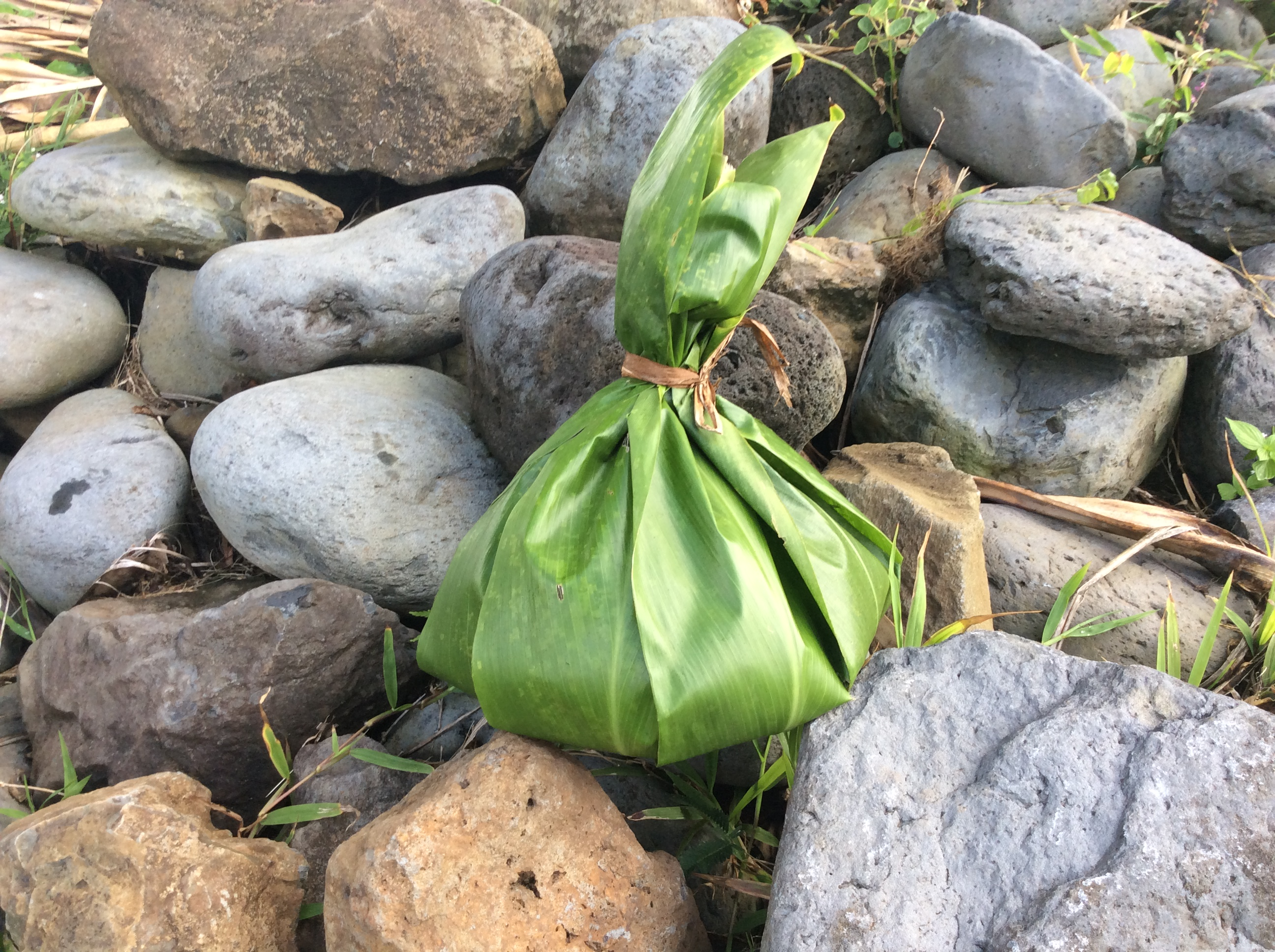
Paquete de hojas de ti (puʻolo) utilizado como ofrenda a los espíritus en Hawái.

En Aotearoa, ciertos nombres de algunos lugares se derivan del uso y el folclore de la planta de ti; tales como el Bosque Puketī y Temuka. Las plantas de ti en Kaingaroa se conocen como nga tī whakāwe o Kaingaroa ("los árboles fantasmas de Kaingaroa"), basado en la leyenda de dos mujeres que se convirtieron en plantas de ti, y que aparentemente siguen a las personas que viajan por el área.
La palabra proto-malayo-polinesia reconstruida para la planta de ti es *siRi. Los cognados incluyen al síly malgache; el sis palauano; el siy Ere y Kuruti; el  jihi Araki; el diri Arosi; el tii-n Chuukese; el si o el ti Wuvulu; el sī tongano; el tī samoano, tahitiano y maorí ; y el ki hawaiano. Los nombres en algunos idiomas también se han aplicado a los crotones de jardín (Codiaeum variegatum), que también tienen hojas rojas o amarillas. Los cognados del término reconstruido del proto-malayo-occidental-Polinesio *sabaqaŋ, de manera similar, se han aplicado tanto a los crotones de jardín como a las plantas de ti.
En las Filipinas, también se le conoce por algunos nombres derivados del proto-austronesio *kilala, que significa "saber", debido a su uso en los rituales de adivinación. Los cognados derivados de ese término incluyen al sagilala tagalo; y el kilála o el kilaa bisayano y bikol. En Nueva Zelanda, los términos para la planta de ti también se transfirieron al estrechamente relacionado árbol de repollo (Cordyline australis) nativo, como tī kōuka.

### Cyrtosperma merkusii(Taro gigante de pantano)

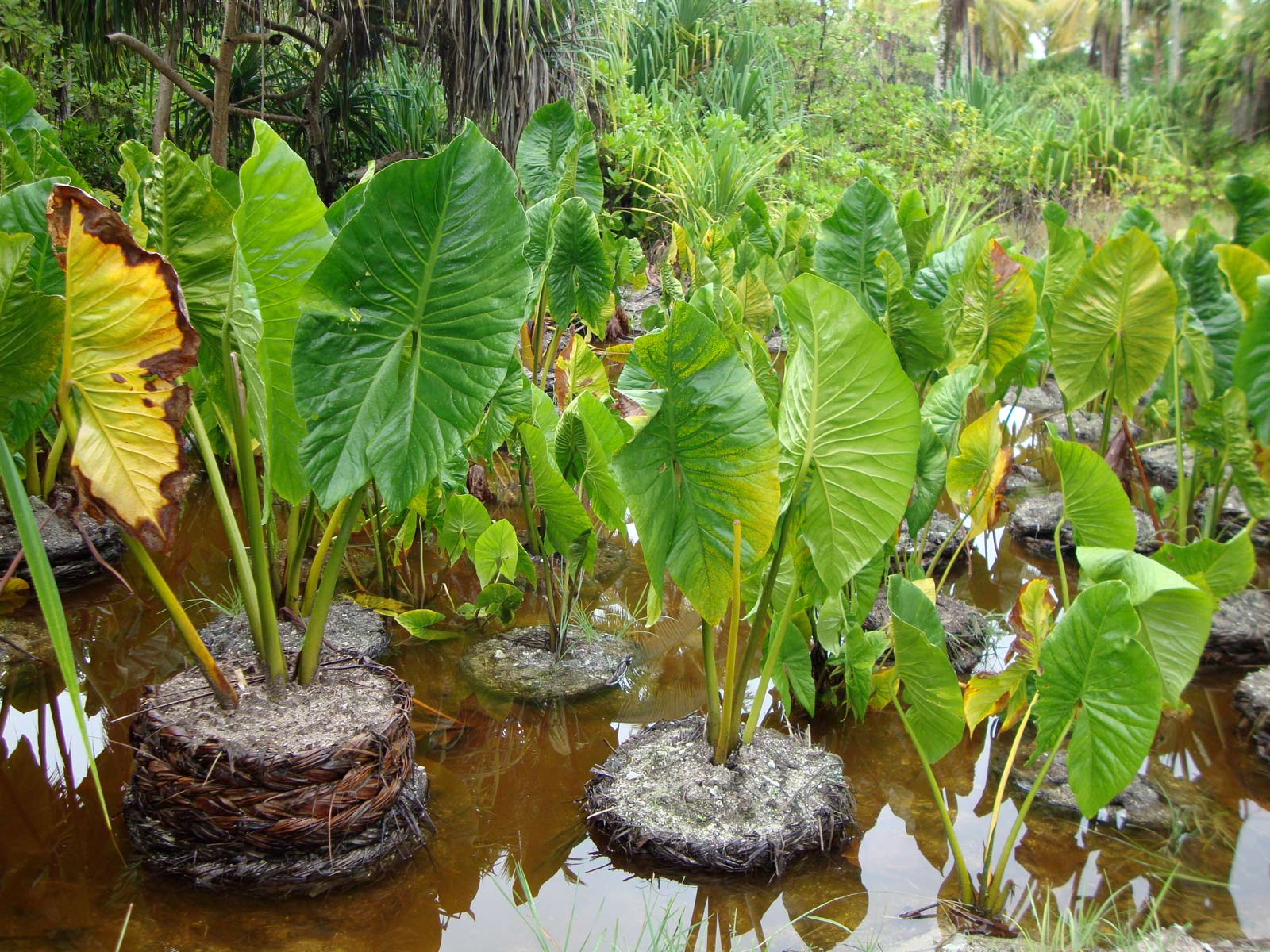
Plantación de taro gigante de pantano en Butaritari, Kiribati.

El taro gigante de pantano (Cyrtosperma merkusii) es un cultivo que se consume en Oceanía y en el sur y Sudeste de Asia. Es un cultivo ribereño y de "pantano", muy similar al taro convencional, " pero "con hojas más grandes y raíces más grandes y gruesas". Actualmente no hay poblaciones silvestres demostrables, pero se cree que esta fue nativa a Indonesia. Se conoce como puraka en las Islas Cook, lak en Yap (Estados Federados de Micronesia), babai en Kiribati, pula'a en Samoa, via kan en Fiyi, pulaka en Tokelau y Tuvalu, simiden en Chuuk, swam taro en Papúa Nueva Guinea, navia en Vanuatu y palawan en Filipinas.
La misma especie también se conoce con los nombres Cyrtosperma lasioides, Cyrtosperma chamissonis y Cyrtosperma edule.
En los duros entornos de los atolones del Pacífico central, especialmente en Tuvalu y Kiribati, el taro gigante de pantano se volvió una fuente importante de carbohidratos, en una dieta dominada por el pescado y el coco. Su cultivo es difícil y requiere de mucho tiempo, aunuque la planta tiene un profundo significado, tanto cultural como práctico. Las raíces deben cocinarse durante horas para reducir la toxicidad de los bulbos, pero estas son ricas en nutrientes; especialmente en calcio. El cultivo de pulaka en Tuvalu y babai en Kiribati es una importante tradición cultural y culinaria, la cual se encuentra actualmente amenazada por el aumento del nivel del mar y por su desplazamiento dado el uso creciente de productos alimenticios importados.
El taro de pantano gigante es la especie más grande de las plantas de cultivo conocidas colectivamente como Taro, que se cultivan en todo el Sudeste asiático y el Pacífico. Aunque en apariencia es similar a Colocasia esculenta, la cual es la especie de taro más cultivada, Cyrtosperma merkusii pertenece a un género diferente. La planta puede alcanzar alturas de hasta 4 - 6 metros, teniendo hojas y raíces mucho más grandes que Colocasia esculenta. Las hojas miden hasta 2 metros de largo por 120 cm de ancho, sobre pecíolos o tallos de hasta 6 metros de largo y 10 cm de ancho. La planta es relativamente resistente a enfermedades y plagas, pero es susceptible al escarabajo del taro 
Papuana huebneri. El bulbo puede alcanzar a pesar de 80 kg hasta 100 kg, con un diámetro de hasta 1 metro, siendo igualmente de largo. El taro gigante de pantano también es almidonado y de color crema o rosado, con un sabor similar al de la batata, aunque con una textura más seca. El taro de pantano gigante no es adecuado para crecer en tierras altas o en condiciones de secano; ya que se ha adaptado al crecimiento en agua dulce y pantanos costeros. Esta planta exhibe cierta tolerancia a la sombra y se considera levemente tolerante a las condiciones de crecimiento salinas, en comparación con otras especies de taro; es decir, se puede cultivar en agua ligeramente salada. Es un cultivo de crecimiento lento que puede tardar hasta 15 años en madurar.
El taro de pantano gigante es casi el único cultivo de carbohidratos que se puede cultivar en los atolones de coral bajos, donde se cultiva en pozos de pantano construidos expresamente y excavados por debajo del nivel de la lente de agua dulce. Se cultiva y cosecha comúnmente por sus bulbos en las islas Bisayas y Mindanao (especialmente en Siargao y el noreste de Mindanao). Por lo general, estas plantas se preparan de la misma manera que otros platos de taro en Filipinas. También se utilizan como rellenos dulces para pasteles como la hopia.

### Dioscorea(Ñames)
Los ñames (Dioscorea spp.) son un grupo muy grande de plantas nativas de todas las regiones tropicales y templadas cálidas del mundo. Varias especies de ñames fueron domesticadas y cultivadas de forma independiente dentro de la isla del sudeste asiático y Nueva Guinea, debido a sus tubérculos almidonados. Este grupo incluye al ube o ñame acuático (Dioscorea alata), al ñame volador o papa voladora (Dioscorea bulbifera), al ñame indio de tres hojas (Dioscorea hispida), el ñame menor (Dioscorea esculenta), el ñame del Pacífico o ñame común (Dioscorea nummularia), el ñame de cinco hojas (Dioscorea pentaphylla) y el ñame lápiz (Dioscorea transversa). Entre estos, D. alata y D. esculenta fueron las únicas especies cultivadas y comidas regularmente, mientras que el resto generalmente se consideraban como alimentos de hambruna, debido a sus niveles más altos de la toxina dioscorina, lo que requería que se prepararan correctamente antes del consumo.
D. alata y D. esculenta también fueron las especies más adecuados para el transporte prolongado en barcos austronesios, por lo que se llevaron a través de todo o la mayor parte del rango de la expansión austronesia. D. alata en particular, se introdujeron en las islas del Pacífico y Nueva Zelanda. También fueron transportados por viajeros austronesios a Madagascar y las Comoras.

#### Dioscorea alata(ube)

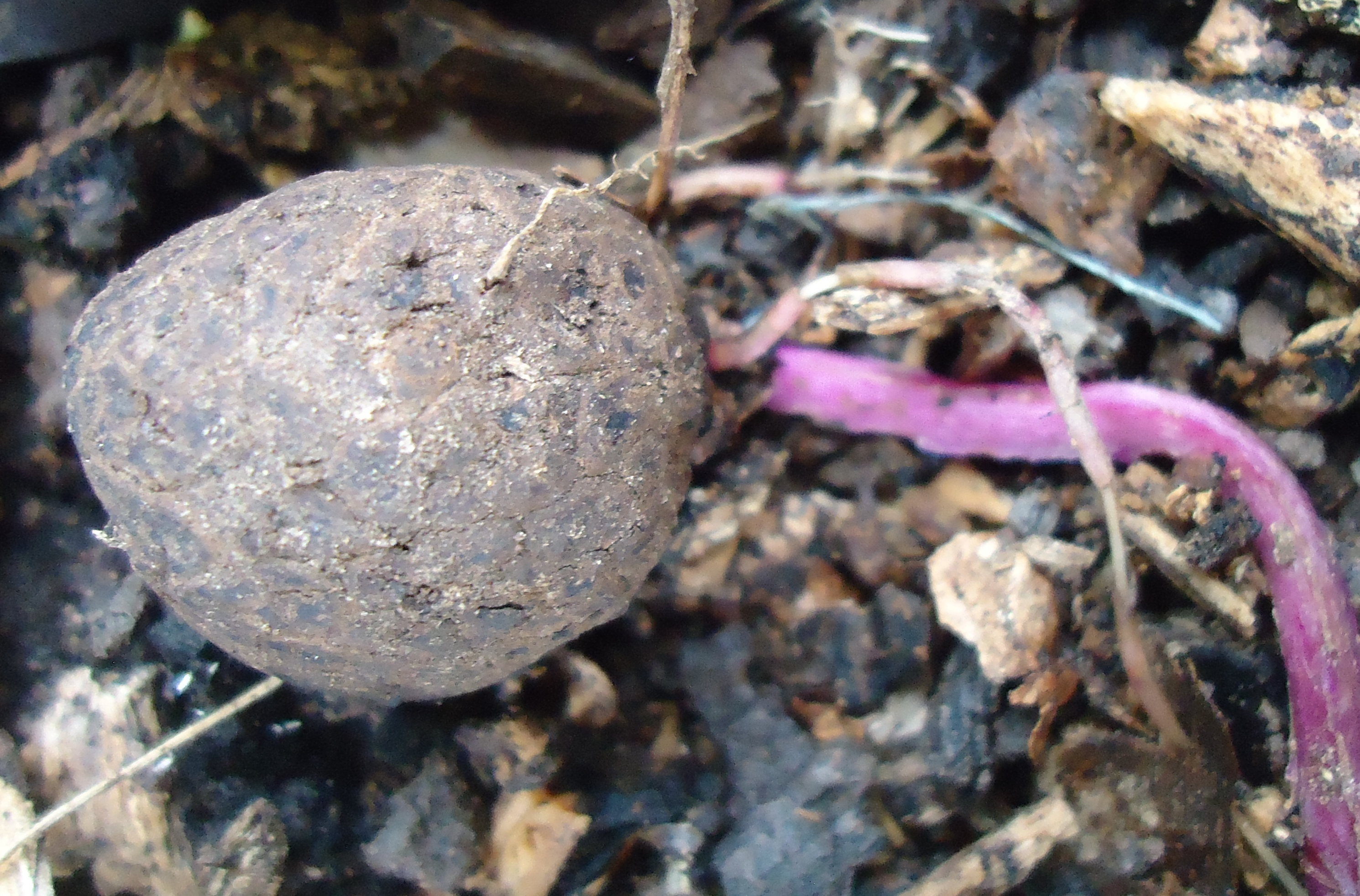
Ube (Dioscorea alata) de las Filipinas, donde la variedad cultivada dominante es vívidamente púrpura.

El ube (Dioscorea alata), también conocido como ñame mayor o ñame acuático, es una de las plantas cultivadas más importantes de las culturas austronesias. Es la especie cultivable por excelencia del género Dioscorea, dada su facilidad de procesamiento y tamaño de tubérculos. Se desconoce su centro de origen, pero la evidencia arqueológica sugiere que esta especie fue explotada en la isla del sudeste asiático y Nueva Guinea antes de la expansión austronesia. Se cree que el ube es un verdadero cultigen, el cual es solamente conocido por sus formas cultivadas. Es una planta poliploide y estéril, por lo que no puede reproducirse a través del uso de cuerpos acuíferos. Esto restringió su introducción en las islas por pura acción humana, lo que esto las convierte en un buen indicador del movimiento humano. Algunos autores han propuesto un origen en el sudeste asiático continental a pesar de la falta de evidencia, a pesar de que presenta una mayor variabilidad fenotípica en las Filipinas y Nueva Guinea.

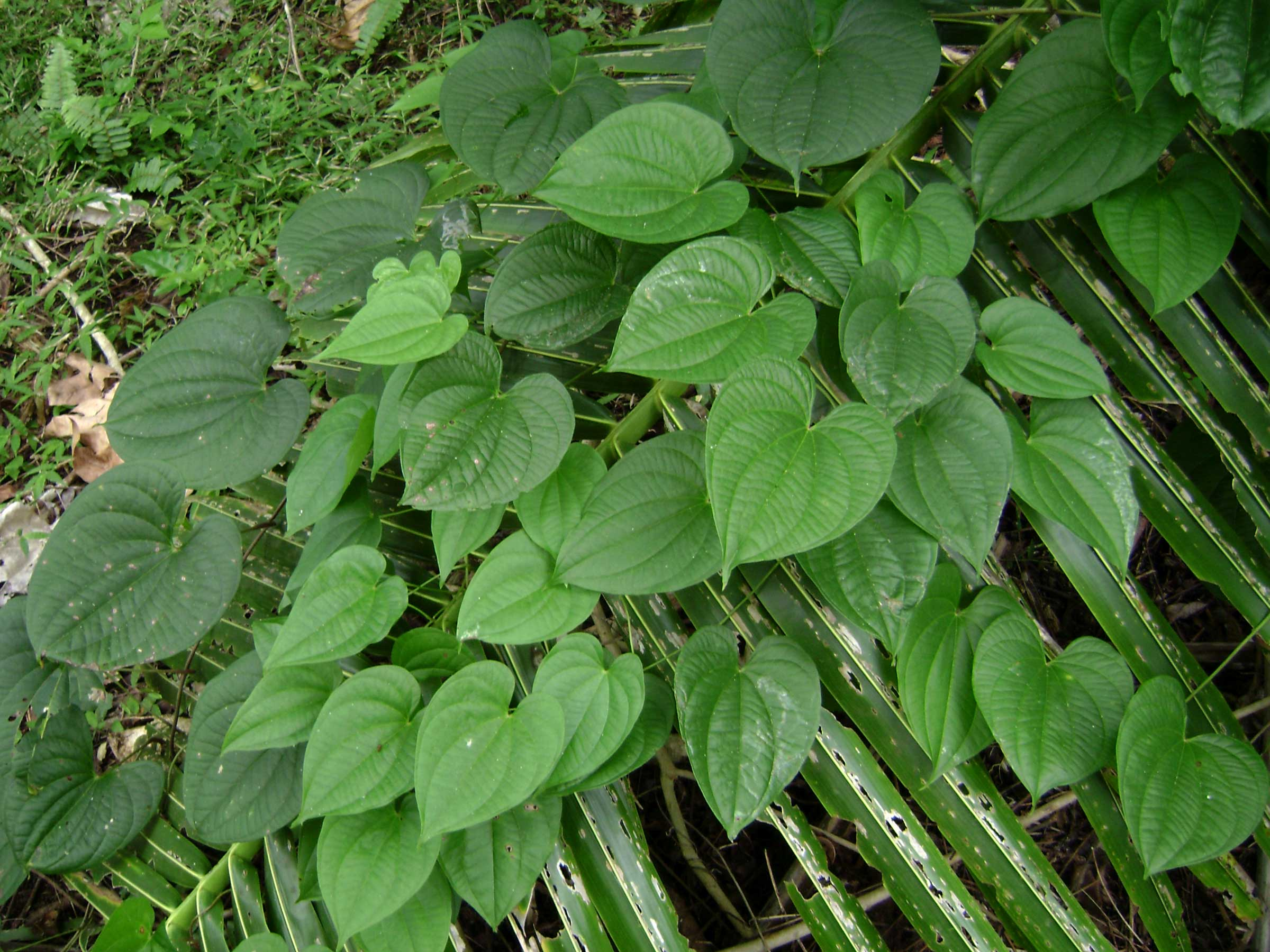
ʻVid de (Dioscorea alata) en Vavaʻu, Tonga.

Con base en la evidencia arqueológica de las parcelas agrícolas tempranas, así como de los restos de plantas en el sitio del pantano de Kuk, diversos autores han sugerido que este ñame fue domesticado por primera vez en las tierras altas de Nueva Guinea, alrededor del año 10,000 AP; y se extendió a la isla del sudeste asiático a través de la cultura Lapita alrededor de año c. 4.000 AP, junto con D. nummularia y D. bulbifera. A su vez, se cree que D. esculenta fue introducida por la cultura Lapita en Nueva Guinea. También hay evidencia de una revolución agrícola durante este período traída por las innovaciones fruto del contacto con los austronesios, en la cual también se incluyó el desarrollo del cultivo húmedo.
Sin embargo, posibles restos mucho más antiguos de D. alata también se han recuperado de las Cuevas Niah de Borneo (Pleistoceno tardío, <40,000 AP) y la Cueva Ille de Palawan (c. 11,000 AP), junto con los restos del ñame tóxico (D. hispida) el cual requiere de un procesamiento antes de que pueda ser comestible. A pesar de que esto no prueba la presencia de cultivos, sí demuestra que los humanos de la época ya tenían el conocimiento para explotar plantas con almidón, y que D. alata era nativa de la isla del sudeste asiático. Además, abre la pregunta sobre si D. alata es una especie verdadera, o si su cultivo es mucho más viejo de lo que se cree.
El ube sigue siendo un cultivo importante en el sudeste asiático. Particularmente en las Filipinas, donde la variedad intensamente púrpura se usa ampliamente en varios postres tradicionales y modernos. También sigue siendo importante en Melanesia, donde también se cultiva con fines ceremoniales vinculados al tamaño de los tubérculos en el momento de la cosecha. Sin embargo, su importancia en el este de la Polinesia y Nueva Zelanda se ha visto disminuido después de la introducción de otros cultivos; especialmente el cultivo de la batata.
La palabra proto-austronesia reconstruida para ube es *qubi, que se convirtió en el proto-malayo-polinesio *qubi, y el proto-oceánico *qupi. Esta tiene algunos de los reflejos lingüísticos más reconocidos y extendidos en las lenguas austronesias. Los cognados modernos incluyen al uvi yami; al ovi itbayat; al ʻúbi bontoc y hanunó'o; al úbi o úbe ilocano, tagalo, cebuano, pangasinense, aklanon, Itneg e Itawis; al kubi Kalamian Tagbanwa; al obi Maranao; al ʻubi Tiruray; al uvi Manobo; al ubi Kenyah, malayo, iban, balinés, sasak, Mongondow y Toba Batak; al ubih Kelabit; al ubey Melanau; al owi Ngaju Dayak; al óvy malgache; al phai Tsat; al hebey Jarai; al koboi Moken; al huwi sondanés; al uwi Tontemboan, Bimanese y Manggarai; al uvi Ngadha; al ufi Rotinese; al uhi Erai; al uh o uhi-re Selaru; al kuwi Watubela; al ubi-t Búlgaro; al uf Koiwai; al up Buli; y al  uwi Waropen.
Entre las lenguas oceánicas, los cognados incluyen al  kuh Nauna; al kup Penchal; al uh Leipon; al up tolái; al la-huvi Lakalai; al kuvi Gapapaiwa y Kilivila; al na-uvi Papapana; al  uvi Simbo, Bugotu, gela y fiyiano; Kwaio, al ufi niuano y samoano; al uhi Sa'a, Arosi, Tuamotuan, hawaiano y rapanui; al puauhi marquesano; al a-uhi Haununu; al ''o-ovi Avava; al ʻuhi Rennellese; al ʻufi tongano; al upi Anuta; al  uʻi rarotongano; y al uwhi o uhi maorí.
En algunos grupos étnicos, la palabra se ha generalizado o cambiado para significar otros tipos de ñame, así como también para significar batata o yuca. Otras palabras para ube también se derivan de los nombres ancestrales de otras especies de ñame.

#### Dioscorea bulbifera(ñame volador)

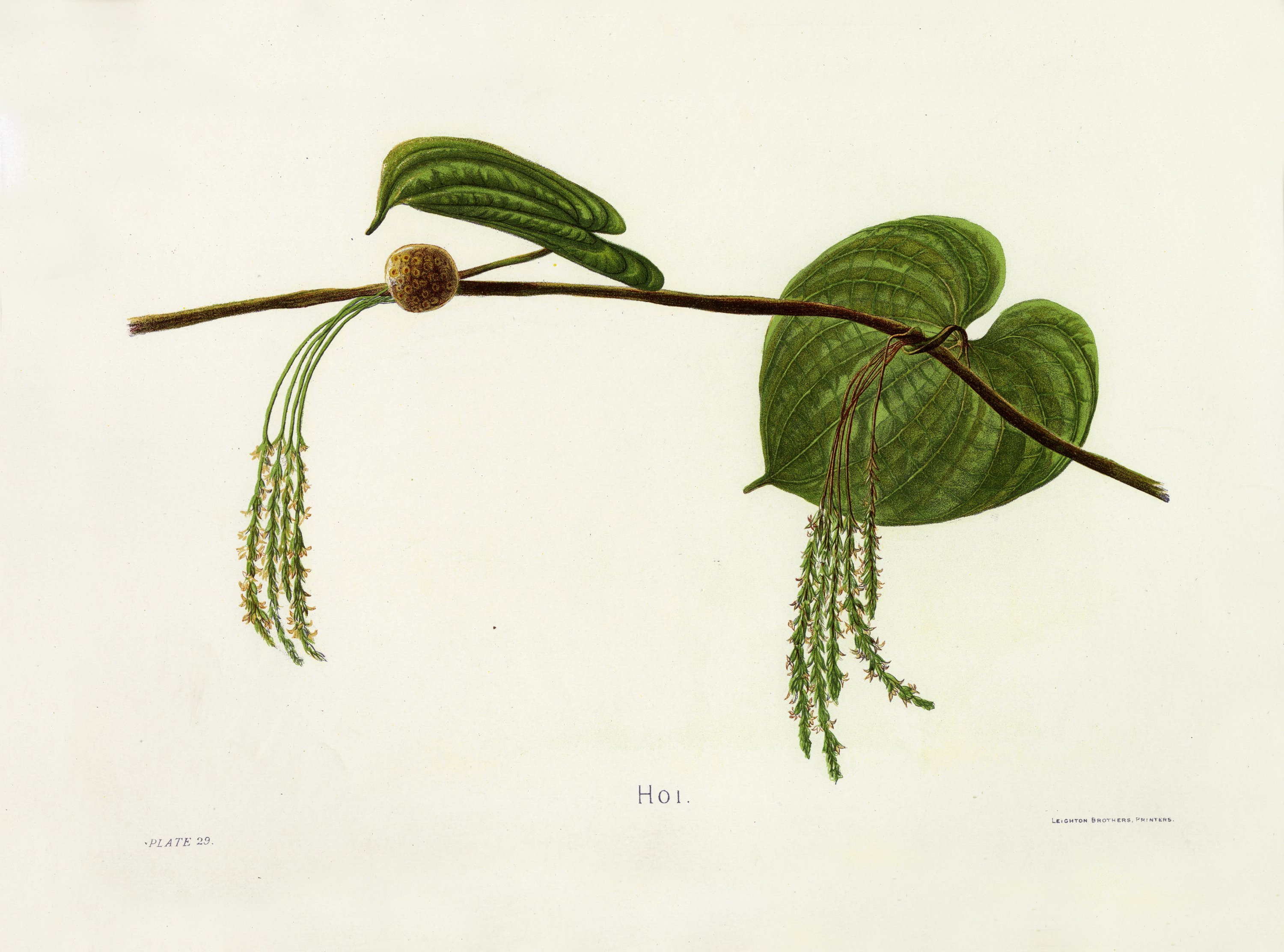
Ilustración de D. bulbifera en Indigenous Flowers of the Hawaiian Islands (Frances Sinclair, 1885).

El ñame volador, ñame aéreo o papa voladora (Dioscorea bulbifera), también conocido como ñame amargo, es una de las especies de ñame menos cultivadas. Por lo general, solo se come como alimento de hambruna en las islas del sudeste asiático, Melanesia y Polinesia, dada su toxicidad en algunas plantas silvestres o salvajes cuando no se cocinan correctamente. Sin embargo, es uno de los únicos tres ñames que los austronesios llevaron a la Oceanía Remota, siendo los otros D. alata y D. nummularia. La parte que es cultivada de la planta son los tubérculos aéreos, ya que generalmente no produce grandes tubérculos subterráneos.
Su nombre se puede reconstruir al proto-oceánico como *pwatika o *pʷatik, con cognados incluyendo al puet Lou; al patik Lamusong; al posika Boanaki; y al fasia Kwara'ae. Sin embargo, en Lamusong su significado se ha desplazado al de ñame menor, mientras que en Boanaki, el significado se ha desplazado a un término más generalizado para ñame. También se puede reconstruir al más generalizado proto-oceánico *balai, que significa "ñame salvaje", el cual se convirtió en el proto-micronesio *palai, con cognados que incluyen al parai Rotuman; al palai tongano, niuano y samoano; y al pagai Rennellese.

#### Dioscorea esculenta(ñame menor)

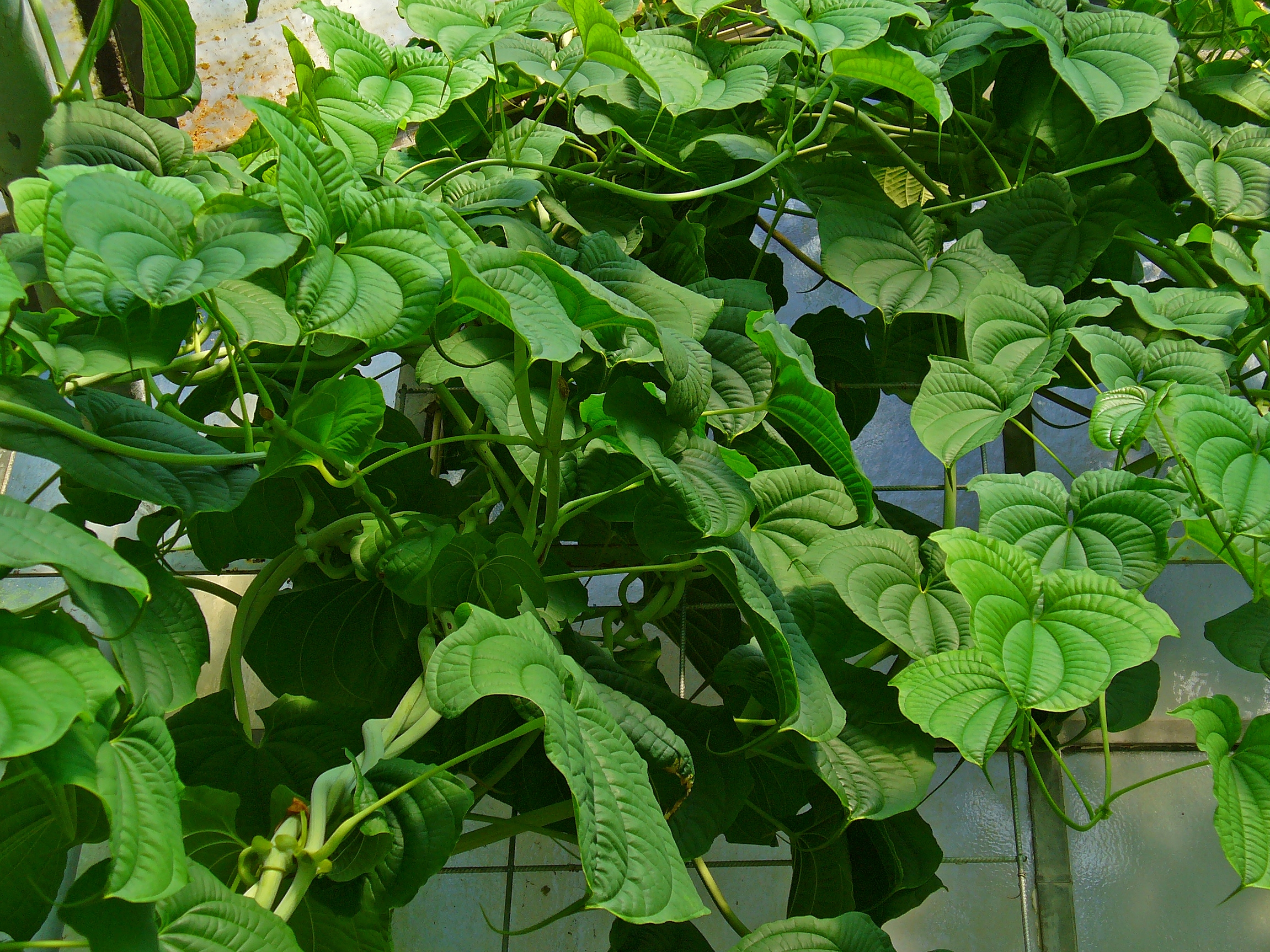
Dioscorea esculenta en el Botanischer Garten der Universität Karlsruhe.

El ñame menor (Dioscorea esculenta) es el segundo cultivo de ñame más importante entre los austronesios. Al igual que D. alata, requiere de un procesamiento mínimo, a diferencia de las otras especies de ñame más amargas. Sin embargo, tiene tubérculos más pequeños que D. alata y generalmente es espinoso. Al igual que D. alata, fue introducido en Madagascar y las Comoras por los austronesios, desde donde se extendió a la costa de África Oriental. También son un cultivo dominante en Oceanía cercana. Sin embargo, este cultivo no llegó a las islas más alejadas de Polinesia, estando ausente en Hawái y Nueva Zelanda.
Se han recuperado granos de almidón identificados como de ñame menor en sitios arqueológicos de la cultura Lapita en Viti Levu, Fiyi, con una fecha alrededor de los años 3.050 a 2.500 cal. AP. También se han identificado rastros de ñames de D. esculenta (junto con D. alata, D. bulbifera, D. nummularia y D. pentaphylla) del sitio de la Cueva Mé Auré en Moindou, Nueva Caledonia, que datan de alrededor de los años 2.700 a 1.800 AP. Los restos de D. esculenta también se han recuperado de sitios arqueológicos en Guam, fechados alrededor del año 1031 d. C. Se cree que D. esculenta fue introducida por la cultura Lapita en Nueva Guinea alrededor del año 4.000 AP, junto con innovaciones agrícolas tales como el cultivo húmedo y la agricultura swidden. En los sitios arqueológicos en Nueva Guinea, esta planta se asocia con la aparición de las poblaciones de alta densidad en las zonas costeras.
Los términos para ñame menor en los idiomas austronesios, son principalmente afijos o formas de dos palabras derivadas de la raíz *qubi para D. alata, como es el caso del samoano ufi lei, el javanés ubi gemblii, el sondanés ubi aung y el malayo ubi torak. Se puede reconstruir un término para ñame menor en proto-filipino como *tugiq, pero sus cognados se limitan a la isla de Luzón, los cuales incluyen al togi Ivatan; al tugí ilocano y Kankana-ey; al tugi Bontoc e ifugao; y al tugiʻ tagalo. [16] Ningún término protoceánico puede reconstruirse para ñame menor, ya que está ausente en la remota Oceanía. Sin embargo, se puede reconstruir en proto-oceánico-occidental como *kamisa, *qamisa o *mamisa.

#### Dioscorea hispida(ñame embriagador)
El ñame embriagador o ñame tóxico (Dioscorea hispida) es originario de Asia tropical y Nueva Guinea. Solo se cultiva de forma mínima en algunas partes de Java. En otros lugares, solo se cosecha de la naturaleza. Al igual que D. bulbifera, tiene tubérculos tóxicos que deben prepararse correctamente antes de poder comerlos, y por lo tanto, solo son adecuados para situaciones hambruna. Sin embargo, es una de las especies de Dioscorea identificadas en el sitio arqueológico de las cuevas de Niah, hace <40,000 AP. Sus nombres se pueden reconstruir al proto-malayo-polinesio-occidental *gaduŋ. Sus cognados modernos en la mayoría de los idiomas occidentales malayo-polinesios son gadung o gadong (también ubi gadung o ubi gadong). Los nombres también se aplican a la yuca introducida, que es igualmente tóxica.

### Ficus(Higos)
Ficus es un género de alrededor de 850 especies de árboles leñosos, arbustos, enredaderas, epífitas y hemiepífitas de la familia Moraceae, los cuales son conocidos colectivamente como higueras o higos. Estas plantas son nativas de los trópicos, y algunas especies se extienden hasta la zona templada semicálida. A pesar de no ser un género exclusivo de las regiones austronesias, varias especies tales como ficus dammaropsis, ficus fistulosa, ficus hispida, ficus nota, ficus pseudopalma, ficus septica, ficus variegata, ficus aspera,  ficus fraseri, ficus tinctoria, ficus ulmifolia, ficus wassa, ficus mutabilis, ficus deltoidea, ficus nota y ficus pseudopalma son endémicas de estas regiones, y jugaron un papel importante en las culturas austronesias.

#### Ficus aspera

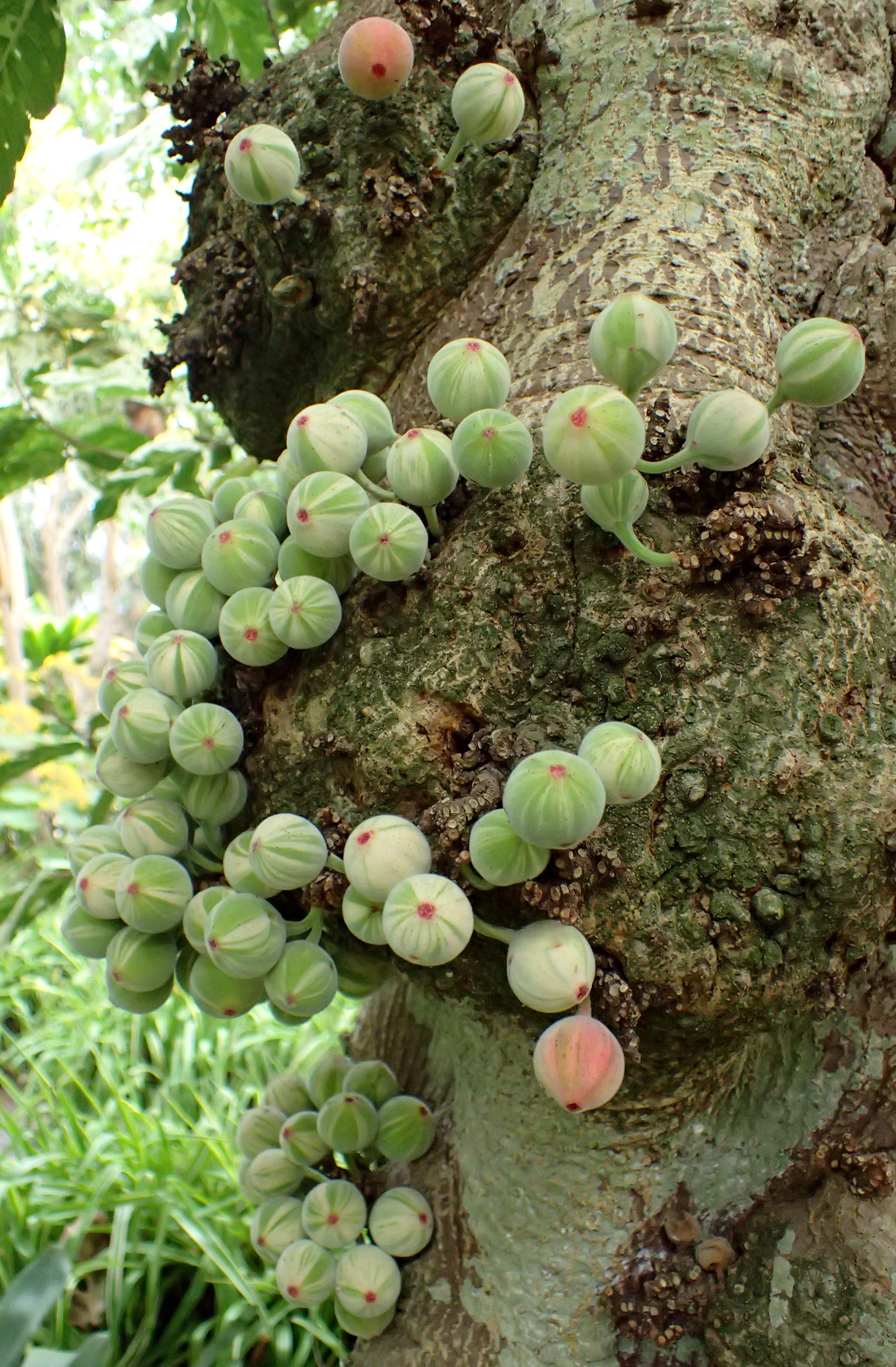
Ficus aspera en el Jardín de Aclimatación de La Orotava

Ficus aspera, también conocido como higo mosaico, es una planta originaria de Vanuatu, en la región del Pacífico sur. Los frutos de esta planta son coliflorosos (frutos que se forman a partir de sus tallos principalmes o troncos leñosos en lugar de nuevos brotes) El higo mosaico se utiliza como planta ornamental.

#### Ficus dammaropsis
Ficus dammaropsis, conocido como kapiak en Tok pisin, es un higo tropical con enormes hojas plisadas de 60 cm originario de las tierras altas y la franja de las tierras altas de Nueva Guinea. Su fruto es comestible, pero rara vez se consumo, excepto a modo de alimento de emergencia. Cuando se consume, las hojas tiernas son encurtidas o cocidas y consumidas como verdera con carne de cerdo.

#### Ficus fraseri
Ficus fraseru, también conocido como higo de papel de lija blanco y higo de papel de lija brillante es una de varias espceis de higos conocidos como higos de papel de lija. Este higo es originario de Nueva Gales del Sur, Queensland, y del Norte de Nueva Caledonia y Vanuatu. Este higo crece como arbusto o como árbol, con una altura que oscila entre los 6 y los 15 metros. Sus hojas miden de 6 a 14 cm de largo y de 2.5 a 6.5 cm de ancho en pecíolos de 1 a 2 cm de largo. Los higos redondeados miden de 1 a 1.5 cm de largo y comienzan de color amarillo, madurando a rojo anaranjado entre mayo y febrero en el área de distribución nativa de la especie. Estos son comestibles pero insípidos. Aunque rara vez se ve en cultivo, es una especie ornamental de rápido crecimiento. Se puede propagar fácilmente a partir de semillas. 

#### Ficus nota

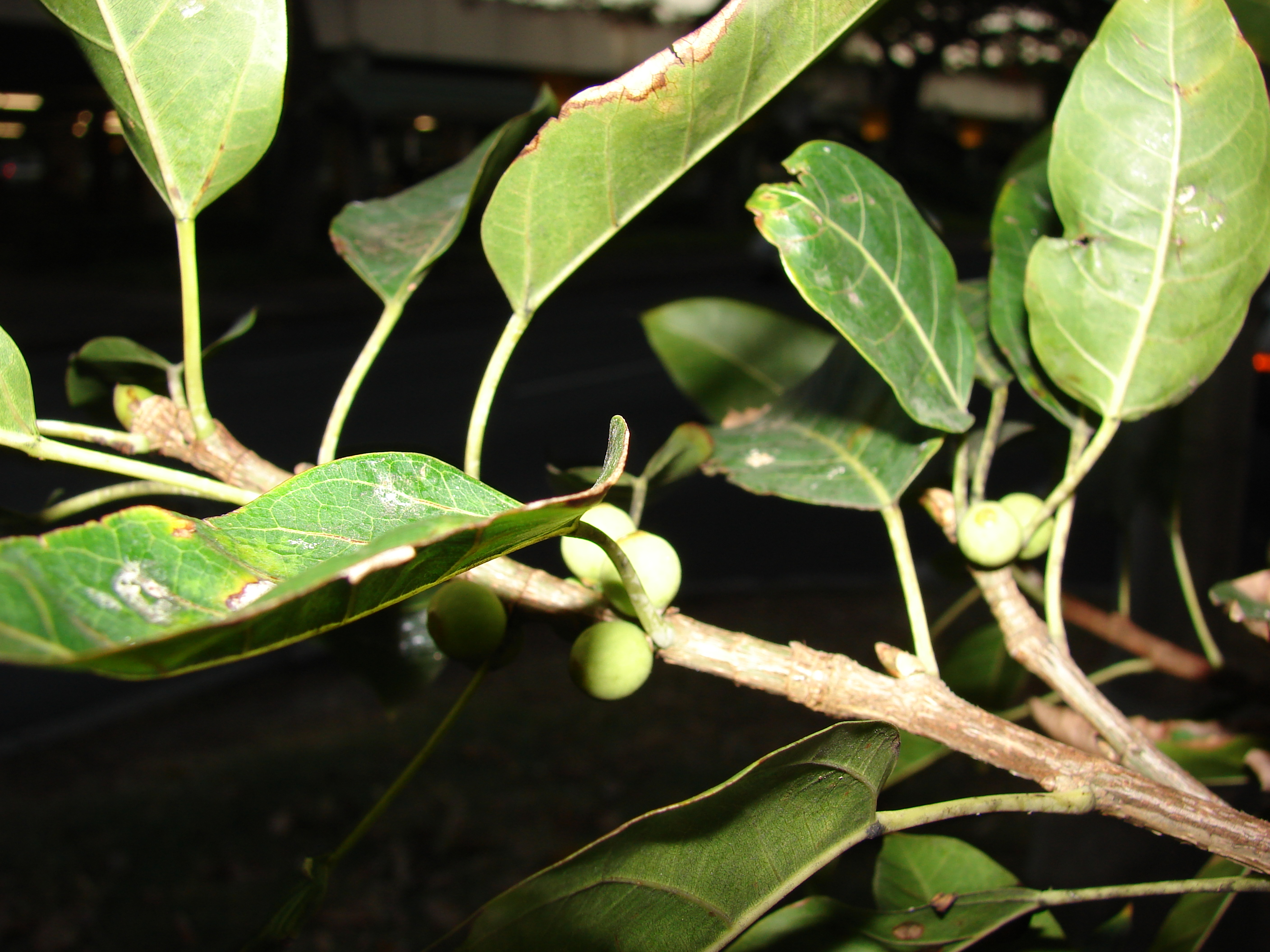
Ficus nota en Hawái

Ficus nota, es una especie de planta con flores conocida como tibig, que se encuentra cerca del agua en altitudes bajas. El tibig es originario de Filipinas. También se encuentran en partes del norte de Borneo, en Malasia. El árbol puede crecer hasta 9 metros de altura. 
Los frutos también son comestibles para los humanos, aunque son bastante insípidos. Por lo general, se comen con ázucar y crema en Filipinas. Las hojas tienras también se comen como verdura.

#### Ficus pseudopalma
Ficus pseudopalma, es una especie de higo conocida comúnmente como higo filipino,higuera filipina, higuera dracaena o higuera de hoja de palma. Esta es una especie endémica de Filipinas, especialmente de la isla de Luzón.
Este es un arbusto que crece erquido con un tallo desnudo sin ramas, rematado con un grupo de hojas que le dan apariencia de una palmera (de ahí el término pseudopalma en su nombre, que significa "palma falsa"). La fruta es un higo de color verde oscuro que crecer en pares, cada fruta mide poco más de una pulgada de largo.
En Luzón, esta planta se encuentra en pastizales y hábitats forestales, donde se considera común. Los brotes de esta planta se consumen como un tipo de verdura, y existen varios usos tradicionales; entre estos, está su uso como un remedio para los cálculos renales, el cual se obtiene a partir de las hojas. En la región de Bicol, la planta se conoce como Lubi-lubi, y las ojas se cuecen en leche de coco. Este arbusto también se ha utilizado como planta de paisajismo en Hawái, pero nunca escapó del cultivo ni se estableció en la naturaleza, porque la especie de avispa que lo poliniza nunca llegó a las islas.

#### Ficus tinctoria

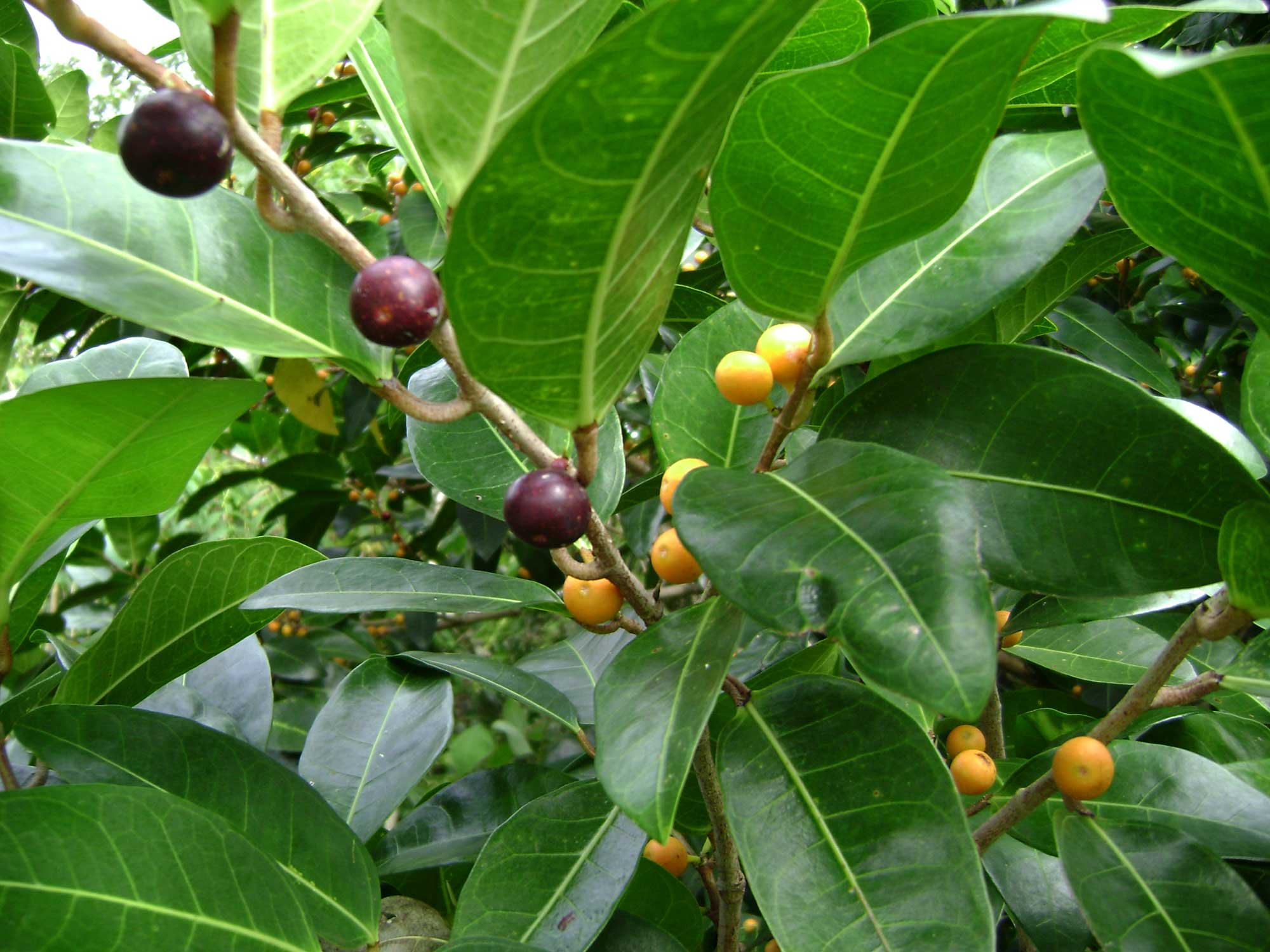
Ficus tinctoria en Vava'u, Tonga

Ficus tinctoria, también conocido como higo colorante o higo jorobado, es un árbol perteneciente a una de las especies conocidas como higos estranguladores. Este se encuentra en Malasia, el norte de Australia y las islas del Pacífico sur. 
Las palmas son especies hospedadoras favorables. Los sistemas de raíces del higo colorante pueden unirse para ser autosuficientes, pero la epífita generalmente cae si el árbol huésped muere o se pudre.
La pequeña fruta de color marrón óxido del higo tinte es la fuente de un tinte rojo que se usa en la fabricación tradicional de telas en partes de Oceanía e Indonesia. La fruta también es comestible y constituye una importante fuente de alimento en los atolones bajos de Micronesia y Polinesia.

#### Ficus variegata
Ficus variegata, es una especie de higo tropical que se encuentra en varias partes de Asia, islas del Pacífico y el sureste de Australia. Existen varios nombres para esta especie, tales como higo común de tallo rojo, higo de frutos verdes e higo abigarrado.

### Ipomoea batatas(Batatas)

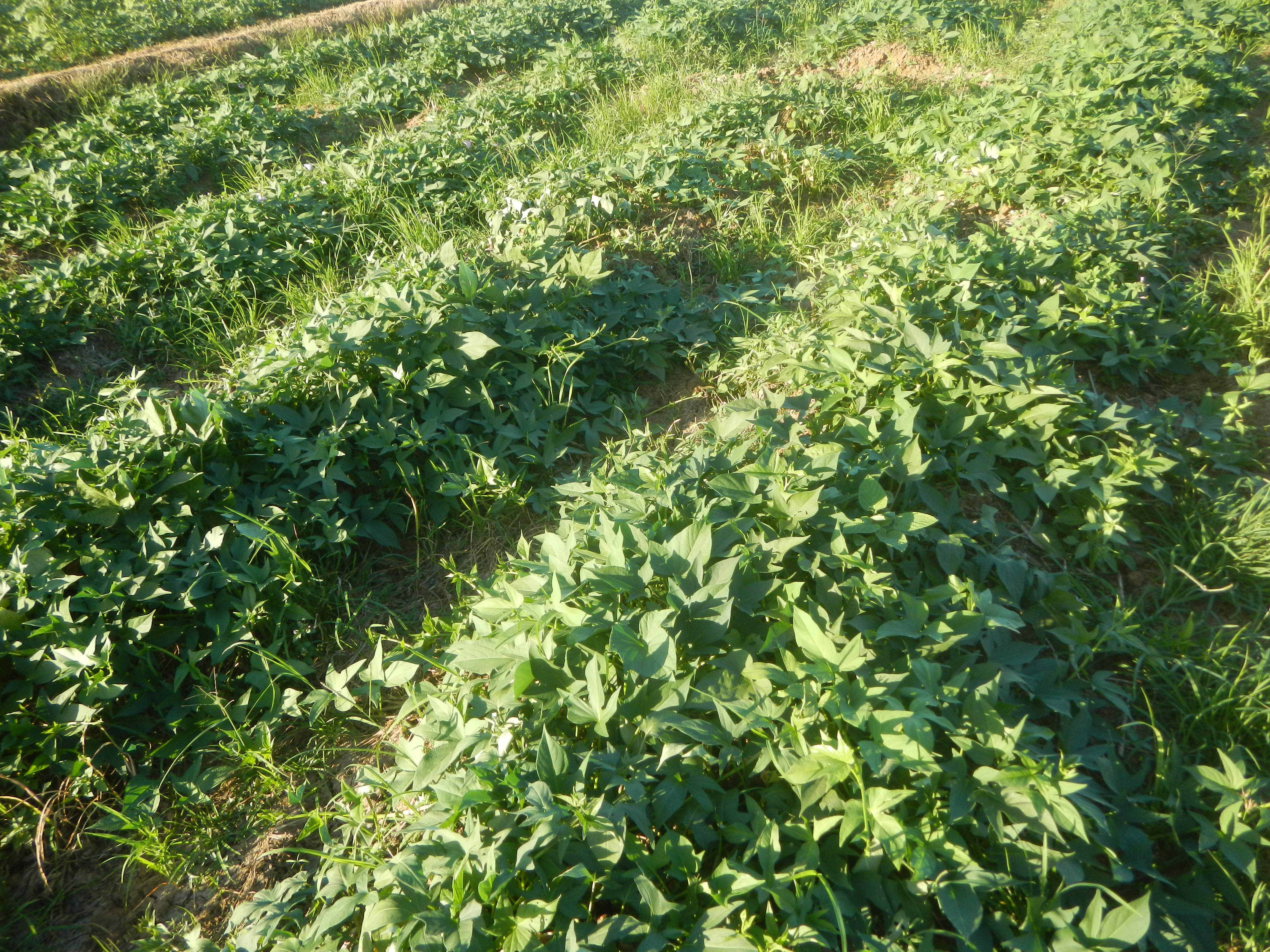
Plantaciones de cultivares de Ipomoea batatas en Filipinas

Ipomoea batatas, conocida comúnmente como batata o camote, es una planta dicotiledónea que pertenece a la familia Convolvulaceae. Sus raíces tuberosas grandes, almidonadas y de sabor dulce son un tubérculo. La batata se cultivaba en la Polinesia antes de la exploración occidental, donde generalmente se propagaba por esquejes de vid en lugar de semillas. La batata ha sido fechada por radiocarbono en las Islas Cook hasta 1210-1400 EC. Una hipótesis común es que los polinesios que habían viajado a Sudamérica y viceversa trajeron un corte de enredadera a la Polinesia central, y desde allí se extendieron a través de la Polinesia hasta la Isla de Pascua, Hawái y Nueva Zelanda. Los rastros genéticos de los Zenú, un pueblo que habita la costa del Pacífico de la actual Colombia, indican un posible transporte de la batata a la Polinesia antes del contacto europeo.
Las estimaciones del tiempo de divergencia sugieren que las batatas podrían haber estado presentes en la Polinesia miles de años antes de que los humanos llegaran allí, aunque algunos cuestionan esta hipótesis.
En Nueva Zelanda, las variedades maoríes produjeron tubérculos alargados con piel blanca y pulpa blanquecina (que, see cree, apunta a viajes a través del Pacífico preeuropeos). Conocido como kumara (ahora escrito como kūmara en el idioma maorí), el cultivo más común ahora es el cultivar rojo llamado Owairaka; aunque también están disponibles los cultivares naranjas (Beauregard), dorado, morado y otros.
En Malasia y Singapur, la batata a menudo se corta en cubos pequeños y se cocina con taro y leche de taro (santan) para hacer un postre dulce llamado bubur caca o bubur cha cha. Una forma favorita de cocinar la batata es freír rebanadas de batata rebozadas y servirlas como bocadillo a la hora del té. En los hogares, las batatas generalmente se hierven. Las hojas de batatas generalmente se saltean solo con ajo o con sambal belacan y camarones secos por parte de los malasios. En Filipinas, la batata (conocida localmente como camote o kamote) es un cultivo alimenticio importante en las áreas rurales. A menudo, son un alimento básico entre las familias empobrecidas de las provincias, ya que son más fáciles de cultivar, y cuestan menos que el arroz. Los tubérculos se hierven o se cuecen al carbón y se pueden sumergir en azúcar o almíbar. Las hojas tiernas y los brotes (conocidos localmente como talbos ng kamote) se comen frescos en ensaladas con pasta de camarones (bangoong alamang) o salsa de pescado. Se pueden cocinar en vinagre y salsa de soja y acompañar con pescado frito (conocido como adobong talbos ng kamotes). En Indonensia, las batatas se conocen localmente como ubi jalar (literalmente, tubérculo extendido) y con frecuencia se fríen con masa y se sirven como bocadillos con condimentos picantes, junto con otros tipos de buñuelos como plátanos fritos, tempeh, tahu, frutas del pan o yuca. En las regiones montañosas de Papúa Occidental, las batatas son el alimento básico entre los nativos allí. Usando la forma de cocinar bakar batu (en español, quema de rocas), las rocas que se han quemado en una hoguera cercana se arrojan a un hoyo cubierto de hojas. Sobre las rocas, se aplilan capas de camoeta, una variedad de verduras y carne de cerdo. La parte superior de la pila se aísla con más hojas, creando una presión de calor y vapor en el interior que cocina toda la comida dentro de la pila después de varias horas.

### Morinda citrifolia(noni)

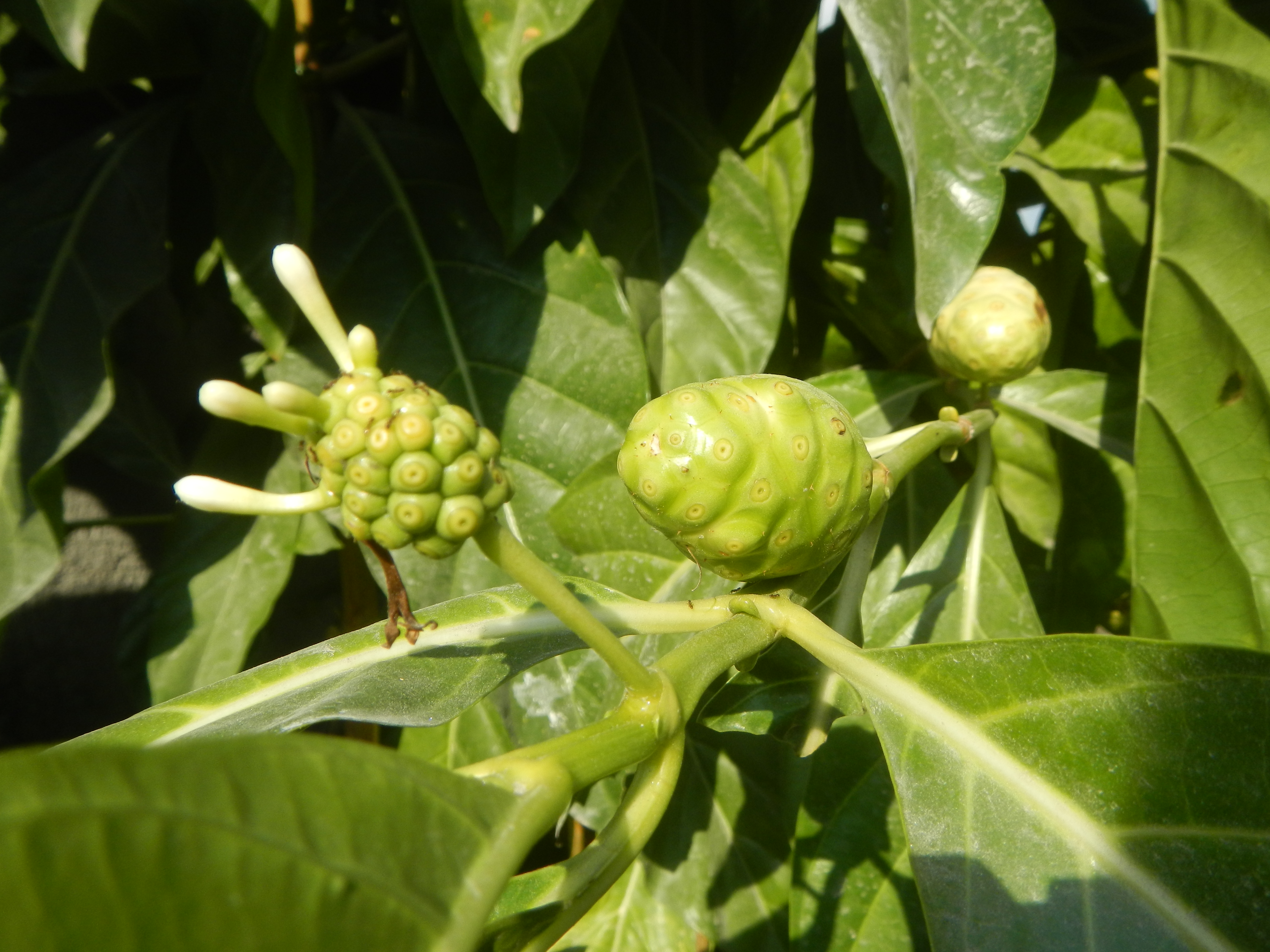
Frutas y flores de noni en Bulacan, Filipinas.

El noni (Morinda citrifolia), también llamada guanábana cimarrona, fruta del diablo, o fruta del paraiso, es una planta originaria del sudeste Asiático, y se extiende hasta Nueva Guinea y el norte de Australia. Crece fácilmente en las playas y en los entornos rocosos. Esta planta se ha introducido ampliamente en el Pacífico. Los austronesios utilizaron todas las partes de la planta para usarla en la medicina tradicional, y para usarla como madera, pero su uso tradicional más común fue la extracción de tintes rojos o amarillos. También se creía tradicionalmente que el olor de la planta y de la fruta repelía a los espíritus malignos. La fruta también es comestible, pero generalmente solo se come como alimento de hambruna.
Hay varios términos para noni que se pueden reconstruir de las protolenguas austronesias y del Pacífico. El más extendido es el *ñəñu del Proto-Malayo-Polinesio-Oriental-Central . Los cognados incluyen al lino pampango; al  níno tagalo y bikol; al ninú cebuano; al nanom o nonom Gedaged; al nom Takia; al  nonu Bimaneso; al nenu-k Tetun; al nenu Leti y Asilulu; al nienu Leti (Moa); y al neni Wetan. Se convirtió posteriormente en el protoceánico *ñoñu, con cognados que incluyen al non Nali; al  ñoñ Leipon y Wogeo; al  ñoy Bipi; al  nono Gitua y rarotongano; al non gilbertés; al nonu motu, tongano, niuano, futunano, samoano, tuvaluano, kapingamarangi, nukuoro y anuta; y al noni hawaiano (del cual se deriva el nombre en inglés). En algunos idiomas, el significado ha cambiado para significar "árbol pequeño" o "arbusto"  para Morinda umbellata y Morinda bracteata.
En el malayo-polinesio occidental, otro término que se puede reconstruirse es el proto-occidental-malayo-polinesio *baŋkudu, que puede haberse referido originalmente a una especie diferente de Morinda. Sus cognados incluyen al bangkúro tagalo y cebuano; al  bangkoro Agutaynen; al bangkudu joloano, Toba Batak y balinés; al cangkudu sondanés; al wangkudu javanés; al  bengkudu Sasak; y al bongkudu Mongondow.
También hay cognados afines más pequeños, como el proto-filipino *apatut para el árbol, y los cognados proto-oceánicos *gurat y *kurat para el tinte rojo producido por el árbol.

### Musa(Plátanos)

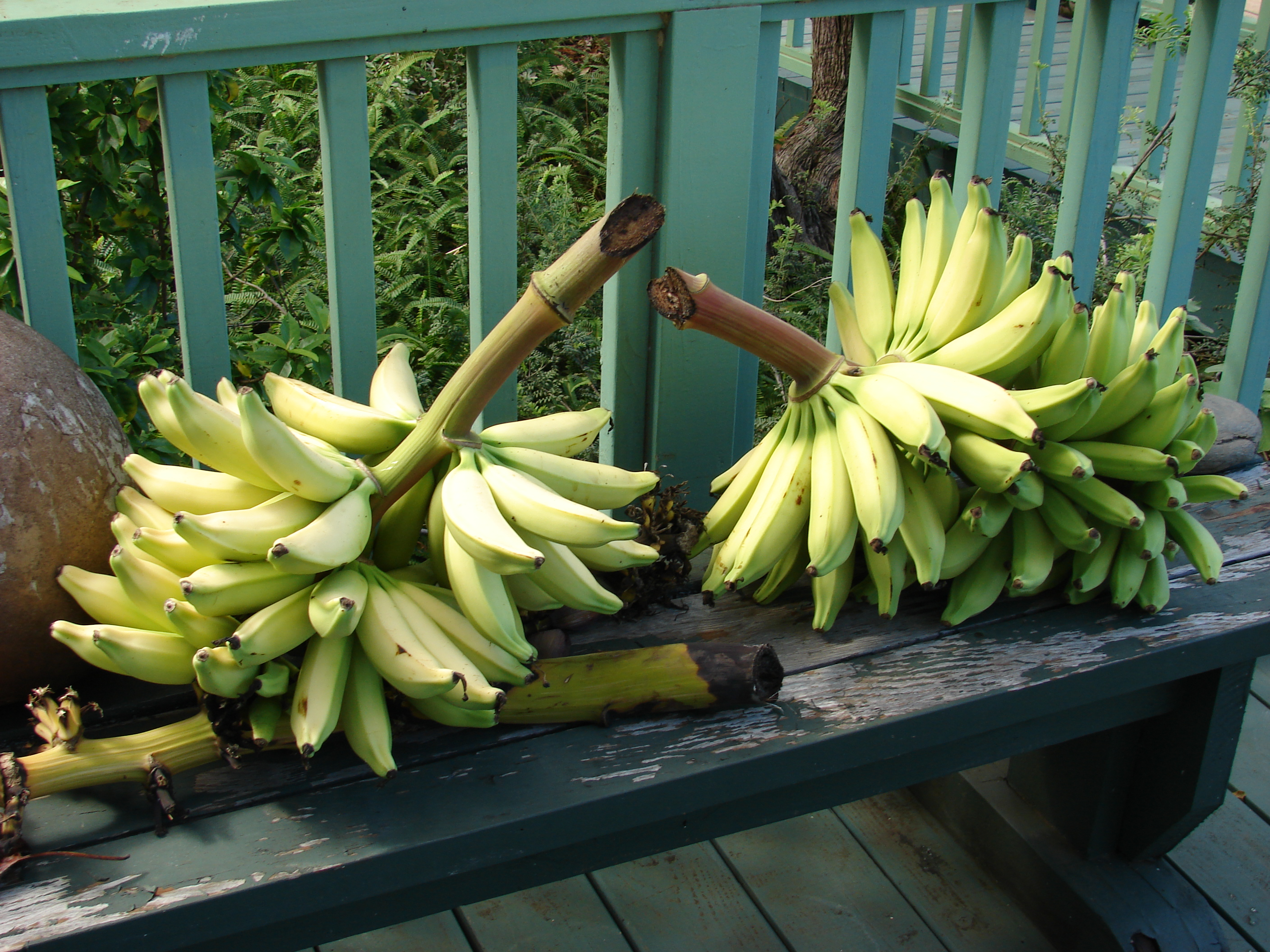
Plátanos de Iholena en Maui, Hawái.

La domesticación más temprana de los plátanos o bananas (Musa spp.) fue hecha inicialmente de individuos partenocárpicos (sin semillas) naturales de Musa acuminata banksii en Nueva Guinea, antes de la llegada de hablantes austronesios. Numerosos fitolitos de plátanos se han recuperado del sitio arqueológico del pantano de Kuk, y estos datan de alrededor de los años 10,000 al 6,500 AP. Desde Nueva Guinea, los plátanos cultivados se extendieron hacia el oeste de la isla del sudeste Asiático dada su proximidad (no por migraciones). Se hibridaron con otras subespecies (posiblemente domesticadas independientemente) de Musa acuminata, así como con Musa balbisiana en las Filipinas, en el norte de Nueva Guinea y posiblemente en Halmahera. Estos eventos de hibridación produjeron los cultivares triploides de plátanos comúnmente cultivados hasta el día de hoy. Desde la isla del sudeste asiático, se convirtieron en parte de los cultivos básicos de los pueblos austronesios, y se extendieron durante sus viajes y antiguas rutas comerciales marítimas a Oceanía, África Oriental, Asia del Sur e Indochina.

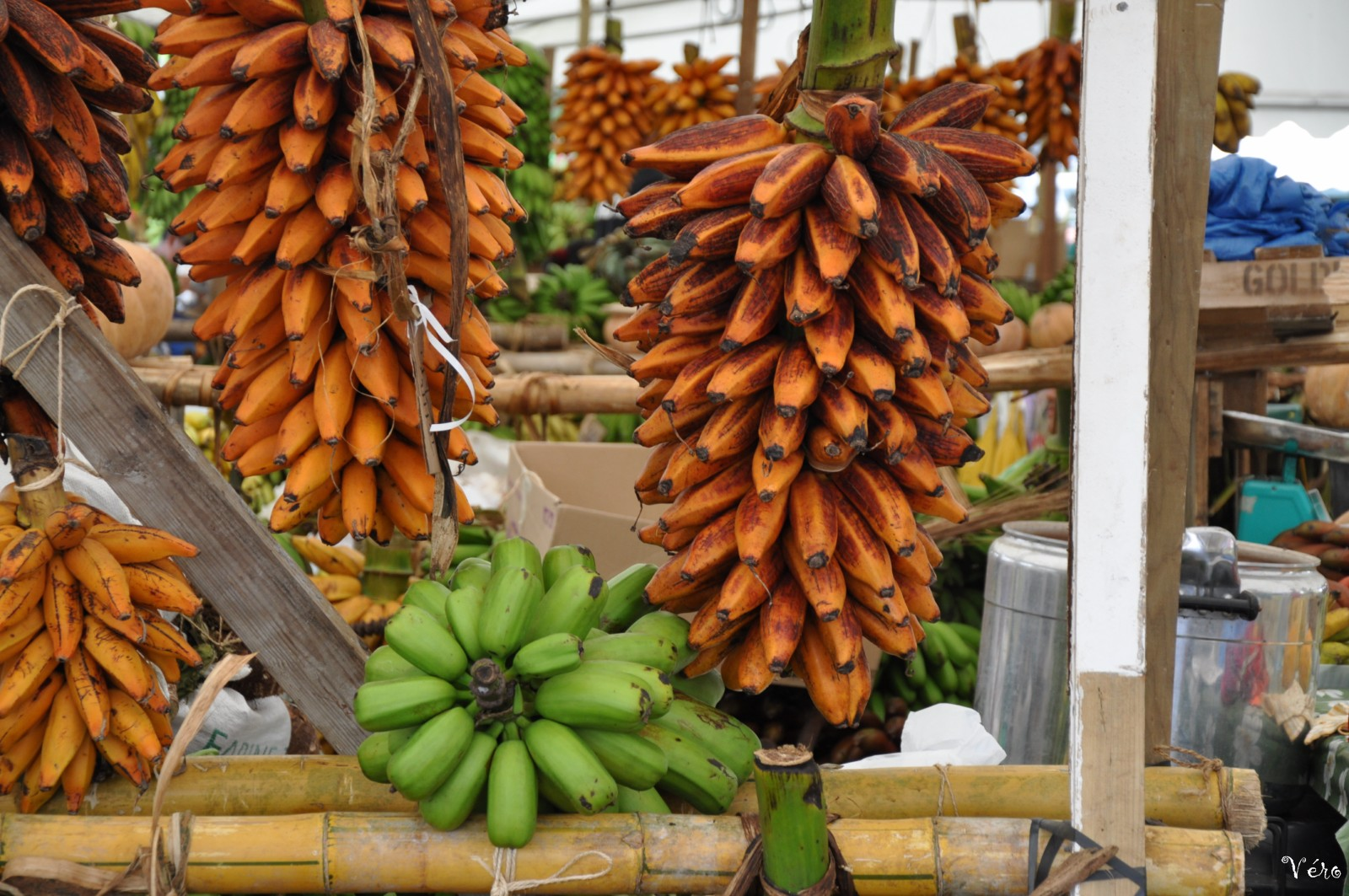
Plátanos Fe'i en Tahití.

Estas antiguas introducciones dieron como resultado el subgrupo de banano ahora conocido como "plátanos verdaderos", los cuales incluyen a los plátanos de las tierras altas de África Oriental, y a los plátanos del Pacífico (los subgrupos Iholena y Maoli-Popo'ulu). Los plátanos de las tierras altas de África Oriental se originaron en las poblaciones de plátanos introducidos en Madagascar, probablemente de la región entre Java, Borneo y Nueva Guinea; mientras que los plátanos del Pacífico se introdujeron en las islas del Pacífico desde el este de Nueva Guinea, o el archipiélago de Bismarck.
Una segunda ola de introducciones extendieron a los plátanos a otras partes de Asia tropical; particularmente en Indochina y el subcontinente indio.

#### Musa abaca(Abacá)
El Abacá (Musa textilis), también conocida como cáñamo de Manila, se cultiva tradicionalmente por su fibra en Filipinas. Alguna vez fue una de las principales fibras del mundo, valorada por su uso en telas suaves, lustrosas y sedosas. Fue una importante exportación de lujo de Filipinas durante la Era Colonial, y fue introducida en Hawái y América Central por los europeos. Desde entonces, ha sido reemplazado por fibras sintéticas tales como el rayón y el nailon.

#### Musa × troglodytarum(Plátano fe'i)
Los plátanos Fe'i (Musa × troglodytarum), también deletreados como Fehi o Féi, son cultivares de banano exclusivos de Melanesia, las Islas Maluku y la Polinesia. A diferencia de otros cultivares de banano domesticados que se derivan de Musa acuminata y Musa balbisiana, se cree que los plátanos Fe'i son híbridos derivados de especies completamente diferentes. Los progenitores propuestos para las bananas fe'i incluyen a Musa jackeyi, Musa lolodensis, Musa maclayi y Musa peekelii; siendo todas ellas nativas de Nueva Guinea y las islas circundantes. Al igual que otros plátanos, estos se extendieron desde el este hacia la Polinesia para su uso como alimento. Sin embargo, están ausentes en la isla del sudeste asiático, llegando solo hasta las islas Maluku.

### Oryza sativa(Arroz)

Mapa de la China neolítica
(8,500-1,500 a. C.).

El arroz (Oryza sativa) es uno de los alimentos básicos austronesios más antiguos, y es probable que sus ancestros los domesticaran mucho antes de la expansión austronesia. Sigue siendo la principal planta de cultivo cultivada en la isla del sudeste asiático.
Son dos los centros de domesticación más probables para el arroz, así como para el desarrollo de la tecnología agrícola de arrozales. El primero, y muy probablemente, se encuentra en el bajo río Yangtze, la cual se cree que es la tierra natal de los primeros hablantes austronesios y está asociado con las culturas Kauhuqiao, Hemudu, Majiabang y Songze. Esta zona se caracteriza por las típicas innovaciones austronesias, como lo son los palafitos, la talla de jade y el uso de las tecnologías de barcos. Su dieta también se complementó con bellotas, castañas de agua, nueces de zorro y de cerdos domesticados.

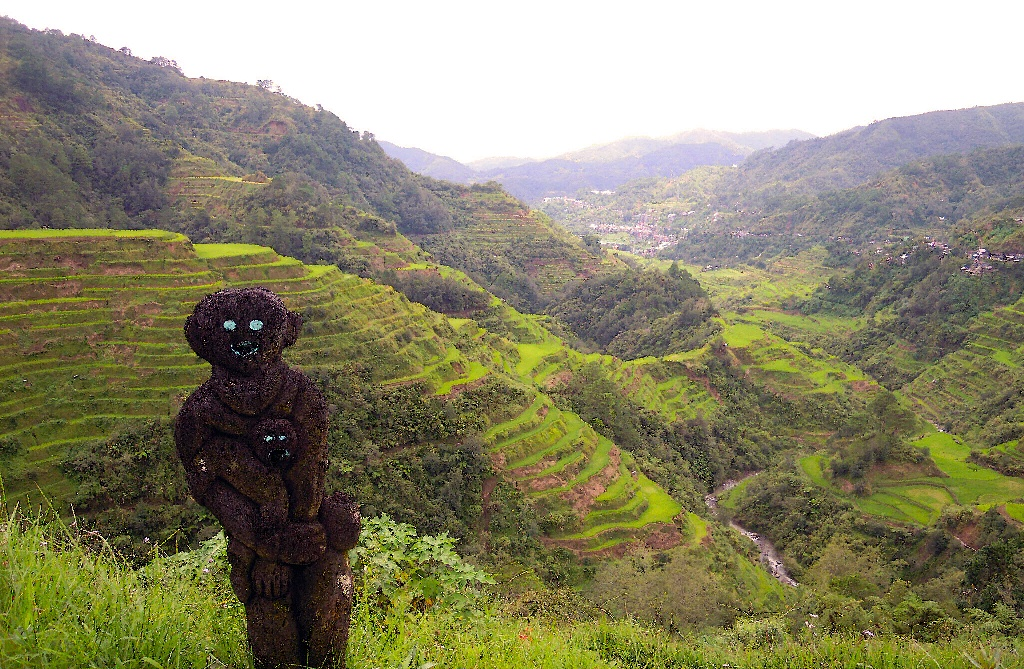
Hogang ifugao, espíritus guardianes tallados en troncos de helecho arbóreo con vistas a las terrazas de arroz de Banaue en Luzon.

El segundo sitio está en el medio del río Yangtze, en el cual se cree que es la tierra natal de los primeros hablantes de Hmong-Mien, y está asociado con las culturas Pengtoushan y Daxi. Ambas regiones estaban muy pobladas y tenían contactos comerciales regulares entre sí, así como con los primeros hablantes austroasiáticos al oeste, y con los primeros hablantes de Kra-Dai al sur, lo cual facilitó la propagación del cultivo de arroz en el sur de China.
La extensión del cultivo de arroz japonica al sudeste asiático comenzó con las migraciones de la cultura austronesia Dapenkeng a Taiwán entre los años 5.500 y 4.000 AP. El sitio de Nanguanli en Taiwán, el cual data del año ca. 4.800 AP, ha producido numerosos restos carbonizados de arroz y mijo en condiciones de anegamiento, lo que da indicios del cultivo intensivo del arroz en humedales y del cultivo de mijo en tierras secas.

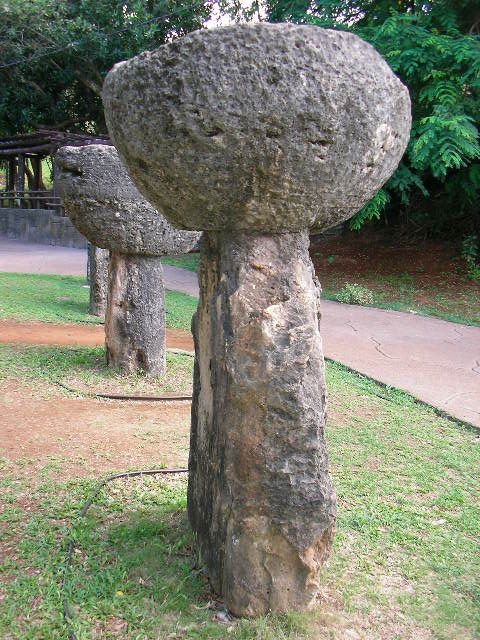
Piedra Latte (haligi) de Hagåtña, Guam.

Desde aproximadamente el año 4,000 al año 2,500 AP, comenzó la expansión austronesia, con colonos de Taiwán que se mudaron al sur para colonizar Luzón en Filipinas, trayendo consigo las tecnologías de cultivo de arroz. Desde Luzón, los austronesios colonizaron rápidamente el resto de la isla del sudeste asiático, moviéndose hacia el oeste a Borneo, la península malaya y Sumatra; y hacia el sur en dirección a Sulawesi y Java. Para el año 2.500 AP, había evidencia de una agricultura intensiva de arroz en humedales ya establecida en Java y Bali, especialmente cerca de islas volcánicas, las cuales eran sumamente fértiles.
Sin embargo, el arroz (al igual que los perros y los cerdos) no sobrevivió a los primeros viajes austronesios a Micronesia, debido a la gran distancia del océano que estos marineros cruzaban. Estos viajeros se convirtieron en los antepasados de la cultura lapita. Para cuando emigraron hacia el sur al Archipiélago de Bismarck, ya habían perdido la tecnología del cultivo de arroz, así como también a los cerdos y los perros. Sin embargo, el conocimiento del cultivo de arroz todavía es evidente en la forma en que adaptaron las técnicas de agricultura de humedales al cultivo de taro. La cultura Lapita en Bismarck restableció las conexiones comerciales con otras sucursales austronesias en la isla del sudeste asiático.
La cultura Lapita también entró en contacto con los primeros agricultores no austronesios (los papúes) de Nueva Guinea, y les introdujo a estos las técnicas de cultivo de humedales. A su vez, los pueblos lapita asimilaron su gama de frutas y tubérculos autóctonos cultivados, además de que volvieron a adquirir a los perros y cerdos domesticados, antes de extenderse más hacia el este a las islas Melanesia y Polinesia.
El arroz, junto con otras plantas alimenticias del sudeste asiático, también se introdujeron más tarde en Madagascar, las Comoras y la costa de África Oriental alrededor del primer milenio d. C., gracias a los marineros austronesios de las Islas de la Gran Sonda.
Mucho más tarde, los viajes austronesios, desde la isla del sudeste asiático, lograron llevar el arroz a Guam durante el período Latte (1,100 a 300 AP). Guam es la única isla en Oceanía donde se cultivaba arroz en la época precolonial.

### Pandanus (Pandanos)

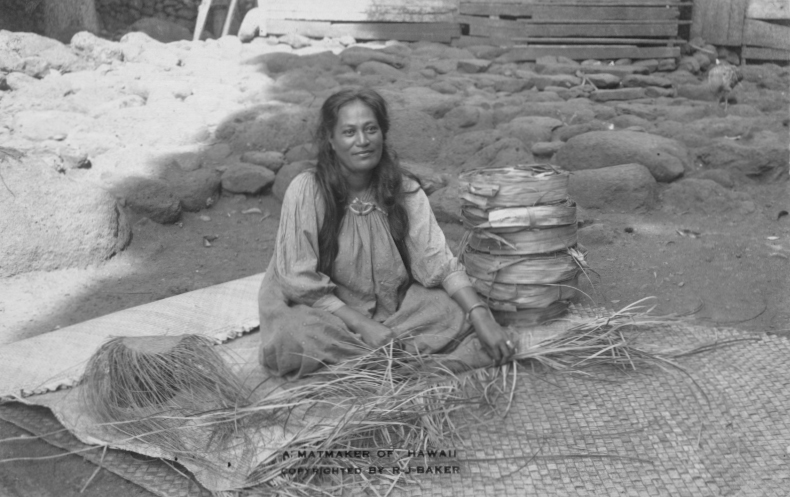
Mujer usando hojas de pandanus en un tejido tradicional (lauhala) en Moloka'i, Hawái (c. 1913).

Los pandanos (Pandanus spp.) son plantas cultivadas de suma importancia en el Pacífico, solo superadas en importancia y penetración por los cocos. Se utiliza cada parte de la planta para diversos usos, como lo son usos alimenticios, como materiales de construcción, para la medicina tradicional y como materiales de fibra y tejido para varias culturas en Austronesia. Las plantas (particularmente las flores fragantes) también tenían un significado espiritual entre las religiones animistas austronesias nativas.

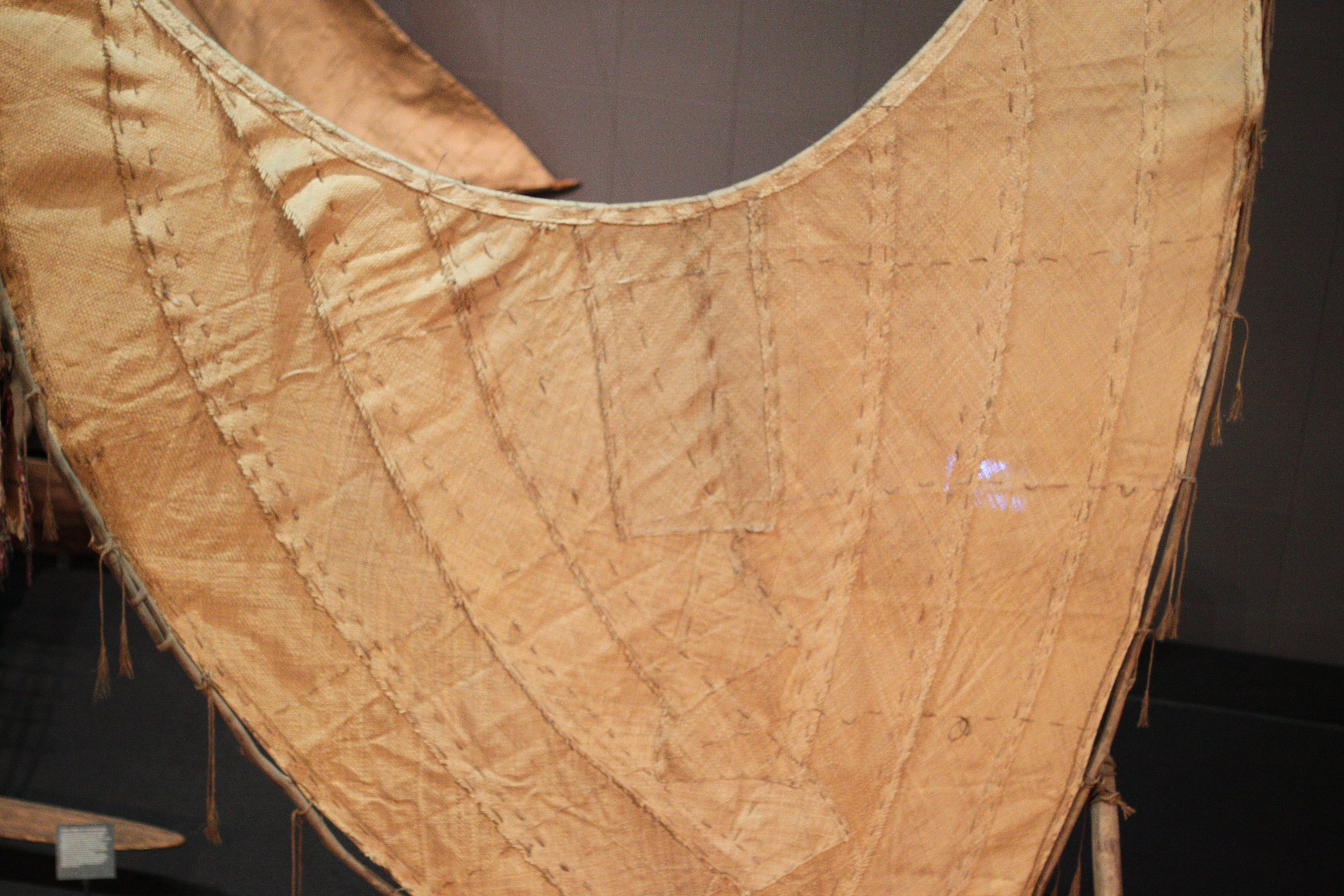
Vela de garra de cangrejo tejida a partir de hojas de pandanos en un tepukei, una canoa estabilizadora oceánica de Temotu, Islas Salomón.

El género Pandanus también fue profundamente crucial para permitir la expansión austronesia. Sus hojas se tejían tradicionalmente en la forma de esteras, las cuales eran utilizadas en las velas de los buques austronesios. Las velas permitieron a los austronesios embarcarse en viajes de larga distancia. En algunos casos, sin embargo, solo podían servir para viajes exclusivamente de ida. Se cree que el fracaso del pandano para establecer poblaciones en Rapa Nui y Aotearoa aisló sus asentamientos del resto de Polinesia.
La palabra pandanus en lenguas austronesias se deriva del proto-austronesio *paŋudaN, que se convirtió en el proto-oceánico *padran y el proto-polinesio *fara. Los dos últimos generalmente se refieren específicamente a Pandanus tectorius. Los cognados en lenguas modernas austronesias incluyen al pangətanə Kanakanavu; al panadan Thao y Bunun; al pandan tagalog; al pahong chamorro; al pondang Ratahan; al pandan malayo; al pandang Manggarai; al fandrana malgache; al fada-da Lau; al vadra fiyiano; al fala samoano; al fā tongano; al fara tahitiano; al hala hawaiano; y a los whara o hara maoríes. Se debe tomar en consideración que entre los idiomas formosanos de los taiwaneses indígenas, el significado de las palabras ha cambiado en gran medida para significar "piña"; una planta no nativa de introducción europea que es físicamente similar. También en maorí, el significado se ha desplazado a Astelia spp. y Phormium tenax (harakeke), las cuales son plantas similares que son utilizadas para tejer, ya que pandanus no sobrevivió al viaje a Aotearoa.

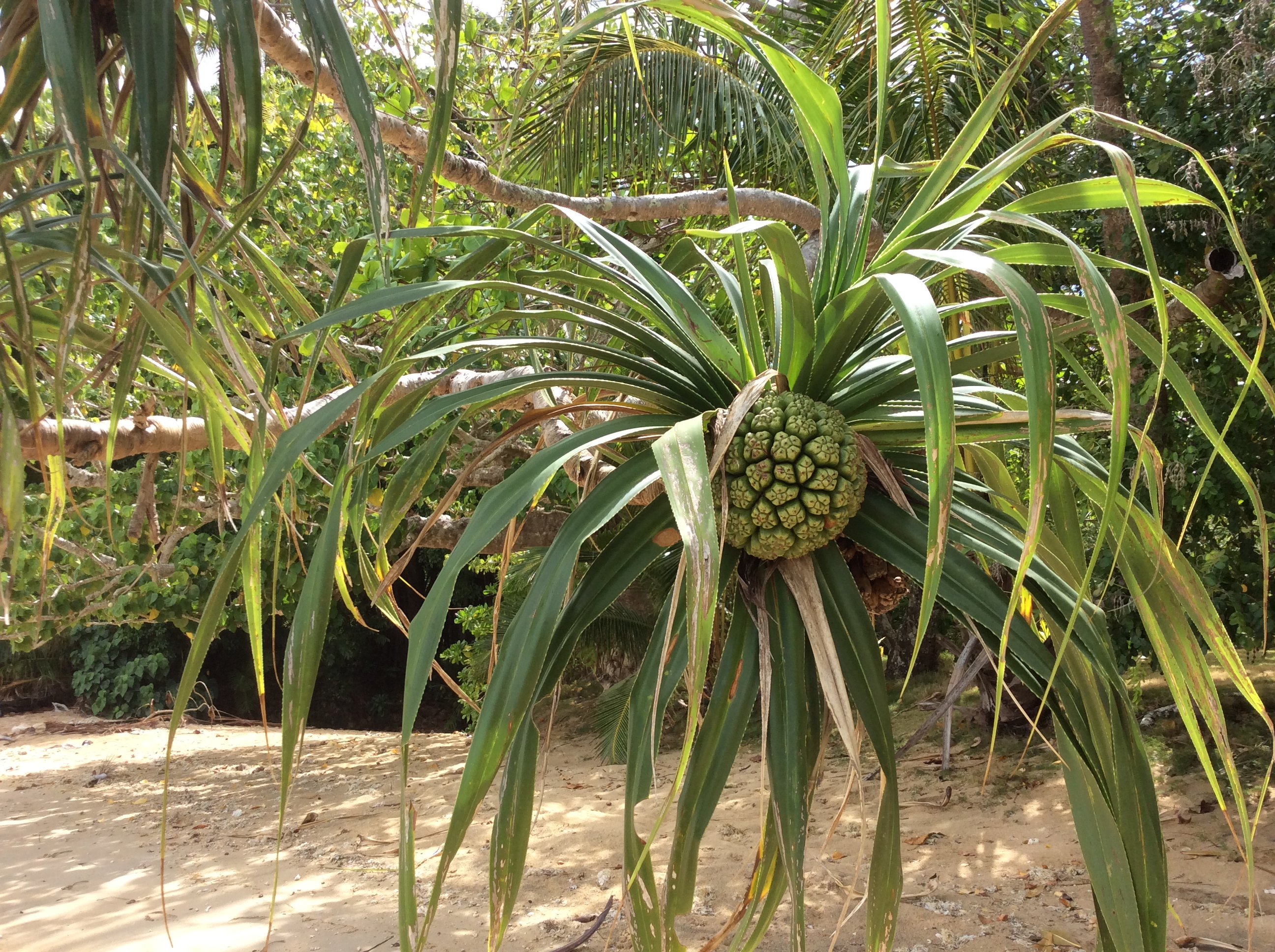
Pandanus tectorius con frutos en Beqa, Fiyi.

Pandanus crece bien en hábitats isleños, es muy tolerante a la sal, y es fácil de propagar, lo cual las hizo plantas ideales para los primeros navegantes austronesios. Al igual que los cocos, crecen predominantemente a lo largo de las marcas, los manglares y otros ecosistemas costeros. También se pueden encontrar en el sotobosque de los bosques en las islas más grandes. Otras plantas también se pueden encontrar en los bosques de tierras altas, probablemente siendo plantadas por humanos. Tanto los pandanos como cocos están adaptados para resistir los fuertes vientos de los frecuentes tifones del Indo-Pacífico. El mayor centro de diversidad de Pandanus es el Pacífico occidental y la isla del sudeste asiático. El género tiene alrededor de 600 especies, pero el grupo de especies más importante y más extendido en las culturas austronesias es el complejo Pandanus tectorius.

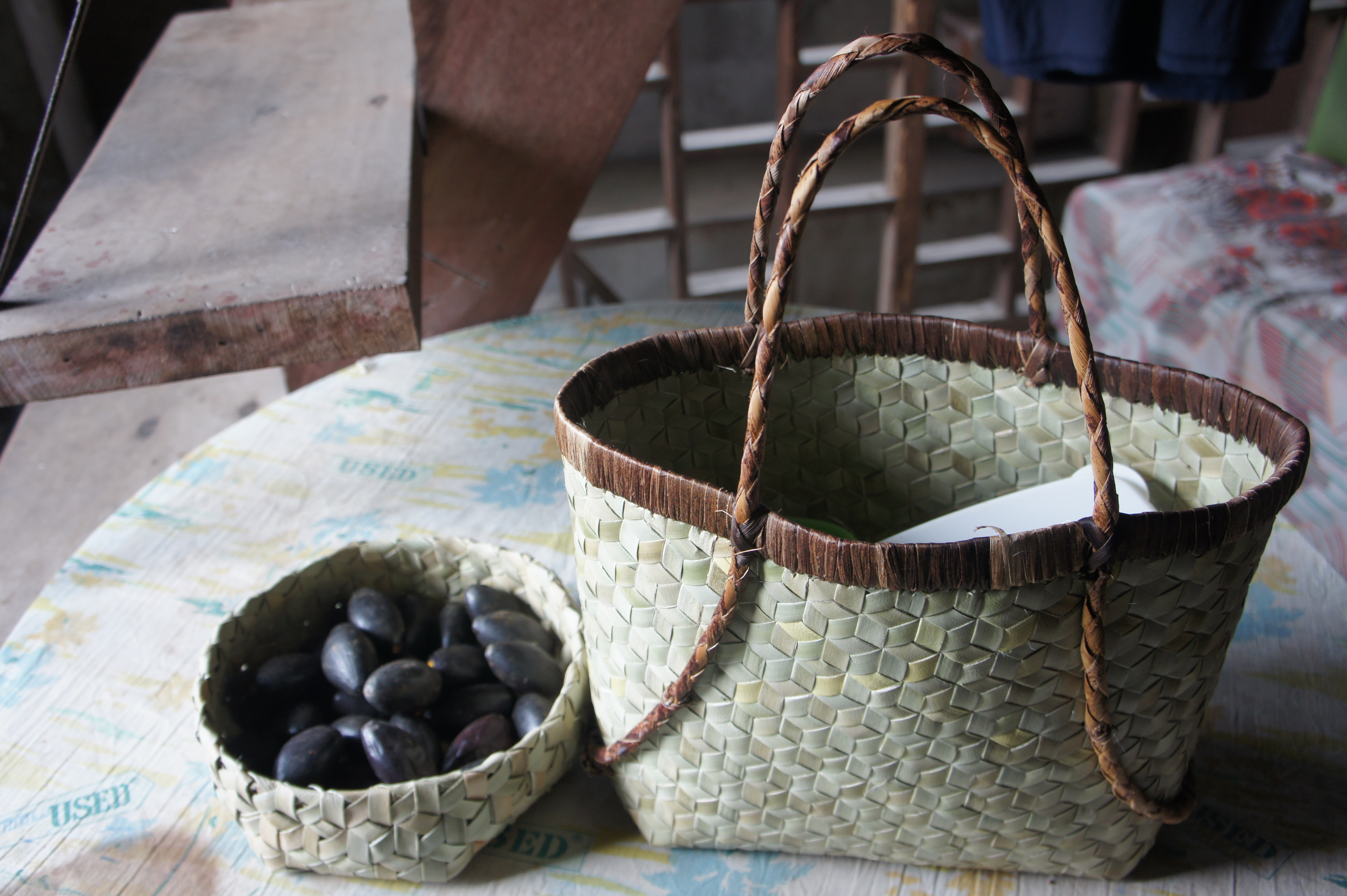
Un bayong, una canasta tradicional filipina tejida a partir de hojas de karagumoy (Pandanus simplex) en el patrón hexagonal kinab-anan.

El complejo Pandanus tectorius en Oceanía muestra evidencia de largos cultivos, con cientos de diferentes variedades criadas selectivamente, las cuales se propagaron principalmente a través de esquejes. Estas variedades a menudo tienen nombres diferentes en los idiomas locales, y también tienen características físicas diferentes. Las variedades se distinguen predominantemente por el color y la comestibilidad de sus frutos, pero también se pueden diferenciar en función de otros criterios, como el color y la forma de sus hojas utilizadas para tejer.
Se han recuperado fósiles muy antiguos de Pandanus tectorius en Hawái, datados con más de 1,2 millones de años de antigüedad. Esto indica que las plantas en algún punto colonizaron Hawái (y probablemente el resto de las islas del Pacífico) de manera natural, a través de sus frutos flotantes. Sin embargo, los austronesios fueron transportando variedades domesticadas útiles de isla en isla. Especialmente porque los pandanos salvajes tienen cristales de oxalato de calcio (rafidios) en sus tejidos frutales. Estos causan picazón e irritación cuando se comen crudos y, por lo tanto, deben cocinarse. Dado esto, se valoraron las variedades domesticadas que tienen menos sulfuros (que también suelen ser menos fibrosas y más nutritivas). Por lo tanto, se considera esta tanto nativa como introducida. También hay evidencia fósil de que las frutas de pandanos se cosecharon para servir de alimento en Nueva Guinea. Esta evidencia se encontró en los sitios arqueológicos, datando de alrededor del año 34,000 al 36,000 AP.
Otras especies importantes de pandanos utilizadas por los austronesios incluyen a Pandanus amaryllifolius, Pandanus odorifer, Pandanus furcatus, Pandanus julianettii, Pandanus simplex, Pandanus utilis, Pandanus dubius y Pandanus whitmeeanus, entre muchas otras. Pandanus odorifer está muy extendida en la región desde el oeste de Micronesia hasta la isla del sudeste asiático y el sur de Asia. Posiblemente esta es una subespecie de Pandanus tectorius, y tiende a hibridarse fácilmente. Pandanus amaryllifolius, el pandan, es otra especie importante ampliamente utilizada como especia en las cocinas del sudeste asiático, por sus hojas fragantes con olor a vainilla.

### Piper(Pimientos)
Los pimientos (Piper) cultivados ancestralmente por los austronesios incluyen el betel (Piper betle), el pimiento cubeba (Piper cubeba), la kava (Piper methysticum) y el pimiento largo javanés (Piper retrofractum). Muchos otros también fueron cosechados de la naturaleza con fines medicinales o religiosos, incluyendo a las especies Piper caducibracteum, Piper excelsum, Piper ornatum y Piper sarmentosum. La pimienta negra (Piper nigrum) y la pimienta larga (Piper longum) también se cultivaron ampliamente en la isla del sudeste asiático después del contacto temprano de los comerciantes austronesios con el sur de la India y Sri Lanka.

#### Piper betle(Betel)

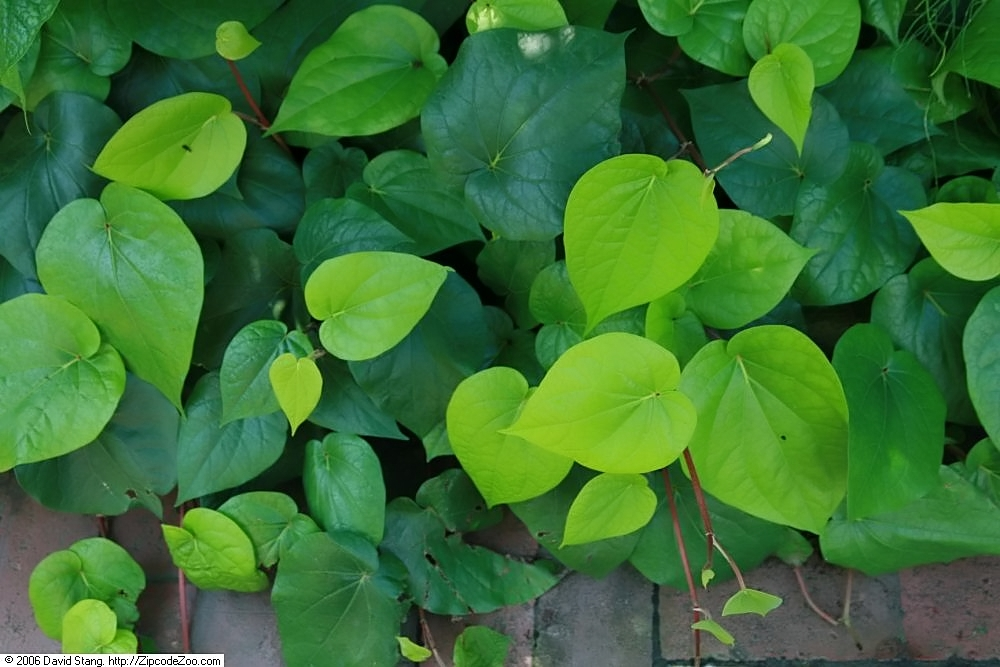
Vid de Betel.

El betel (Piper betle) es una de las dos plantas que comprenden los ingredientes principales del buyo o masticación de betel, siendo la otra la nuez de areca (Areca catechu). Es una de las prácticas más ubicuas de los austronesios. Se consume tomando una hoja de betel, envolviéndola alrededor de una nuez de areca y un poco de cal (obtenida de la molienda de conchas marinas), y luego se mastica durante un tiempo. Es un estimulante, el cual induce mareos leves seguidos de euforia y alerta. También es una práctica altamente adictiva, la cual daña los dientes, las encías y mancha los dientes de rojo.

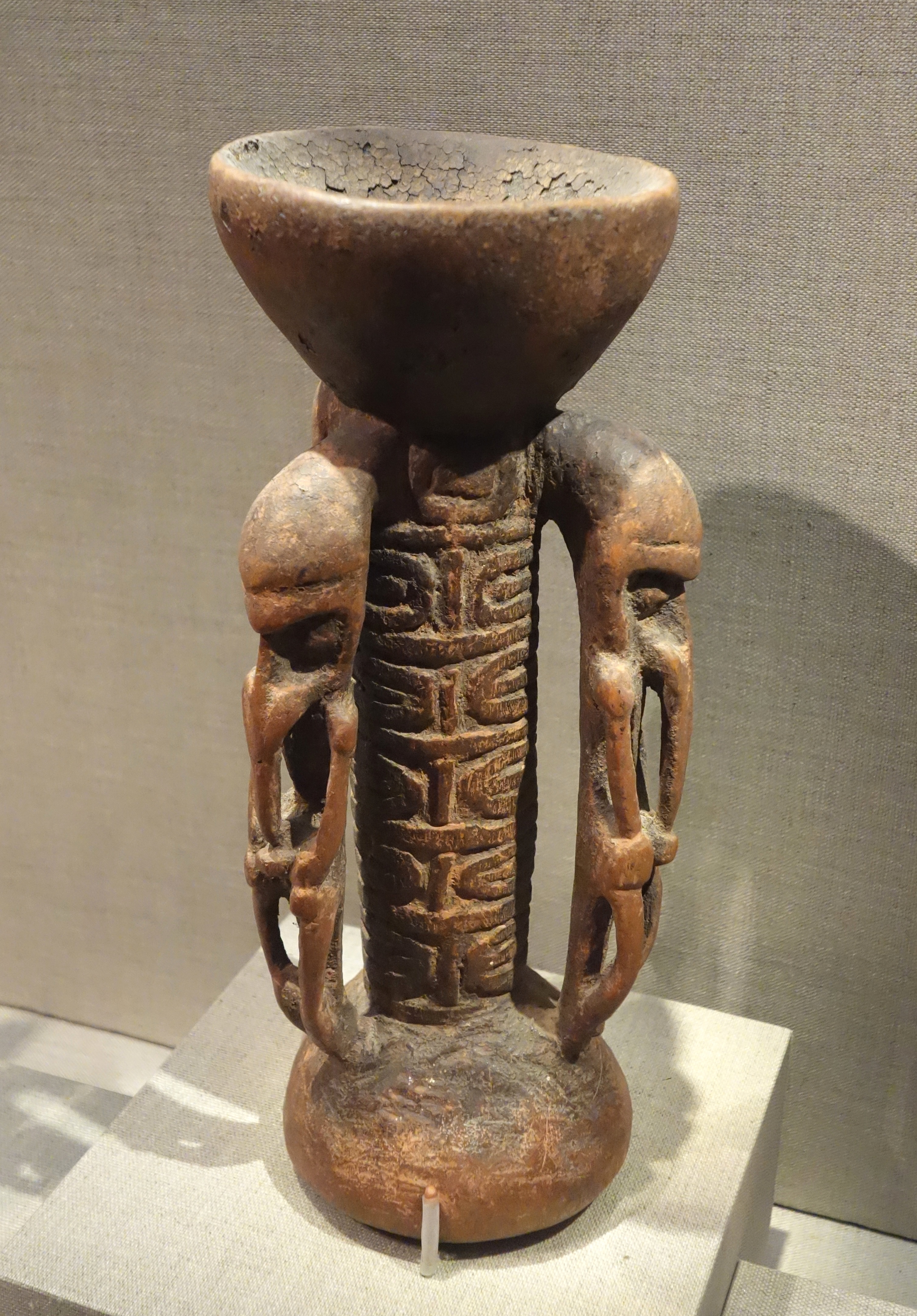
Un mortero para betel de Manam Motu, c. 1680 a 1890 d. C.

Basado en la evidencia arqueológica, lingüística y botánica, el buyo o masticación del betel está más fuertemente asociada con las culturas austronesias, a pesar de su adopción generalizada por parte de las culturas vecinas en tiempos prehistóricos e históricos. Se desconoce el rango original de betel, pero se sabe que Areca catechu es originaria de Filipinas, donde tiene la mayor diversidad morfológica y la mayor cantidad de especies endémicas estrechamente relacionadas. Se desconoce cuándo se combinaron los dos, ya que la nuez de areca por sí sola se puede masticar por sus propiedades narcóticas. Sin embargo, en el este de Indonesia, las hojas del Piper caducibracteum silvestre (conocido como sirih hutan) también se cosechan y se usan en lugar de las hojas de betel.
La evidencia inequívoca más antigua de la masticación de betel es de Filipinas. Específicamente, el de varios individuos encontrados en un pozo funerario en el sitio de la cueva Duyong de la isla de Palawan que datan de alrededor del año 4,630 ± 250 AP. La dentición de los esqueletos está manchada, siendo esto algo típico de los masticadores de betel. La tumba también incluye restos de conchas de Anadara utilizadas como contenedores de cal, donde una todavía contenía cal. Los sitios de entierro en Bohol que datan del primer milenio d. C. también muestran las manchas rojizas distintivas y características de la masticación del betel. Basado en la evidencia lingüística de cómo el término protoaustronesio reconstruido *buaq, el cual originalmente significaba "fruta", llegó a referirse a "nuez de areca" en el proto-malayo-polinesio. Se cree que la masticación del betel se desarrolló originalmente en algún lugar de las Filipinas poco después del comienzo de la expansión austronesia (~ 5,000 AP). Desde Filipinas, se extendió de regreso a Taiwán, y también al resto de Austronesia.

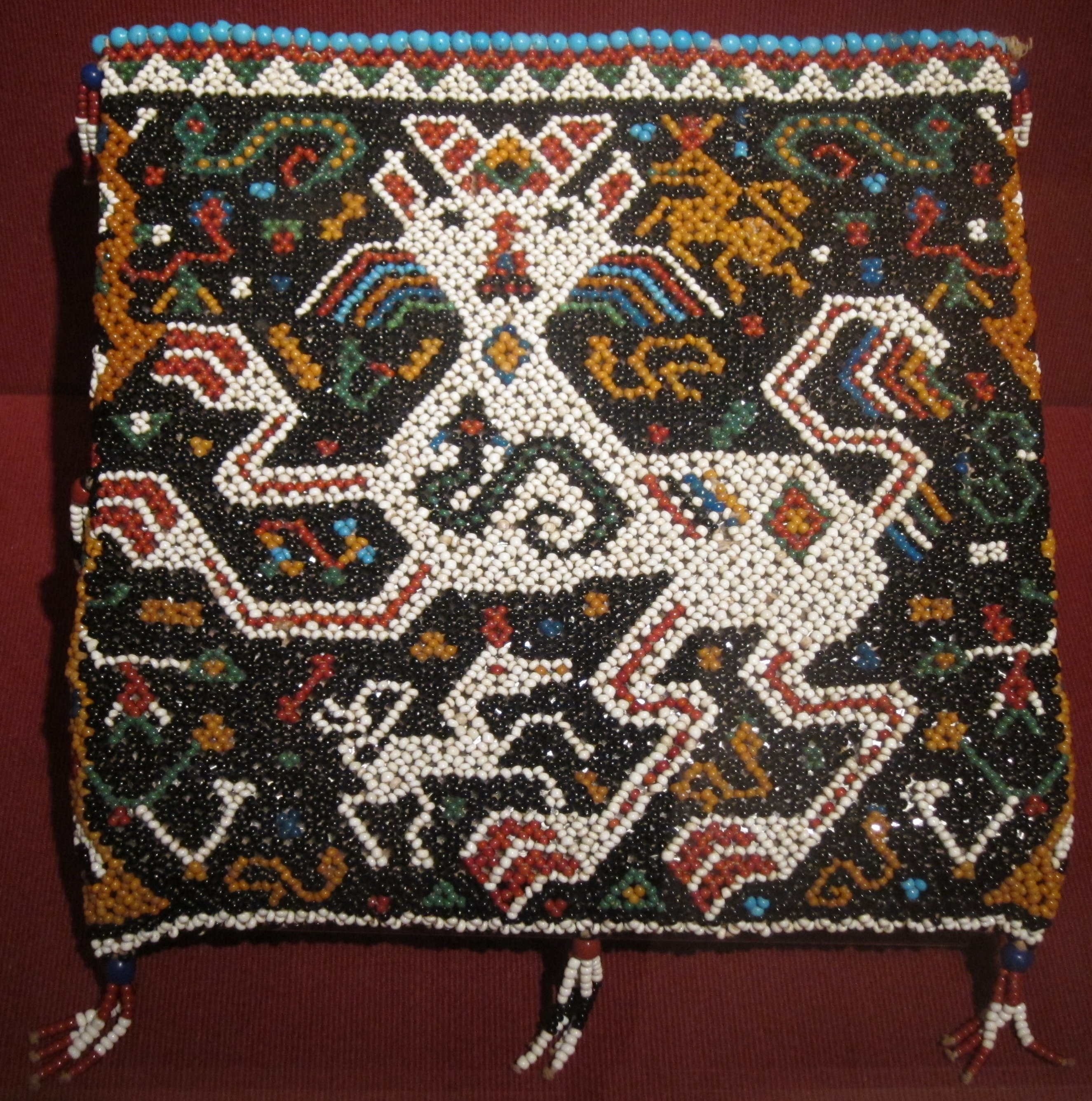
Bolsa real ceremonial de betel (pahapa), Sumba del Este, Reino de Kapunduk, principios del.

Esta llegó a Micronesia alrededor de los años 3,500 a 3,000 AP a través de los viajeros austronesios, basados en evidencia tanto lingüística como arqueológica. También estuvo presente anteriormente en la cultura Lapita, basada en los restos arqueológicos de Mussau que datan de alrededor del 3,600 al 2,500 AP. Pero no llegó más al este en Polinesia. Se cree que se detuvo en las Islas Salomón debido a la sustitución de la masticación de betel por la tradición de beber kava preparada a partir de la especie Piper methysticum. También se difundió en África Oriental a través del asentamiento austronesio de Madagascar y las Comoras alrededor del siglo VII.
La práctica también se difundió a las culturas con las que los austronesios tuvieron contacto histórico. Llegó al sur de Asia en el año 3,500 AP, a través del contacto temprano de comerciantes austronesios de Sumatra, Java y la península malaya con los hablantes dravídicos de Sri Lanka y el sur de la India. Esto también coincide con la introducción de plantas del sudeste asiático como Santalum album y Cocos nucifera, así como con la adopción de las tecnologías austríacas del barco de vela y la vela de garra de cangrejo por los hablantes dravídicos. Llegó al sudeste de Asia continental en los años 3,000 a 2,500 AP a través del comercio con Borneo, así como por el asentamiento de las políticas de Champa en el sur de Vietnam. A partir de ahí, se extendió hacia el norte de China. Por último, llegó al norte de la India en el año 500 AP a través del comercio en la Bahía de Bengala. Desde allí, se extendió hacia el oeste en dirección a Persia y el Mediterráneo.
Hay reclamos muy antiguos de masticación de betel que datan de al menos el año 13,000 AP en el sitio del pantano de Kuk en Nueva Guinea, según la probable Areca sp. recuperada. Sin embargo, ahora se sabe que esto podría deberse a la contaminación moderna de los materiales de muestra. Afirmaciones similares también se han hecho en otros sitios más antiguos donde Areca sp. permanece, pero ninguno puede identificarse de manera concluyente como A. carechu, y su asociación con los pimientos de betel es tenue o inexistente.
Existen numerosos cognados reconstruibles afines en idiomas austronesios relacionados, con diversos aspectos de la masticación de betel. Desde masticar algo sin tragar, hasta equipos utilizados para escalar palmas de nuez de areca hasta la baba de betel. Un cognado afín que se puede reconstruir para el pimiento de betel es el Proto-malayo-polinesio-occidental *Rawed, que se convirtió en el proto-filipino *gawed, con cognados que incluyen al gaod yami, al gawed Itbayaten; al gawéd ilocano; al khawád Isneg; al gawə́d Casiguran Dumagat; al  kawed Ibaloy; al lawɨ'd Balangaw; al lawód Kalagan; y a los auat o awet Kenyah.
Otros dos cognados afines alcanzaron Oceanía. El primero es el Proto-malayo-Polinesio *pu-pulu, que se convirtió en el Proto-oceánico *[pu-] pulu. Los cognados incluyen al ulo Mussau; al pun Loniu; a los pun o puepun Bipi; al  ul Lukep; al ful Takia; al fu Gedaged; al ulusalaga Manam; y al vu-vulu Bugotu. El otro es el Proto-meso-Melanesio *siqa(r,R)(a), con cognados que incluyen al sie Kara y Lihir; al sia Tabar; al sier Patpatar; al ier tolái; al hiara Nehan; al sil Petats; al hia(kuru) Teop; al (ta)sian Tinputz; al siɣana Banoni; y al hirata Marovo.

#### Piper cubeba(Cubeba)
El pimiento cubeba, también llamado pimienta de Java (Piper cubeba) es originario de la isla del sudeste asiático. Al igual que Piper retrofractum, solo se cultivó de manera extensiva en las Islas de la Gran Sonda para el comercio de especias. Los javaneses protegieron el monopolio del comercio esterilizando las semillas antes de comerciarlas. Este pimiento tiene un olor picante, a menudo comparado con la pimienta de Jamaica, pero muy diferente al de los otros pimientos culinarios. También tiene un sabor ligeramente amargo. Es notable por haber llegado hasta Grecia durante la Antigüedad a través de la Ruta de la Seda. Era una especia valiosa y rara en la Europa medieval y el Medio Oriente, conocida por tener propiedades medicinales y mágicas. Los médicos árabes medievales lo usaban comúnmente para una variedad de tratamientos, desde el tratamiento de la infertilidad hasta los antídotos venenosos. Se menciona en El libro de las mil y una noches, así como en los diarios de viaje de Marco Polo. Su comercio disminuyó durante la Era Colonial, cuando el Imperio Portugués prohibió su importación para promover la pimienta negra producida por sus propias colonias.

#### Piper excelsum(Kawakawa)

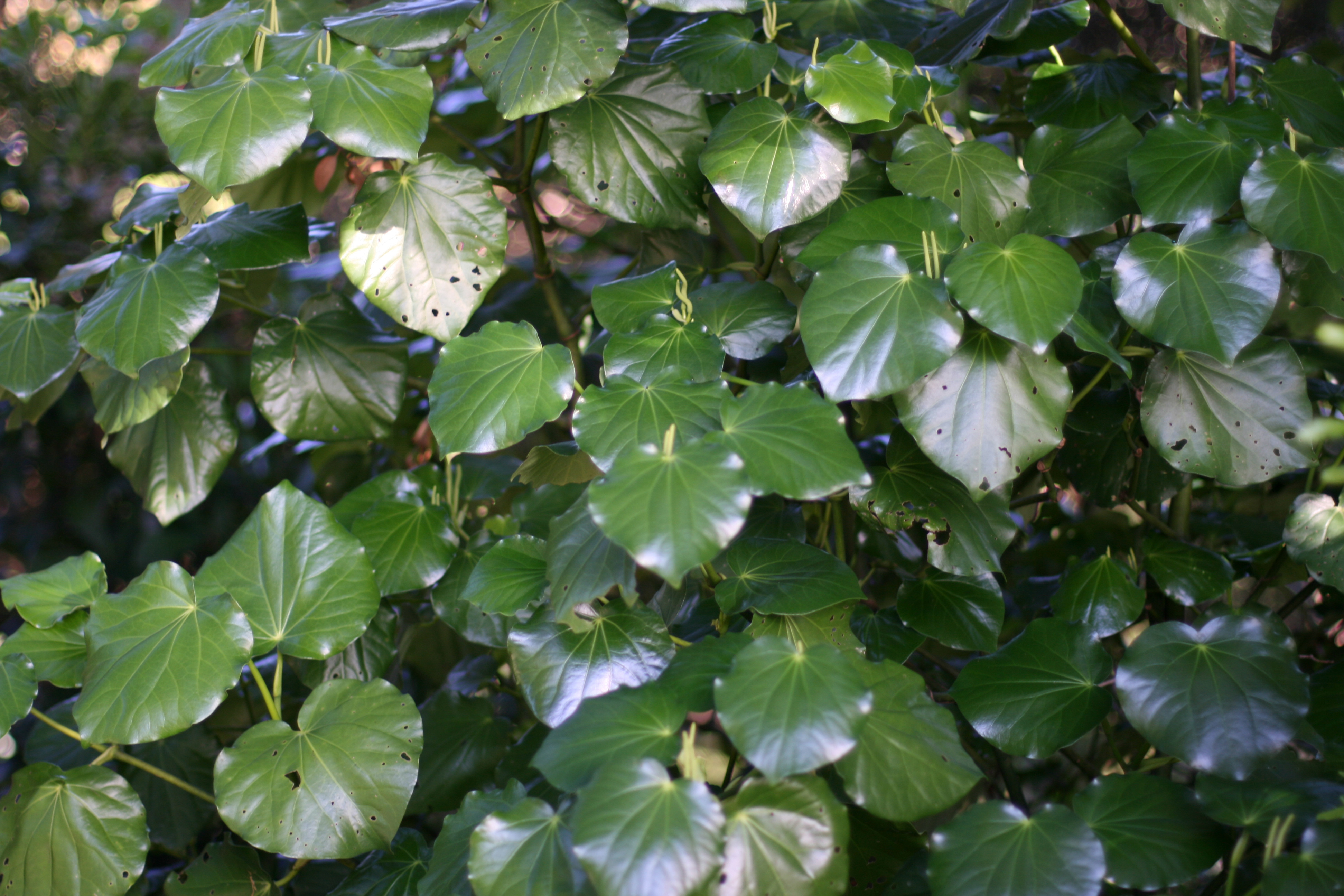
Piper excelsum en Auckland, Nueva Zelanda.

El Kawakawa (Piper excelsum) es un pequeño árbol o arbusto endémico de Aotearoa y la cercana Isla Norfolk, la Isla Lord Howe y las Islas Rangitāhua. Fue explotado por los colonos austronesios basándose en el conocimiento previo de la kava, ya que este último no podía sobrevivir en los climas más fríos de Aotearoa. El nombre maorí de la planta, kawakawa, se deriva de la misma etimología que kava, pero esta se reduplica. Es un árbol sagrado entre los maoríes. Se ve como un símbolo de la muerte, correspondiente a la rangiora (Brachyglottis repanda), que es el símbolo de la vida. Las ramas de kawakawa a menudo se usan en rituales de purificación.
Sin embargo, el parecido del kawakawa con la verdadera kava es solo superficial. Las raíces de Kawakawa no tienen propiedades psicoactivas. En cambio, el uso principal del kawakawa se ha enfocado a la medicina tradicional.

#### Piper methysticum(Kava)
La kava (Piper methysticum) es un pequeño árbol o arbusto que los papúes domesticaron en Nueva Guinea o Vanuatu. Se cree que es una variedad domesticada de Piper subbullatum que es nativa de Nueva Guinea y Filipinas.

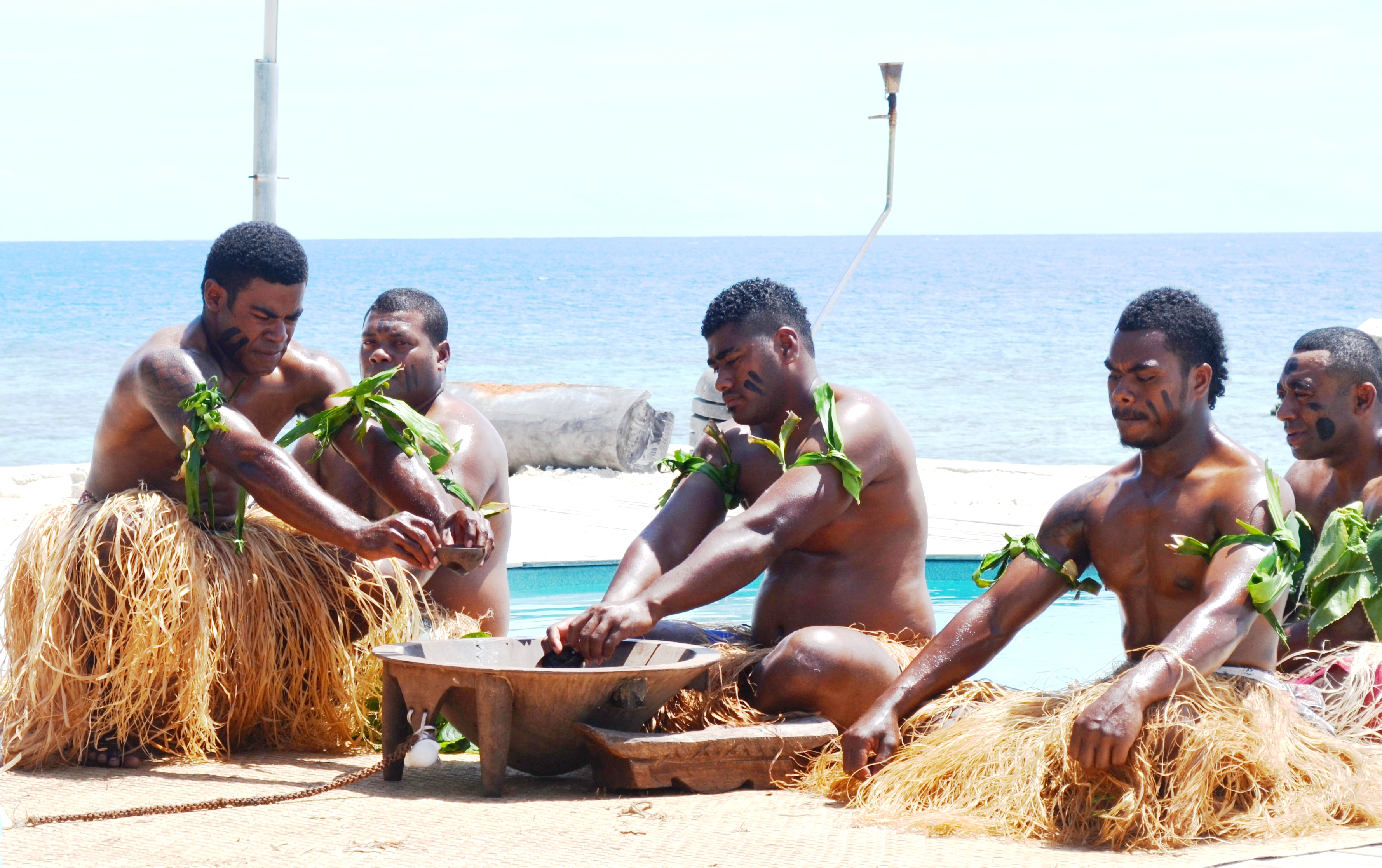
Preparación tradicional de kava en una ceremonia en Fiyi.

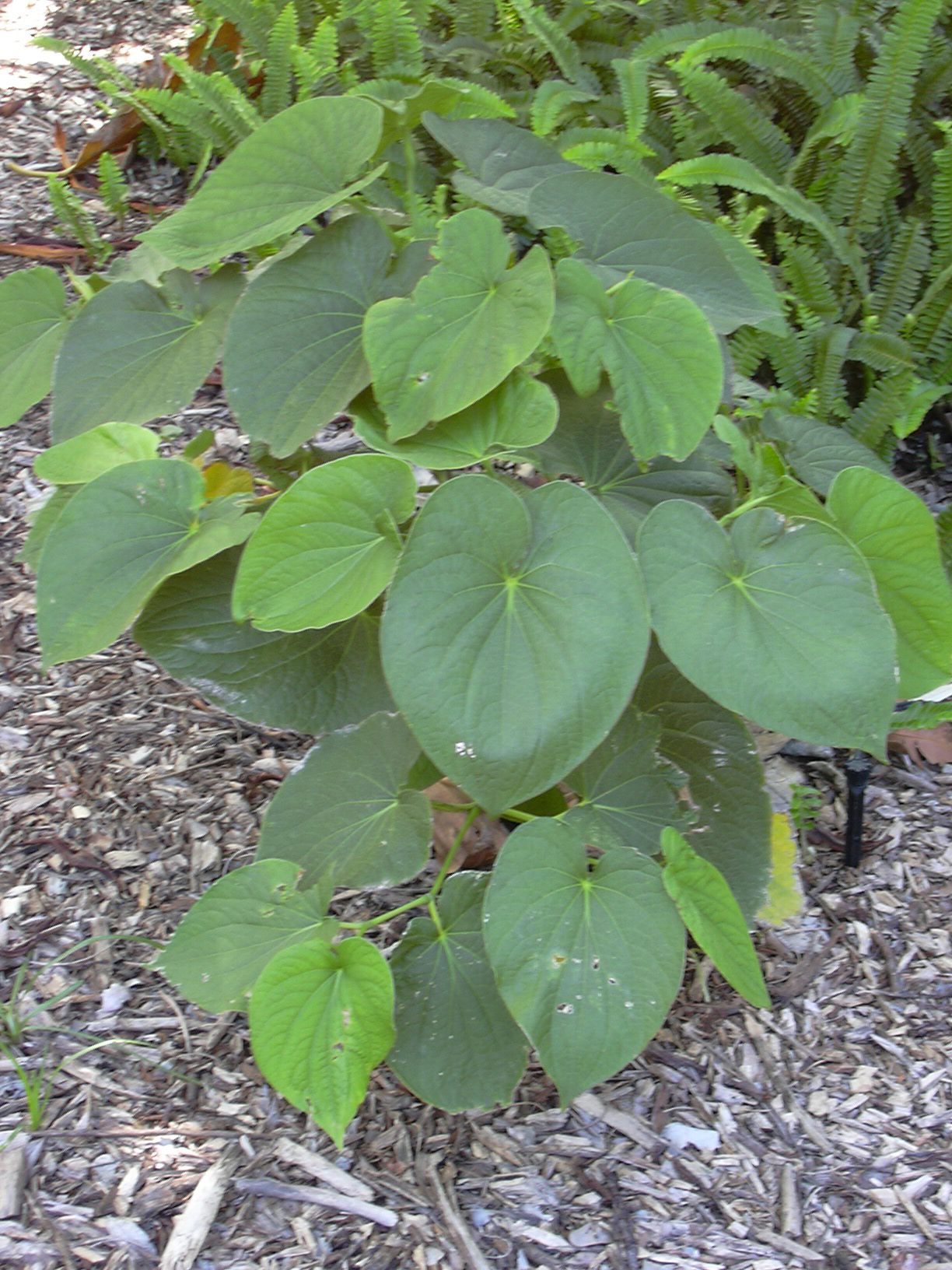
Planta de Kava en Maui.

Se propagó por los austronesios después del contacto con el resto de la Polinesia. Es una planta endémica de Oceanía y no se encuentra en otros grupos austronesios. La kava tiene una gran importancia cultural y religiosa entre los polinesios. Las raíces se machacan y se mezclan con agua, y posteriormente se cuelan a través de las fibras. El líquido gris turbio resultante es amargo, con propiedades levemente psicoactivas y narcóticas, con un efecto común de entumecimiento alrededor de los labios y la boca. Sin embargo, no es alucinógeno ni adictivo. La potencia de la raíz depende de la edad de las plantas. Las hojas y las raíces también se pueden masticar directamente, lo que resulta en un efecto adormecedor y de relajación. Se consume tradicionalmente tanto en las interacciones sociales cotidianas, como en los rituales religiosos. La kava llegó a Hawái, pero está ausente en Aotearoa, donde no puede crecer.
También se cree que el consumo de kava es la razón por la cual la masticación del betel, omnipresente en otros lugares, se perdió para los austronesios en Oceanía.
Según Lynch (2002), el término proto-polinesio reconstruido para la planta, *kava, se derivó del término protoceánico *kawaRi en el sentido de una "raíz amarga" o "raíz potente [utilizada como veneno para peces]". Originalmente se refería a Zingiber zerumbet, que se usaba para hacer una bebida amarga ligeramente psicoactiva similar en los rituales austronesios. Los cognados para *kava incluyen al sa-kau Pohnpeiano; al kava tongano, niuano, rapanui, Tuamotuano y rarotongano; al ʻava samoano y marquesano; y el ʻawa hawaiano. En algunos idiomas, sobre todo el maorí kawa, los cognados han llegado a significar "amargo", "agrio" o "acre" al gusto.
En las Islas Cook, las formas reduplicadas de kawakawa o kavakava también se aplican a los miembros no relacionados del género Pittosporum. Y en otros idiomas como el Futunan, los términos compuestos como kavakava atua se refieren a otras especies que pertenecen al género Piper. La reduplicación de la forma base es indicativa de falsedad o semejanza, en el sentido de "falsa kava".

#### Piper retrofractum(Pimiento largo de Java)
El pimiento largo de Java (Piper retrofractum) es originario de la isla del sudeste asiático, desde Filipinas hasta Sumatra. Su rango norteño también se extiende hasta el sur de China, el sudeste de Asia continental, Taiwán y las islas Ryukyu. Sin embargo, históricamente solo se cultivó en gran medida en las islas de Java, Bali, y las islas circundantes, para el comercio de especias. En otros lugares se cultiva mayoritariamente de manera informal en los patios traseros de las casas. Es muy similar al pimiento largo indio (Piper longum) y se usa de la misma manera en la cocina del sudeste asiático.

### Saccharum(Caña de azúcar)

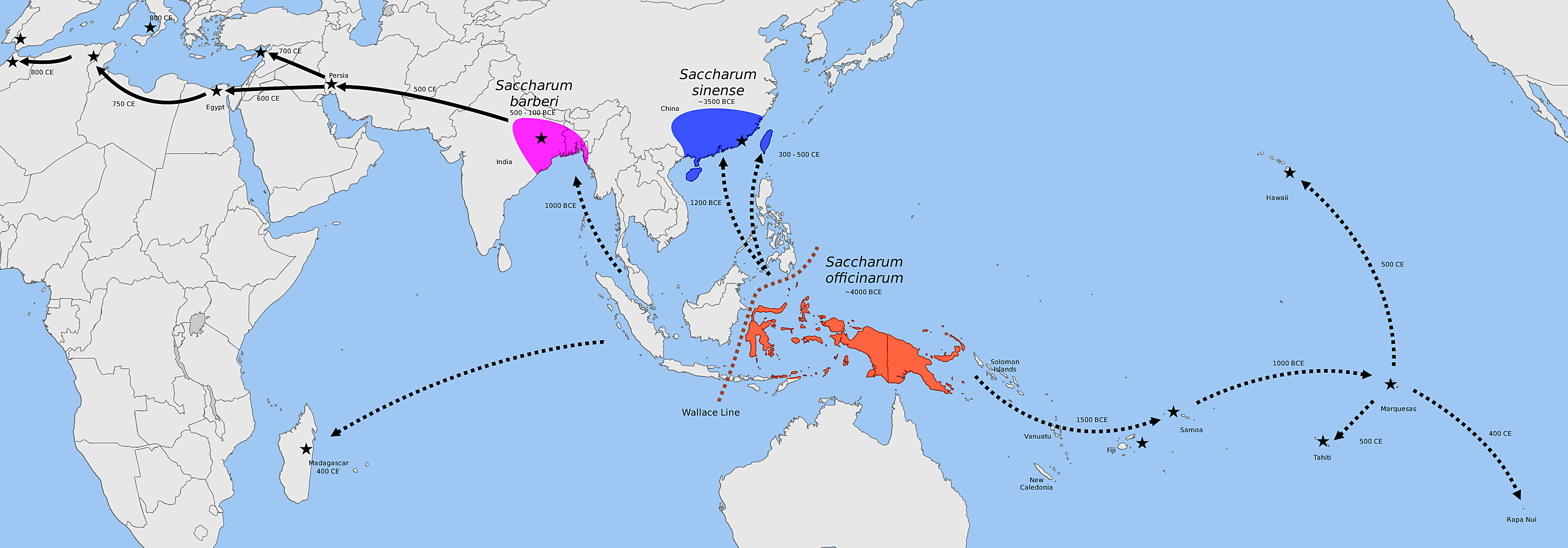
Mapa mostrando los centros de origen de Saccharum officinarum en Nueva Guinea, S. sinensis en el sur de China y Taiwán, y S. barberi en India; las flechas punteadas representan a las introducciones de los austronesios.

Hay dos centros de domesticación para la caña de azúcar (Saccharum spp.): Uno para Saccharum officinarum por papúes en Nueva Guinea, y otro para Saccharum sinense por austronesios en Taiwán y el sur de China. Los papúes y los austronesios originalmente usaban la caña de azúcar como alimento para los cerdos domesticados. La propagación tanto de S. officinarum como de S. sinense está estrechamente relacionada con las migraciones de los pueblos austronesios.

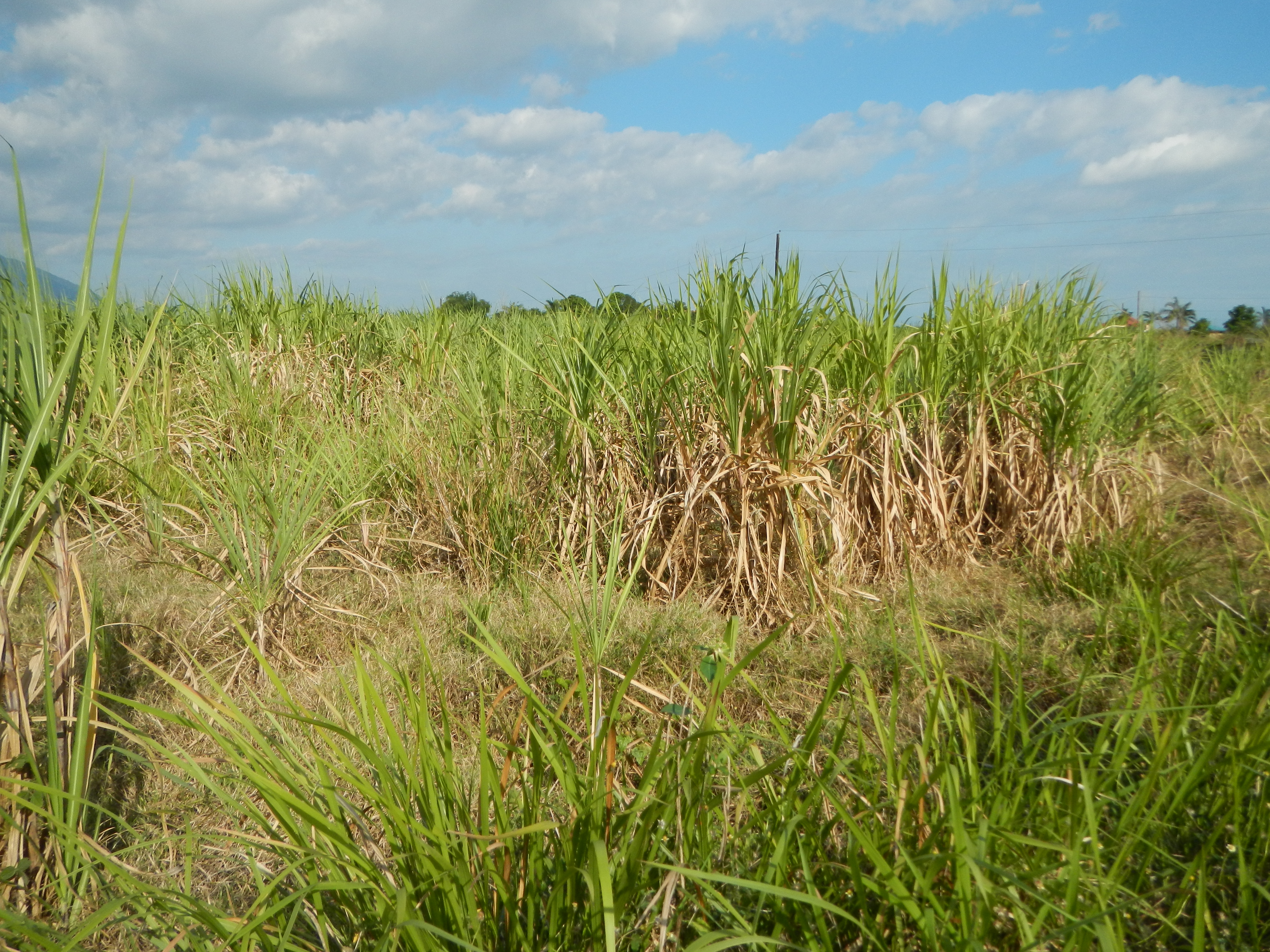
Campo de caña de azúcar en Pampanga, Filipinas.

Saccharum officinarum fue domesticado por primera vez en Nueva Guinea y las islas al este de la línea de Wallace por los papúes, donde es el centro moderno de diversidad. A partir de alrededor del año 6,000 AP, fueron criados selectivamente a partir de la especie nativa Saccharum robustum. Desde Nueva Guinea, se extendió en dirección al oeste hasta la isla del sudeste asiático después del contacto con austronesios, donde se hibridó con Saccharum spontaneum.
El segundo centro de domesticación es el sur de China continental y Taiwán, donde S. sinense (aunque otros autores lo identifican como S. spontaneum) fue uno de los principales cultivos originales de los pueblos austronesios del año 5,500 AP. La introducción del S. officinarum más dulce, pudo haberlo reemplazado gradualmente en todo su rango de cultivo en la isla del sudeste asiático. Desde la isla del sudeste de Asia, S. officinarum se extendió hacia el este en dirección a la Polinesia y Micronesia por los viajeros austronesios, como una planta de canoa alrededor del año 3,500 AP. También se extendió hacia el oeste y hacia el norte alrededor del año 3,000 AP a China e India por comerciantes austronesios, donde se hibridó aún más con Saccharum sinense y Saccharum barberi. Desde allí, se extendió más al oeste de Eurasia y del Mediterráneo.
La palabra reconstruida para "caña de azúcar" en proto-austronesio es **CebuS o *təbuS, que se convirtió en el proto-malayo-polinesio *tebuh, el proto-oceánico *topu, y el proto-polinesio *to. Los cognados modernos incluyen al sibus Hoanya y Bunun; a los cobosə o tibóso rukai; al tubó tagalo; al tupu chamorro; al  tebu Murik Kayan; al tebu malayo; al tobu Ansus; al tov Malmariv; al dovu fiyiano; al toro Mele-Fila y Takuu; al tolo samoano; al ro Tagula;  al cheu Pohnpeiano; al to tahitiano; al  tō pukapukano, rarotongano y tongano; al kō hawaiano; y a los to o ta rapanui. En malgache, sin embargo, la palabra "caña de azúcar" es fary, que se deriva del proto-austronesio *pajey, que significa "arroz".

### Syzygium
Los árboles del género Syzygium contienen algunos de los árboles frutales más importantes entre los pueblos austronesios. Las especies cultivadas o cosechadas para su fruto comestible incluyen al jambul (Syzygium cumini), a la pomarrosa (Syzygium jambos), al kelat (Syzygium lineatum), al maire de pantano (Syzygium maire), a la manzana de agua (Syzygium malaccense), al lipote (Syzygium polycephaloides) y a la manzana de Java (Syzygium samarangense), entre otras. Dos especies también son fuentes importantes de especias: el árbol de clavo (Syzygium aromaticum) y el laurel indonesio (Syzygium polyanthum).

#### Syzygium malaccense(Manzana de agua)

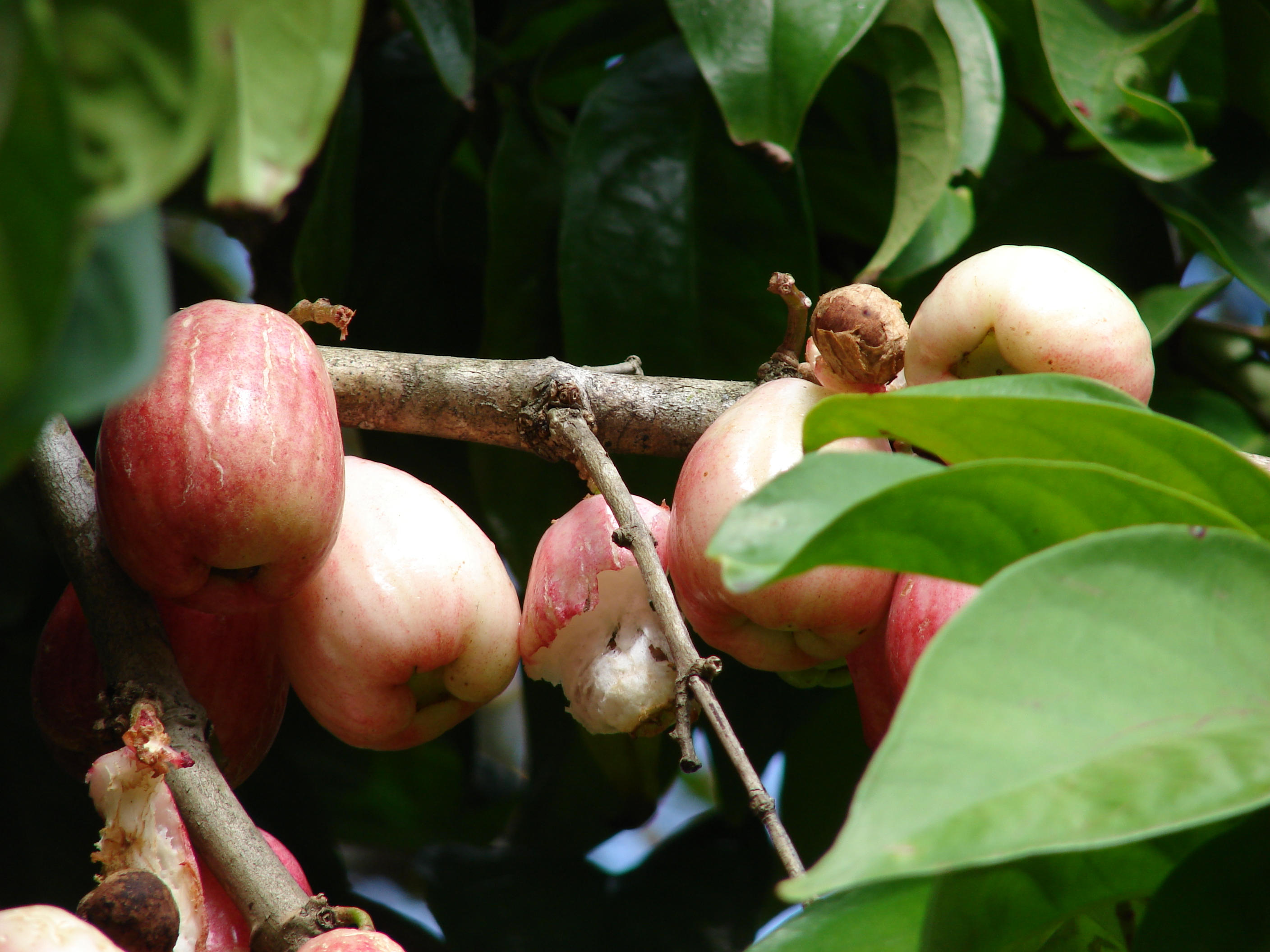
Manzana de agua en Maui.

La manzana de agua (Syzygium malaccense) junto con las especies estrechamente relacionadas como la perita de agua (Syzygium aqueum) y la manzana de Java (Syzygium samarangense), son nativas de toda la isla del sudeste asiático y se cultivaron desde la prehistoria. Todas estas plantas fueron llevadas por los austronesios al Pacífico, y fueron plantadas deliberadamente.

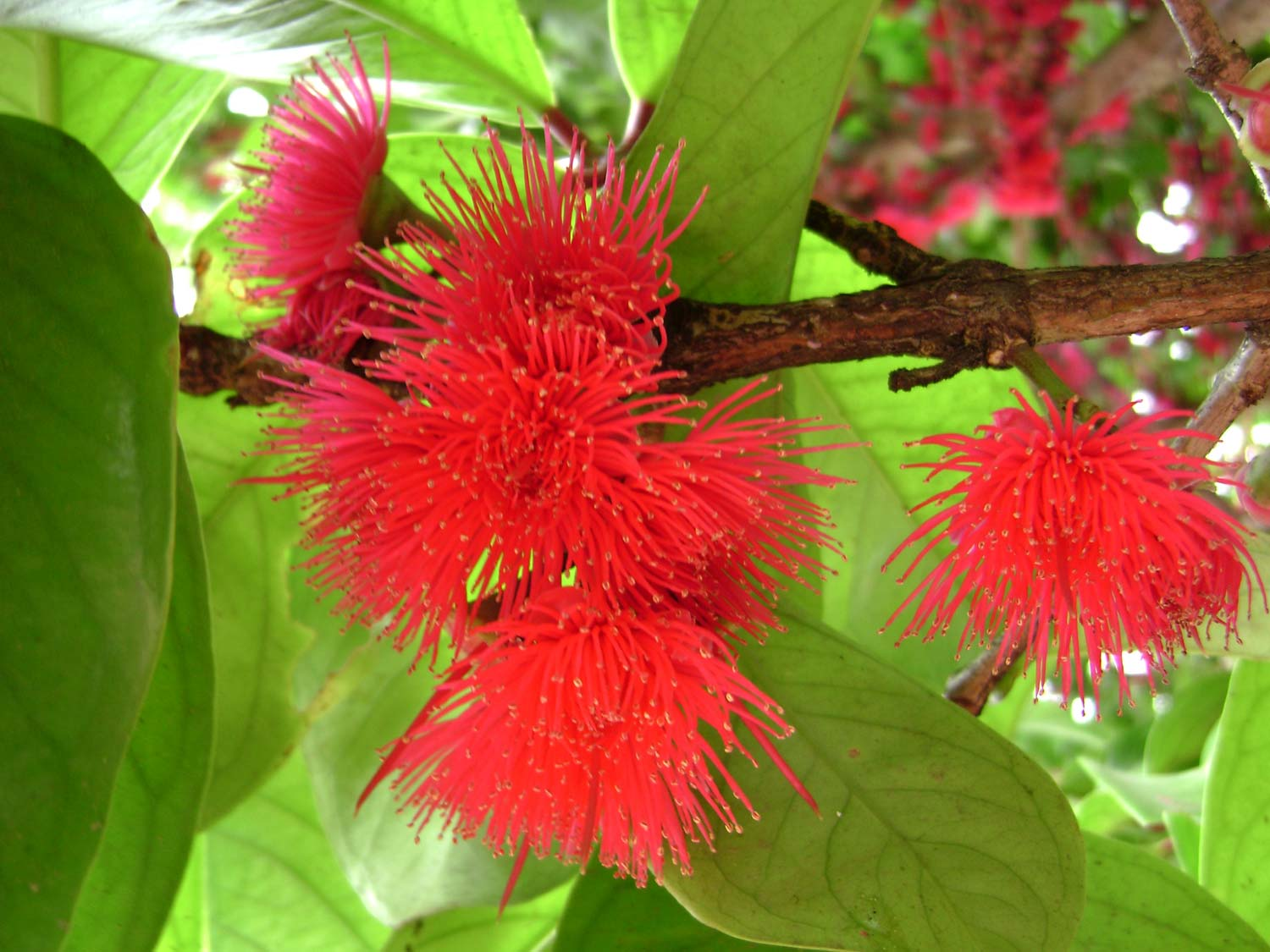
Manzana de agua floreciendo en Tonga.

Fueron valoradas principalmente por sus abundantes frutos comestibles. También se usan para obtener madera (generalmente para construir casas) y partes de los árboles se usan en su medicina tradicional. Las atractivas flores también se usan como adornos personales para el cabello y para hacer leis. Se propagaron principalmente a través de esquejes por los melanesios y polinesios. Los bosques de manzanas de agua que se encuentran en el Pacífico a menudo son restos de plantaciones antiguas, ya que las semillas de los frutos son demasiado grandes para ser dispersadas por las aves nativas. Las especies relacionadas endémicas de las islas del Pacífico también se utilizaron de manera similar, como lo son Syzygium corynocarpum y Syzygium neurocalyx.
Existen numerosos nombres para las manzanas de agua en las lenguas austronesias. En Filipinas, los términos se pueden reconstruir al Proto-filipino *makúpa, con cognados que incluyen al  makúpa ilocano, aklanon y cebuano; y al makópa tagalo y bikol.
En Oceanía, hay varios cognados afines reconstruibles para las manzanas de agua y especies relacionadas. Cuatro de los cuales son *pokaq, * marisapa, *sakau y *cay, con reflejos lingüísticos limitados que pudieron haberse referido originalmente a otras especies. Sin embargo, el cognado afín más extendido se puede reconstruir al proto-oceánico *kapika. Sus cognados incluyen al  kaviu Mussau; al ahi Seimat, keik Lou; al gaiva Maenge y Nakanai; al kapig Tami; al  àing Yabem; al gavika motu; al kavika Bola; al  kapika Babatana; al gaviga gela; al ʻafiʻo Kwara'ae; al ahie Paamese; al kavika wayan, niuano, uvean oriental y bauano; al fekika tongano; al kapika Anutan; al kehika marquesano; al keʻika Mangarevan; al  ʻahiʻa tahitiano; al ʻOohiaʻai hawaiano; al  kaʻika rarotongano; y al kahika maorí. En maorí, los nombres se han cambiado en referencia a Metrosideros fulgens, que tiene flores de aspecto similar, ya que las manzanas malayas no sobrevivieron en Aotearoa.

### Tacca leontopetaloides(Arrurruz polinesio)
El arrurruz polinesio (Tacca leontopetaloides) es otro antiguo cultivo de raíz austronesia estrechamente relacionado con el ñame. Originalmente es nativo de la isla del sudeste asiático. Se introdujo en toda la gama de la expansión austronesia, incluidas Micronesia, Polinesia y Madagascar. El arrurruz polinesio se ha identificado entre los cultivos de los sitios Lapita en Palaos, que datan alrededor de los años 3,000 a 2,000 AP. También se introdujo en Sri Lanka, en el sur de la India, y posiblemente también en Australia a través del comercio y el contacto.

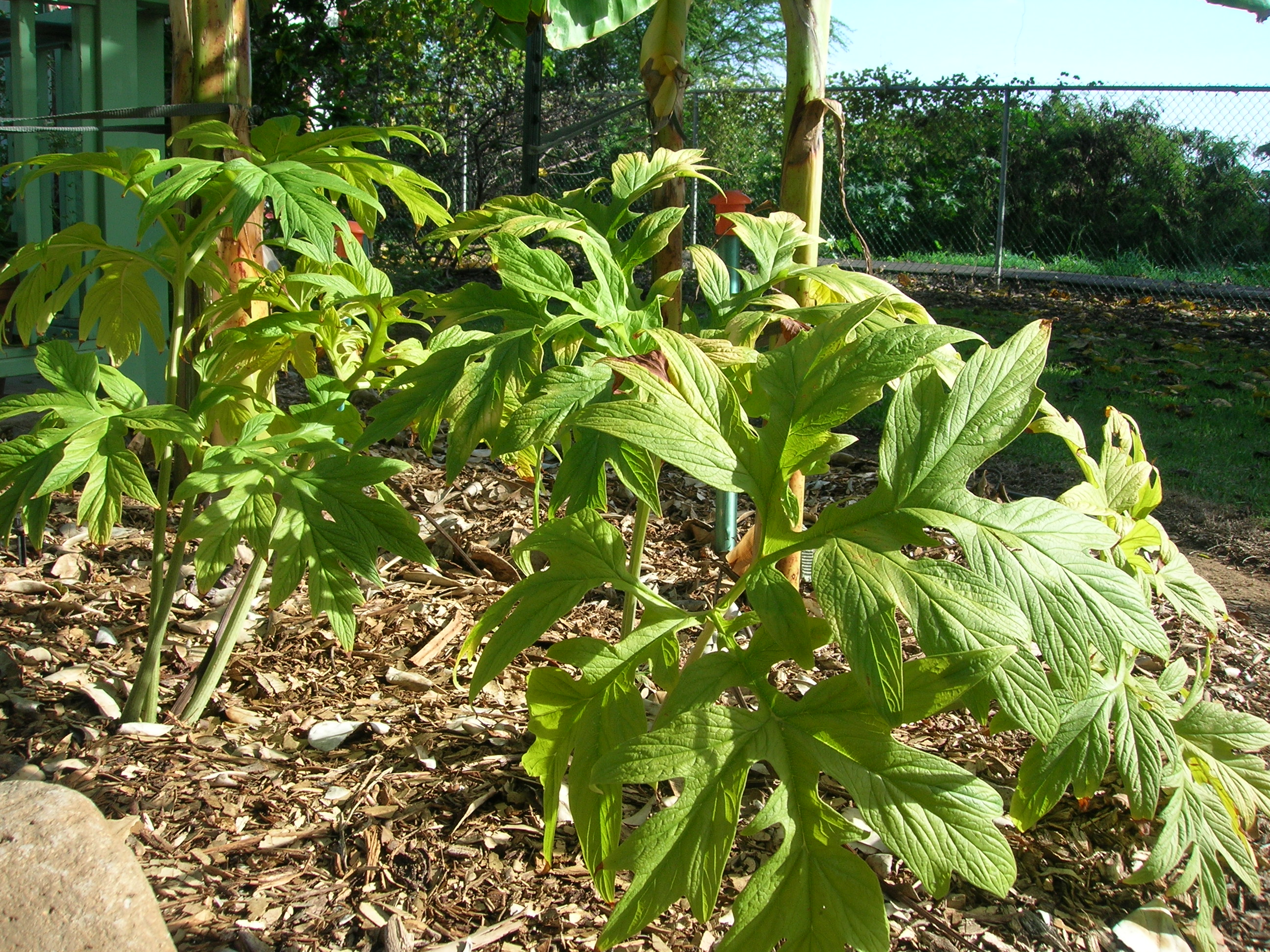
Arrurruz polinesio en Maui.

El arrurruz polinesio era un elemento básico menor entre los austronesios. Las raíces son amargas si no se preparan adecuadamente, por lo que solo se cultivó como un cultivo secundario para alimentos básicos como Dioscorea alata y Colocasia esculenta. Su importancia aumentó para los colonos en las islas del Pacífico, donde las plantas alimenticias eran más escasas, y donde se introdujo en prácticamente todas las islas habitadas. Fueron valoradas por su capacidad de crecer en islas bajas y atolones, y fueron a menudo los cultivos básicos en las islas con estas condiciones. En las islas más grandes, generalmente se les permitía crecer salvajemente y eran útiles solo como alimento para el hambre. Se han desarrollado varios cultivares en Polinesia debido a los miles de años de selección artificial. El almidón extraído de la raíz con métodos tradicionales puede durar mucho tiempo y, por lo tanto, puede almacenarse o comercializarse. The starch can be cooked in leaves to make starchy puddings. El almidón se puede cocinarse en hojas para hacer budines con almidón. [203] Debido a la introducción de los cultivos modernos, esta planta hoy en día rara vez se cultiva.
Los nombres del arrurruz polinesio en lenguas austronesias reflejan su importancia secundaria como cultivo. A menudo son reasignaciones de nombres de otros cultivos de almidón, en lugar de ser específicamente para el arrurruz polinesio. Por lo general, los nombres de arrurruz polinesio se transfieren de los nombres de las palmas de sagú (Metroxylon sagu), de los taros gigantes de pantano (Cyrtosperma merkusii) y del árbol de pan (Artocarpus altilis).
Las derivaciones del proto-malayo-polinesio *sagu ("palma de sagú"), incluyen al chamorro y Toba Batak sagu. Las derivaciones del proto-polinesio *mā ("árbol del pan"), incluyeron al  māhoaʻa tongano; al  mahoā tokelauano; al maoa Anutan; al māsoʻā Futunan oriental; al māsoā samoano; y al māsoa tuvaluano. Las derivaciones del proto-polinesio *bulaka (taro de pantano gigante) incluyen al pulaka Patpatar y tolái. Las derivaciones del proto-austronesio *biRaq (taro gigante) incluyen al (to)piya Äiwoo. Y finalmente, las derivaciones del protoceánico Rabia (sagú) incluyen al yabia bauan; y al pia Pileni, rarotongano y hawaiano.

### Hibiscus tiliaceus(hibisco marino)

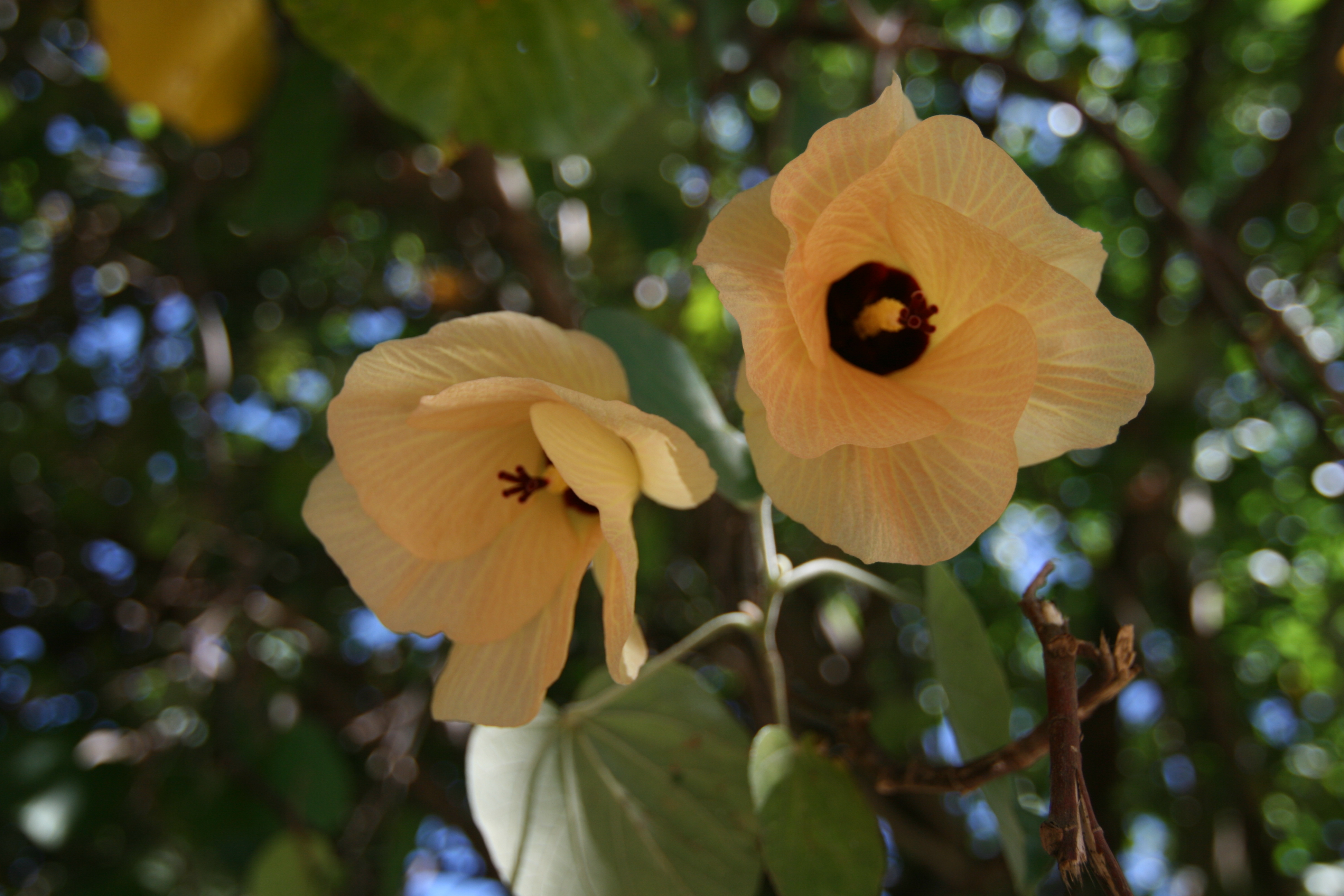
Flores de hibisco marino en Puna'auia, Tahití.

El hibisco marino (Hibiscus tiliaceus, antes Talipariti tiliaceum) o majagua común de Cuba, es un árbol común de las playas del Indo-Pacífico tropical. Es ampliamente utilizado por los pueblos austronesios para la obtención de madera y fibra. Tiene varias subespecies, dos de las cuales son endémicas de Filipinas y Sulawesi, y el resto de estas están extendidas en toda su área de distribución, o son nativas de grandes regiones del sudeste asiático y del Pacífico. Las semillas permanecen viables durante meses después de flotar en el mar. Sin embargo, no se han recuperado restos de hibisco en las playas de la Polinesia antes de la llegada de los austronesios, lo que deja en claro que fueron introducidas por los viajeros austronesios.
La madera es suave y no muy duradera, por lo que se usa principalmente para productos como tallas, lanzas, cuencos y pulseras. Sin embargo, también es resistente al agua salada y, por lo tanto, puede usarse para hacer pequeñas canoas y estabilizadores. La madera también se utiliza preferencialmente para hacer fuego por fricción. La fibra extraída de la corteza se usa ampliamente para hacer cordaje y para calafatear. La corteza también se usa en la producción de tempeh en el sudeste asiático y bebidas de kava en Polinesia. Las atractivas flores se usan comúnmente en leis en Hawái.
Los términos para el hibisco de playa se pueden reconstruir al proto-malayo-polinesio *baRu, que se convirtió en el proto-oceánico *paRu y en el proto-micronesio *kili-fau. Los cognados modernos incluyen al  vayu Itbayaten; al bagó ilocano; al  bágo Kankana-ey; al pagu Chamorro; al balibago tagalo; a los  malabago o maribago cebuano; al  bago Maranao; al  baro Ngaju Dayak; al baro o varo malgache; al baru malayo; al waru javanés, rembong y kambera; al bahu Sangir y Soboyo;  al baru Makasar; al hau Erai; al paru Leti; al haru Paulohi; al fahu Buruese; al paru Gitua; al waru Mailu; al  var o varu Mota; al nau o vau Sye; al  n-hau Anejom; al vau fiyiano; al fau tongano y samoano; al hau Rotuman, Rennellese y hawaiano; y al whau maorí.
Además, existen numerosos términos relacionados con el uso del hibisco marino para el cordaje y la fibra en varios idiomas austronesios, que se remontan al proto-malayo-polinesio o proto-austronesio, como *Calis, "cuerda".

### Thespesia populnea(Milo)

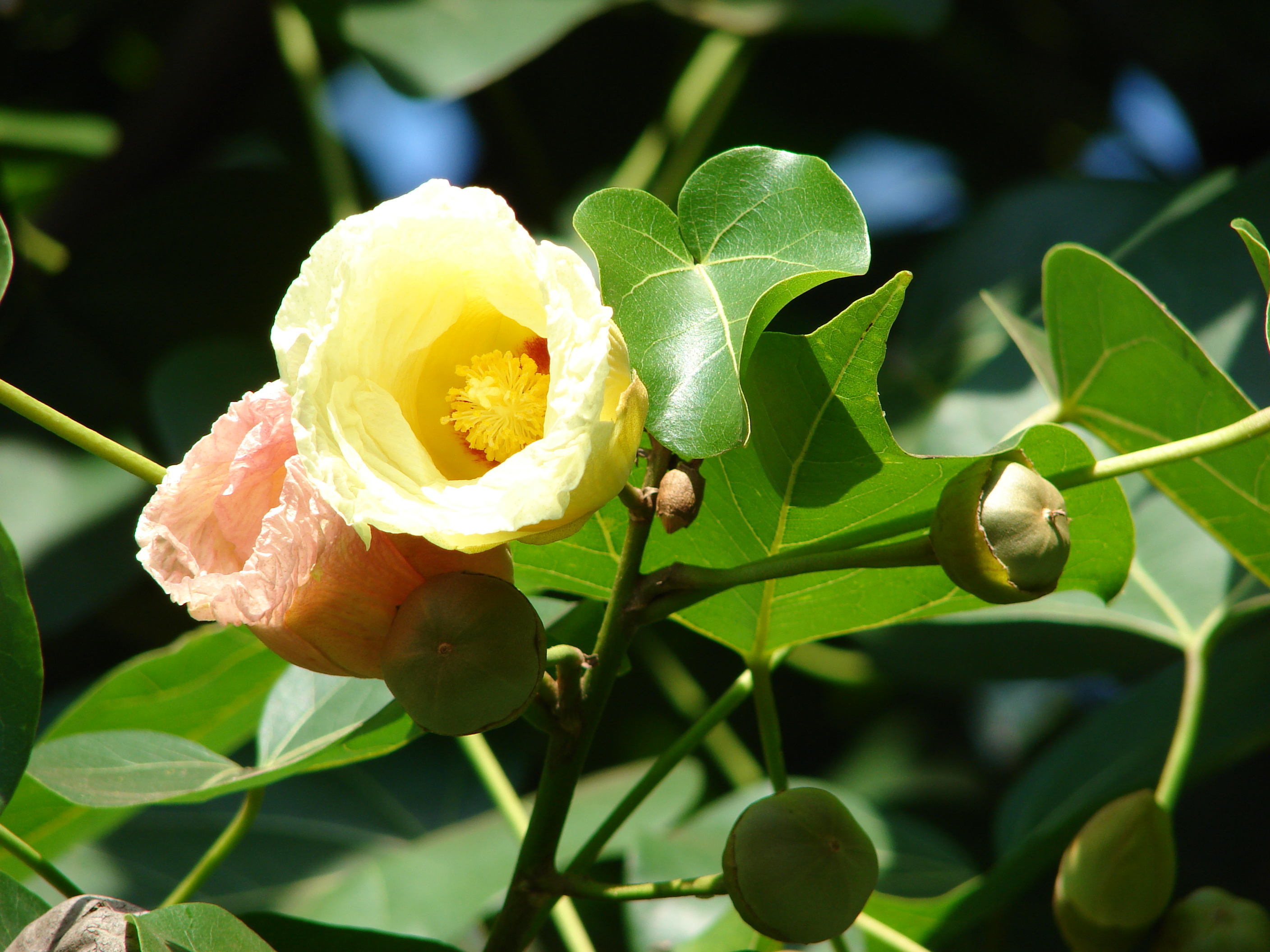
Planta de Milo en Hawái.

El Milo, o Majaguilla (Thespesia populnea) está estrechamente relacionado con el hibisco de mar. Son similares en apariencia y crecen en los mismos hábitats, por lo tanto, comúnmente se confunden entre sí. También se usan de manera similar entre las culturas austronesias, siendo una de las principales fuentes de fibras de floema para la producción de cordeles, y de madera para barcos y tallados austríacos. El milo es originario de los trópicos del Viejo Mundo. Al igual que el hibisco marino, las semillas permanecen viables durante meses después de flotar en el mar, pero no se han recuperado restos de T. populnea de Polinesia antes de la expansión austronesia. Por lo tanto, se considera una introducción deliberada de los colonos austronesios.
Los árboles eran considerados sagrados en la cultura polinesia, y comúnmente se plantaban en sitios marae junto con árboles como Ficus, Fagraea berteroana, Casuarina equisetifolia y Calophyllum inophyllum.
Los términos para el milo se pueden reconstruir al proto-malayo-polinesio *balu, con cognados que incluyen al valu Itbayaten; al válo malgache; al falu Simeulue ; al valu Ngela; al haru Arosi; y al bal Lonwolwol. Otro término que se extiende al oceánico es el proto-malayo-polinesio *banaRu, con cognados que incluyen al banagu Hanunó'o; al banar tolái; al banaro Patpatar; al vanau Mota; y al pana Pohnpeian.
En la Polinesia Oriental, la mayoría de los nombres modernos se pueden reconstruir de nuevo al proto-oceánico-oriental *milo, con cognados que incluyen al milo tongano, niuano, samoano y hawaiano; al miro rapanui, tahitano, tuamotuan y māori; y al miʻo marquesano. En algunas islas, los nombres han cambiado para referirse a árboles que se usan de manera similar, como Prumnopitys ferruginea en Aotearoa, y Sophora toromiro en Rapa Nui.

### Zingiberaceae(Jengibres)
Los jengibre (familia Zingiberaceae) fueron cultivados ampliamente por los austronesios para la alimentación, la medicina, los materiales de tejido y para fines religiosos. Las especies más comúnmente cultivadas incluyen a la galanga (Alpinia galanga),al jengibre chino o fingerroot (Boesenbergia rotunda), a la cúrcuma (Curcuma longa), al bastón del emperador (Etlingera elatior) y al jengibre (Zingiber officinale). Otras especies también fueron explotadas a menor escala o cosechadas de la naturaleza, incluyen a la pacoba del Brasil  (Alpinia nutans), al cardamomo de panasa (Amomum acre), a la cúrcuma blanca (Curcuma zedoaria), al jiddo (Hornstedtia scottiana), al lirio de jengibre blanco (Hedychium coronarium) y al jengibre amargo (Zingiber zerumbet).

#### Alpinia galanga(Galanga Mayor)

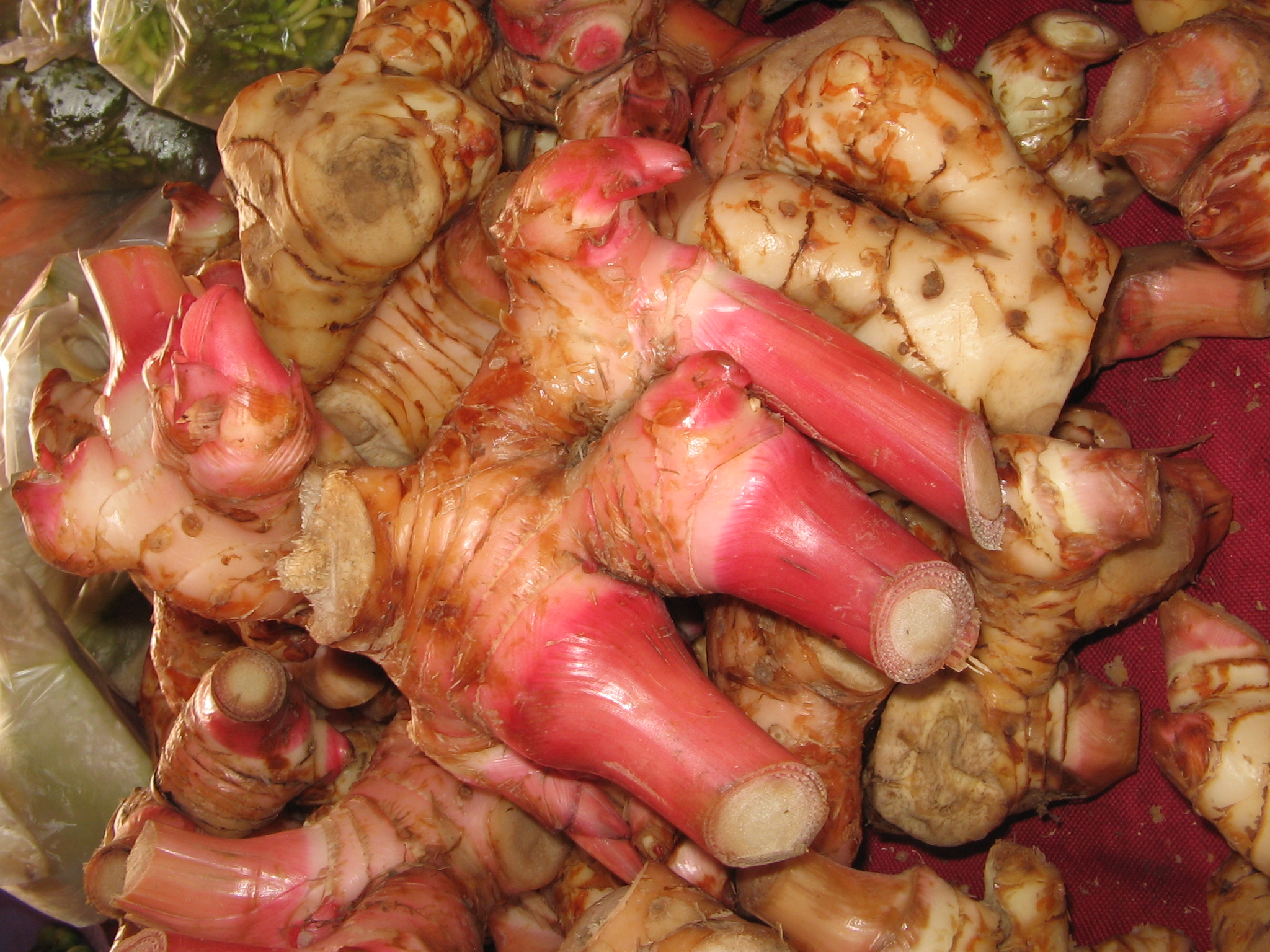
Rizomas de galanga mayor de Malasia.

Las galangas mayores o lengkuas (Alpinia galanga) son nativas del sudeste asiático. Su centro original de cultivo durante el comercio de especias fue Java, y hoy en día todavía se cultiva extensamente en la isla del sudeste asiático, especialmente en las islas de la Gran Sonda y las Filipinas. Se valora por su uso en alimentos y para la medicina tradicional, y se consideran superiores al jengibre tradicional. Tiene un olor acre que recuerda a la pimienta negra. Los cultivares rojos y blancos a menudo se usan de manera diferente, siendo los cultivares rojos principalmente usados para cuestiones medicinales, y los cultivares blancos principalmente como una especia.  Las lengkuas también son la fuente de las hojas utilizadas para construir el nanel entre los kavalanes de Taiwán; un instrumento de hoja enrollada que se usa como un juguete tradicional común para los niños entre las culturas austronesias.
Lengkuas se puede reconstruir al proto-malayo occidental-polinesio *laŋkuas, con cognados que incluyen al langkuás ilocano; al  langkáuas o langkáwas tagalog, bikol, kapampangan, visayan y manobo; al eangkawás Aklanon; al hongkuas Kadazan Dusun; al lengkuas Ida'an; al langkuas Ngaju Dayak; engkuas iban; y al lengkuas malayo (de donde se deriva el nombre en inglés). Algunos de los nombres se han generalizado y también se han aplicado a otras especies de Alpinia, así como a Curcuma zedoaria.

#### Curcuma longa(Cúrcuma)

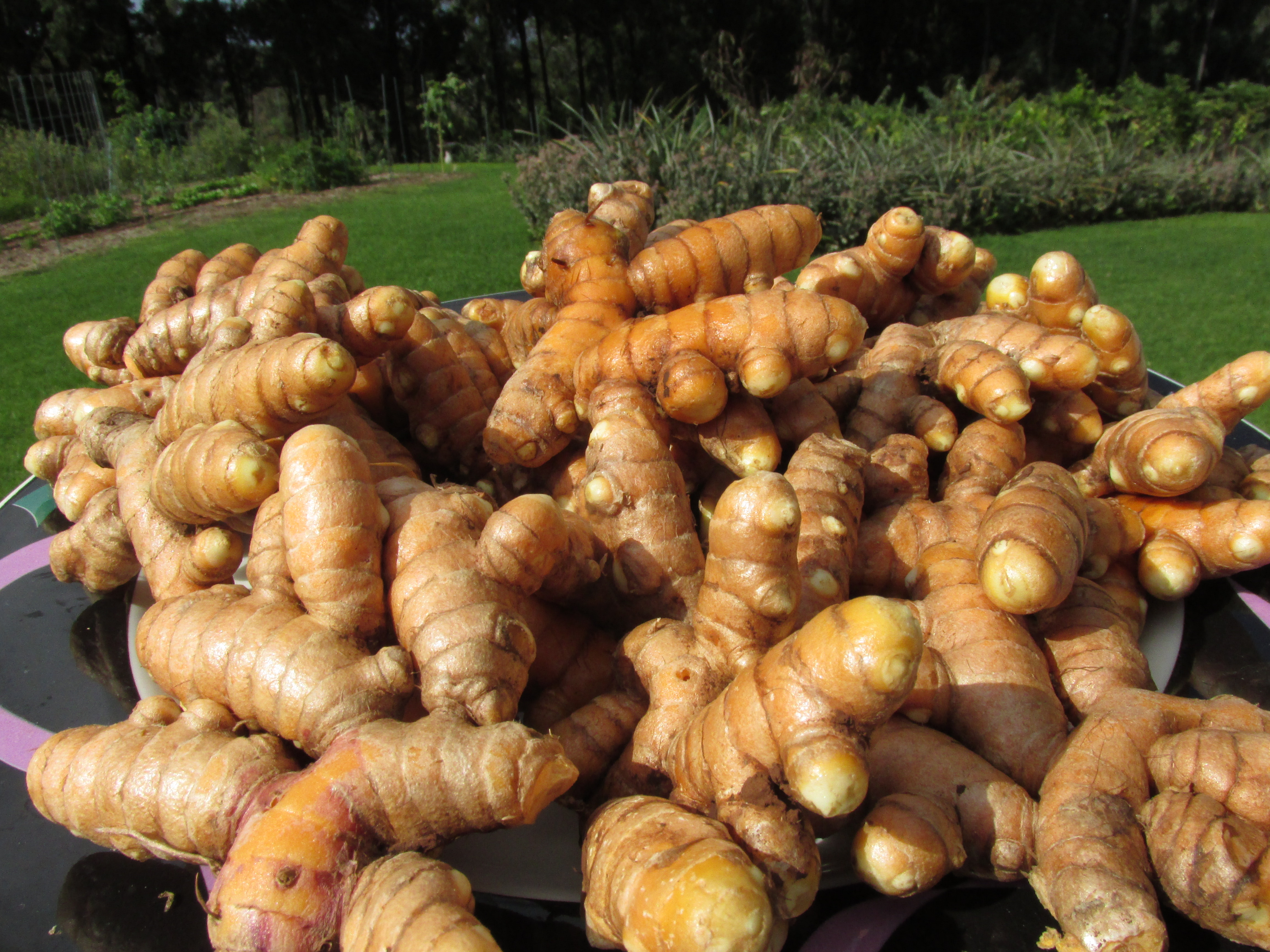
Cúrcuma (`ōlena) en Hawái

Hay pruebas contundentes de que la cúrcuma (Curcuma longa) y la cúrcuma blanca (Curcuma zedoaria) fueron domesticadas de forma independiente por los austronesios. La cúrcuma tiene una distribución muy extendida, y tiene varios nombres que preceden el contacto con la India, los cuales se encuentran en todas las regiones austronesias salvo Taiwán. Sin embargo, esta planta fue domesticada aparentemente para ser usada en la producción de tintes, contribuyendo en la creación de las palabras "amarillo" y "rojo" en varios idiomas austronesios.

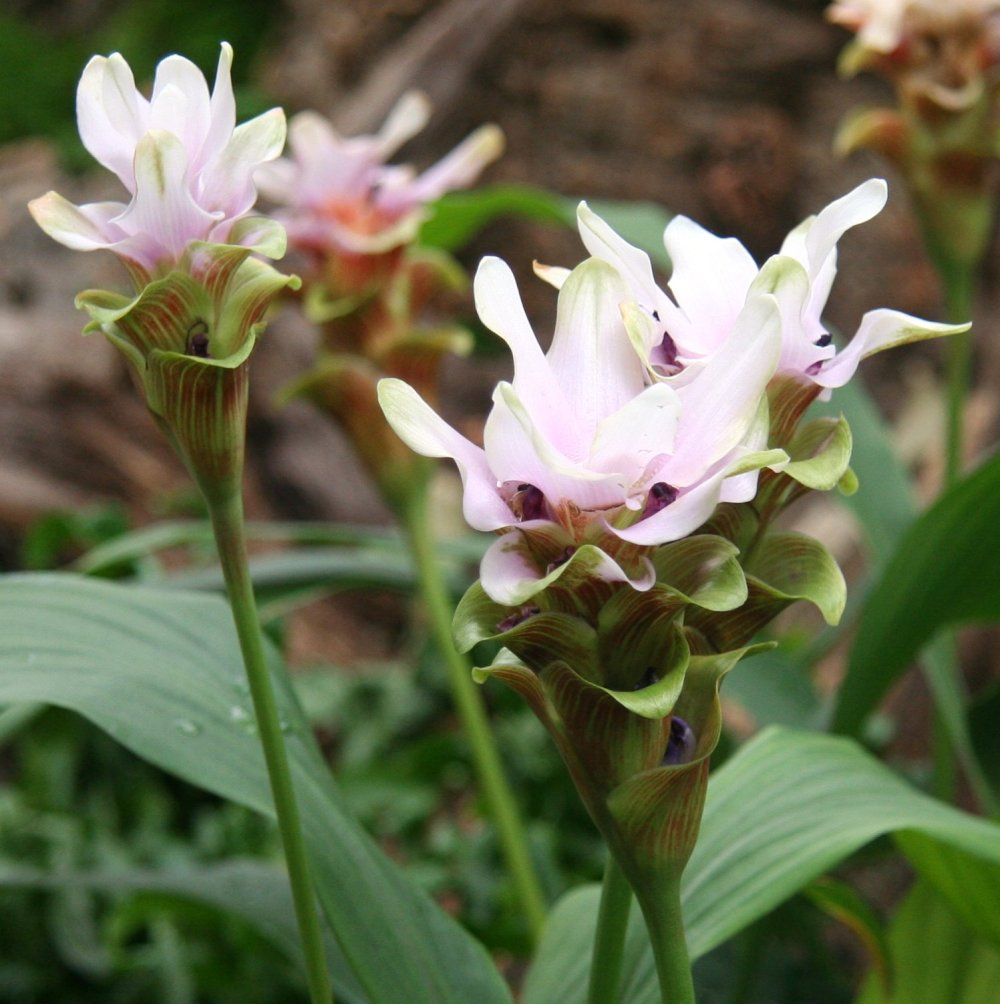
Cúrcuma blanca (Curcuma zedoaria).

La planta es importante en las Filipinas e Indonesia por su uso como tinte tradicional para la ropa y como colorante alimentario. Esta planta fue especialmente valorada para colorear las ofrendas de los alimentos para los espíritus, así como para pintar el cuerpo en los rituales religiosos o en las ceremonias sociales. También se usa como especia, como medicina y como alimento. Se pueden encontrar usos similares en las otras islas colonizadas por austronesios, incluidas Madagascar y las Comoras en África Oriental. En Micronesia, era un artículo comercial valioso adquirido en la isla Yap. En Polinesia y Melanesia, se usa principalmente para la fabricación de pinturas corporales en rituales, o para usos cosméticos. Estas últimas regiones han estado aisladas durante siglos del resto de la isla del sudeste asiático, hasta antes del contacto europeo.

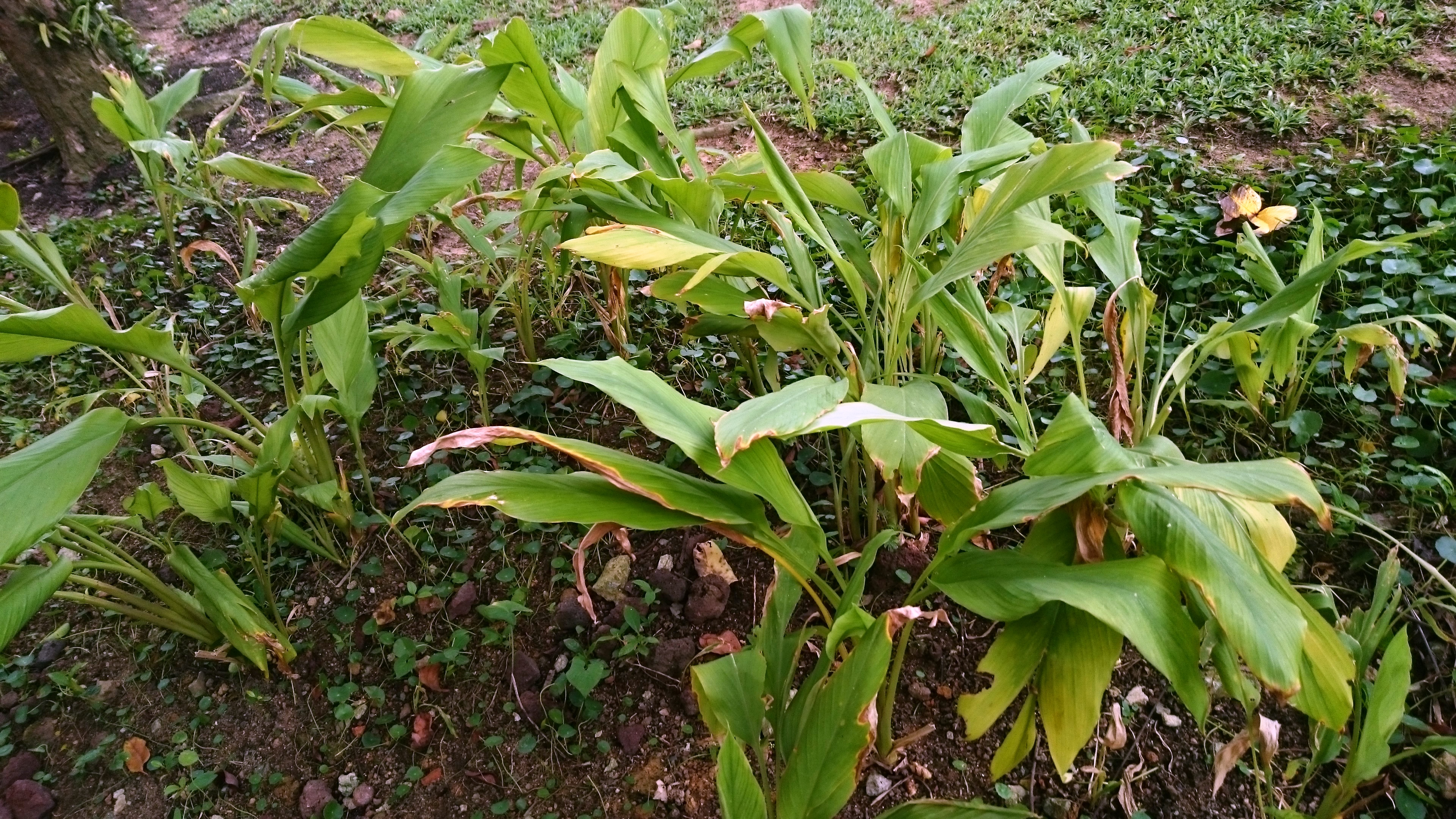
Cúrcuma (kunyit) en Singapur.

Hay dos cognados afines principales para C. longa y C. zedoaria (ambos producen "tinte amarillento") en lenguas austronesias. El primero se reconstruye al proto-malayo-polinesio *kunij, que originalmente se refería a la cúrcuma. Sus cognados incluyen al  kúnig ilocano, Kankana-ey e Isneg; al kúnəg Bontoc ; al ūnig Ifugao; al kuneg Casiguran Dumagat; al kunyit iban y malayo; al hunik Toba Batak; al kunir javanés; al 'kuniʻ Sangirese y Tae; al kuni Uma; al kunis Rembong; al wuné Ngadha; y al wunis Manggarai. En malgache y Betsimisaraka, los cognados hónitra y húnitra han cambiado de significado a una planta diferente que se utiliza para hacer el tinte rojo. Otros cognados como el Ilocano kimmúnig; el mo-kuni Uma y el 'pakuniran Tae significan "amarillo" o "teñir algo amarillo".
El otro cognado afín se deriva del término proto-occidental-malayo-polinesio reconstruido *temu, y originalmente significaba C. zedoaria, que se usaba principalmente como especia. También a veces se cambió al jengibre y otras plantas similares al jengibre que se utilizaban para cocinar (en lugar de la producción de tinte). Sus cognados incluyen al tamu kapampangan y balinés; al  támo tagalog; al tamangyan visayan; al tamohilang Bukidnon; al tamahilan o tamaylan Bikol; al temu malayo, javanés y sasak; al tammu Makasarese; y al tamutamu malgache. Sin embargo, en otros idiomas austronesios en África Oriental, los otros cognados significan "amarillo"; incluyendo el tamutamu comorian shibushi y Antemoro; y el manamutamu Antambahoaka y Antankarana.
En proto-oceánico, hay dos cognados afines principales derivados de *aŋo y *deŋ(w)a reconstruidos, aunque ambos no están relacionados con las etimologías proto-malayo-polinesio. Este último término probablemente se aplicó originalmente al tinte producido a partir de la cúrcuma, mientras que el primero se refirió originalmente a la planta misma. Los cognados incluyen al cango fiyiano; y al ango tongano y Rennellese. Los cognados que significan "amarillo" también existen en muchos otros idiomas de Oceanía Cercana.

#### Zingiber officinale(Jengibre)

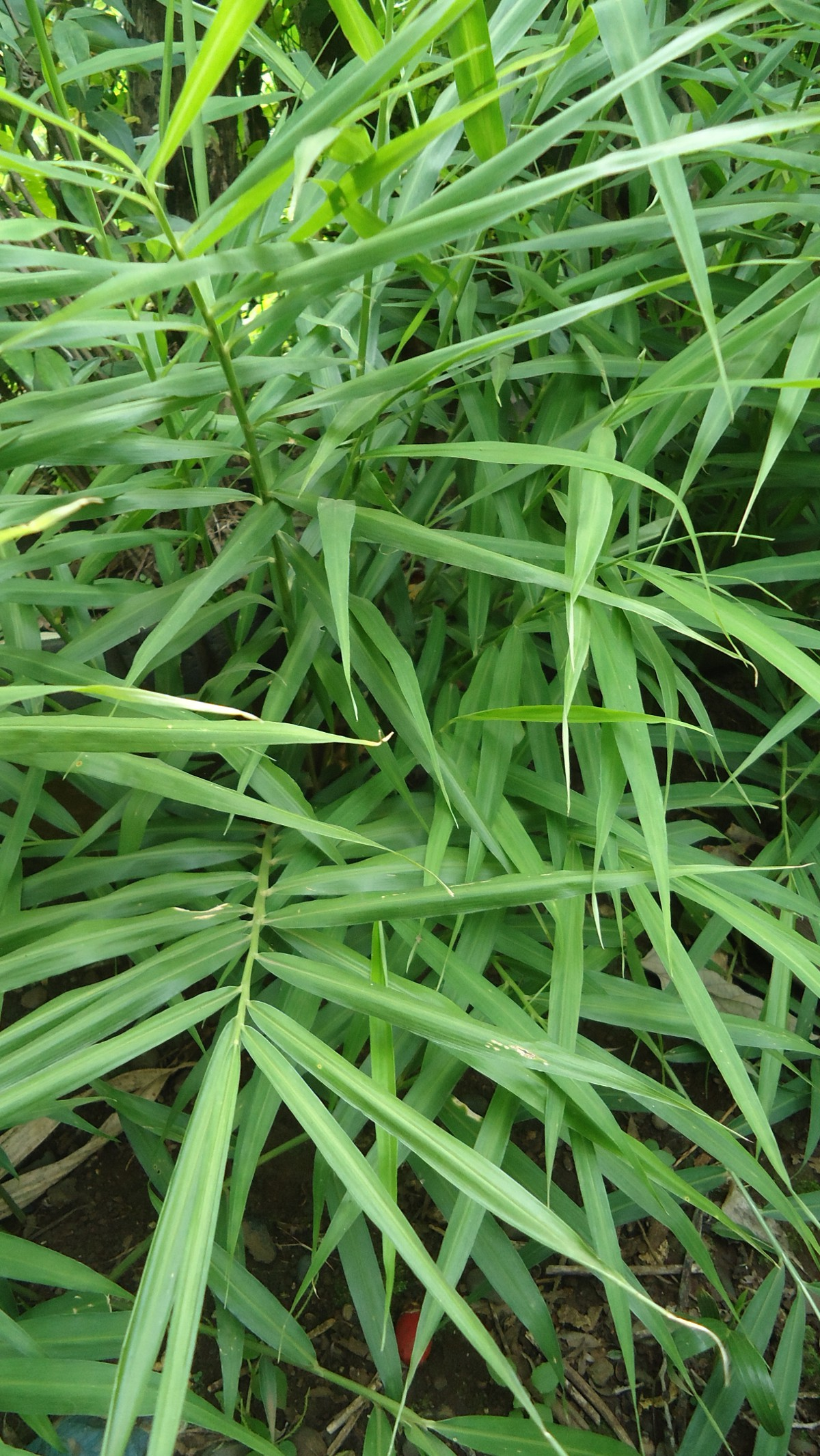
Plantas de jengibre en Mindanao.

El jengibre (Zingiber officinale) es originario de la isla del sudeste asiático y probablemente fue domesticado originalmente por los austronesios. Es un cultivo antiguo y omnipresente entre los austronesios, que el cual ha llegado hasta Oceanía remota y Madagascar. Además de ser utilizado para la cocina, el jengibre parece haber tenido importantes roles religiosos y medicinales en las primeras culturas austronesias, según las glosas que adquirió. Los chamanes masticaban el jengibre y lo escupían intermitentemente en diversos rituales para curar, proteger y bendecir barcos.
En proto-austronesio, los términos para el jengibre se pueden reconstruir en el término *dukduk. Con diversos cognados que incluyen al dukuduk Pazeh; al suksuk Thao; al cucʻu Tsou; y al suusuku Saaroa. Este fue reemplazado por *laqia en los idiomas sureños de Taiwán.
Los términos para el jengibre más allá de Taiwán se pueden reconstruir al proto-malayo-polinesia *laqia, que se convirtió en el proto-oceánico *laqia y al proto-polinesio-central *laya. Los cognados incluyen al layá ilocano, Agta, Isneg, Itawis, Kankana-ey y Casiguran Dumagat; al láya Bontoc, Ifugao y kapampangano; al lāya Batad Ifugao; al luya tagalog; al láʻya bikol; al luyʻa visayan; al leʻiye Tboli; al hazo Kadazan Dusun; al layo Tombonuwo y Abai Sembuak; al lejo Ida'an Begak; al lia Basap, Long Anap Kenyah, Sangir y Tontemboan; al lieh Lun Dayeh y Kelabit; al  lejeh Berawan y Miriʼ; al lejieh Narum; al lezó Kenyah (Òma Lóngh);al liaʻ Murik e Iban;al jeʻ Kelai y Wahau Kenyah; al aljoʻ Segai; al lejao̯ʻ Modang; al lecih Kiput; al leza Bintulu; al liaʻ Iban; al roiʻi Dayak; al reya Jarai; al halia malayo; al loia Tialo; al  láia Balaesang; al leʻia Bare'e; al  laia o laya Tae; al laia Makasarese; al longhia Muna; al rea Bimanesa; al lia Manggarai, Roti, Erai, Leti, Wetan, y Lamaholot; al lea Sika y Ngadha; y al leii Kowiai y Kei. En las lenguas oceánicas, los cognados incluyen al lei Lou y Kairiru; al lai Penchal; al liy Ahus y Kurti; al lip Drehet; al ley Lindrow; al laia Mussau, Wuvulu, y Neham; al lae batanga; al Lakalai la lahia; al laea Gitua; al naia Wedau; al ria 'Āre'āre y Arosi; al lie Sa'a; y al cango laya fiyiano.

#### Zingiber zerumbet(Jengibre amargo)

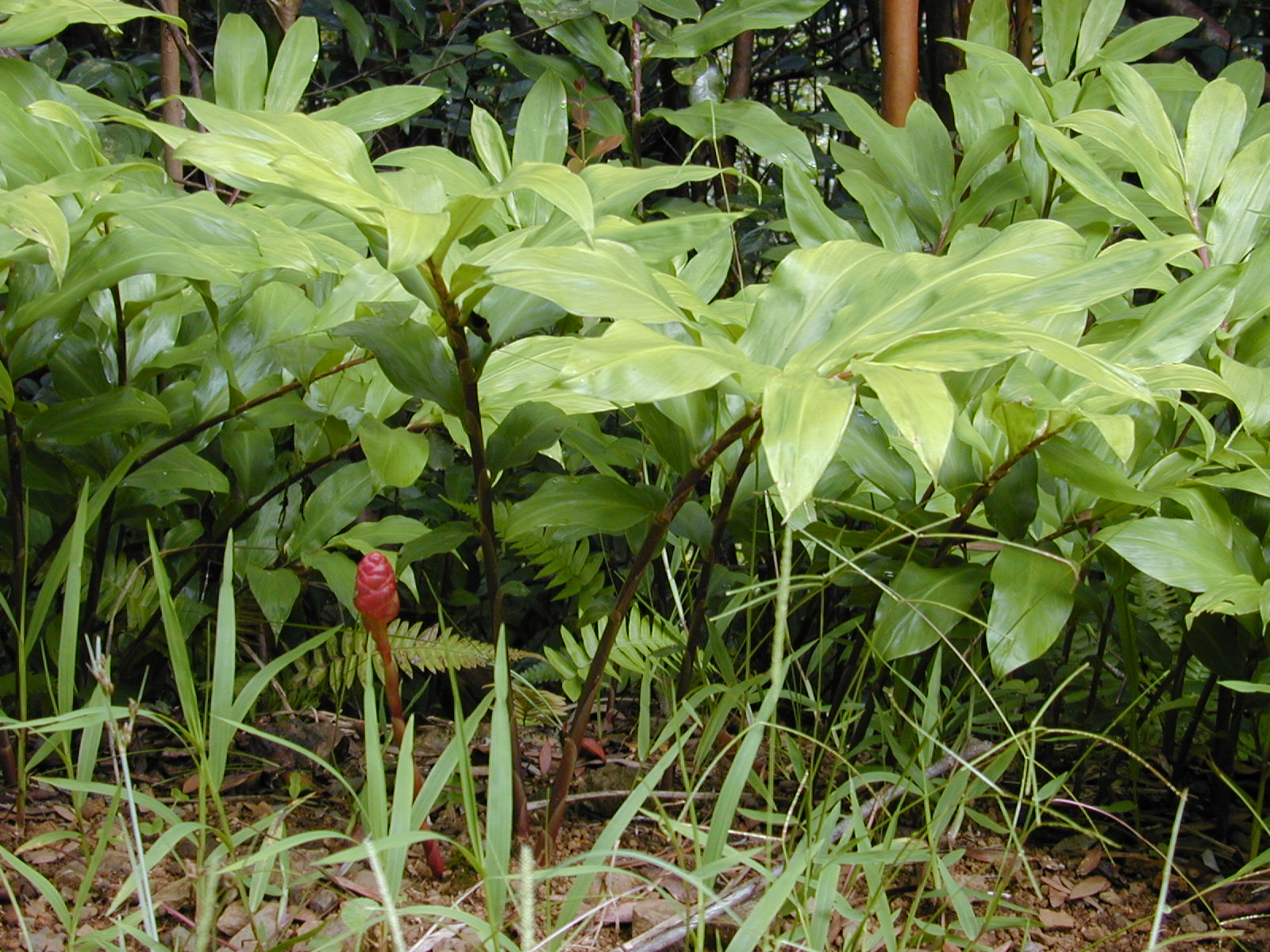
Jengibre amarco en Maui.

El jengibre amargo (Zingiber zerumbet) es originario de Asia tropical y Australasia. Al igual que el jengibre, fue llevado por los colonos austronesios hasta Oceanía Remota durante la prehistoria. Por lo tanto, es probable que este cultivo fuera domesticado originalmente por los austronesios. También se han identificado restos de jengibre amargo en el sitio arqueológico del pantano de Kuk en Nueva Guinea en las capas de la Fase 1, que datan del año 10,220 al año 9,910 AP. Sin embargo, se desconoce si fueron cultivados o simplemente explotados de la naturaleza.
El jengibre amargo se usa principalmente para la medicina tradicional. También tiene propiedades levemente psicoactivas cuando se consume, y por lo tanto, tuvo una importancia ritualística entre las primeras culturas austronesias. Según Lynch (2002), se cree que los términos para el jengibre amargo, en el sentido de "raíz amarga" o "raíz potente [utilizada como veneno para peces]" que reconstruyen el proto-oceánico *kawaRi, se han transferido a la kava (Piper methysticum) la cual tiene propiedades similares y también tiene un sabor amargo, en el momento en el cual los austronesios de la cultura Lapita lo encontraron por primera vez entre los pueblos indígenas no austronesios de Melanesia.
Algunos reflejos lingüísticos de este término todavía se refieren al jengibre amargo, incluidos el Sissano (una)kaw; el kaware Gapapaiwa; el kava-pui Tikopia, Anutan y Wallisian ; el ʻava-pui samoano; el ava-puhi tahitiano; y el ʻawa-puhi hawaiano. Otros reflejos también se refieren a otros miembros del género Piper, al veneno para peces, o a palabras para describir sabores amargos, agrios o ácidos.
En idiomas no oceánicos, los términos para el jengibre amargo se pueden reconstruir al proto-malayo-occidental-polinesio *lampuyaŋ, con cognados que incluyen al lampuyang cebuano y Ngaju Dayak; y al lempoyang malayo.

## Animales
Entre los animales domésticos, semidomesticados y para alimentación, transportados por los viajeros austronesios se encuentran los siguientes:

### Bubalus bubalis(búfalos de agua)

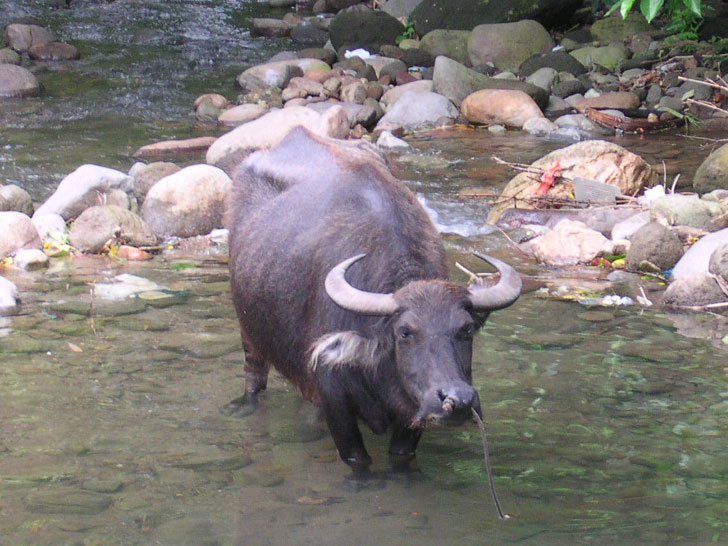
El carabao, un búfalo de agua tipo pantanoso de Filipinas.

Los búfalos de agua son animales de trabajo esenciales en la agricultura de los arrozales austronesios y fueron llevados junto con el arroz a las islas del sudeste asiático desde el continente. Las primeras introducciones fueron específicamente de los búfalos de agua de tipo pantanoso (como el carabao), aunque están siendo reemplazados cada vez más por búfalos de agua de tipo fluvial importados del sur de Asia en tiempos recientes.
Los primeros restos de búfalos de agua en el sudeste de Asia con signos de domesticación provienen de múltiples restos esqueléticos fragmentados, recuperados de las capas superiores del sitio neolítico de Nagsabaran, parte de las conchas de Lal-lo y Gattaran (~2200 a. C. a 400 d. C.) del norte de Luzón. La mayoría de los restos consistían en fragmentos de cráneo, casi todos con marcas de corte que indican que fueron masacrados. Los restos están asociados con la cerámica roja, espirales de huso, azuelas de piedra y brazaletes de jade; que tienen fuertes afinidades con artefactos similares de los sitios arqueológicos neolíticos austronesios en Taiwán. Basándose en la datación por radiocarbono de la capa en la que se encontraron los fragmentos más antiguos, los búfalos de agua fueron introducidos por primera vez en las Filipinas por lo menos en el año 500 a. C.

### Canis lupus familiaris(perro)

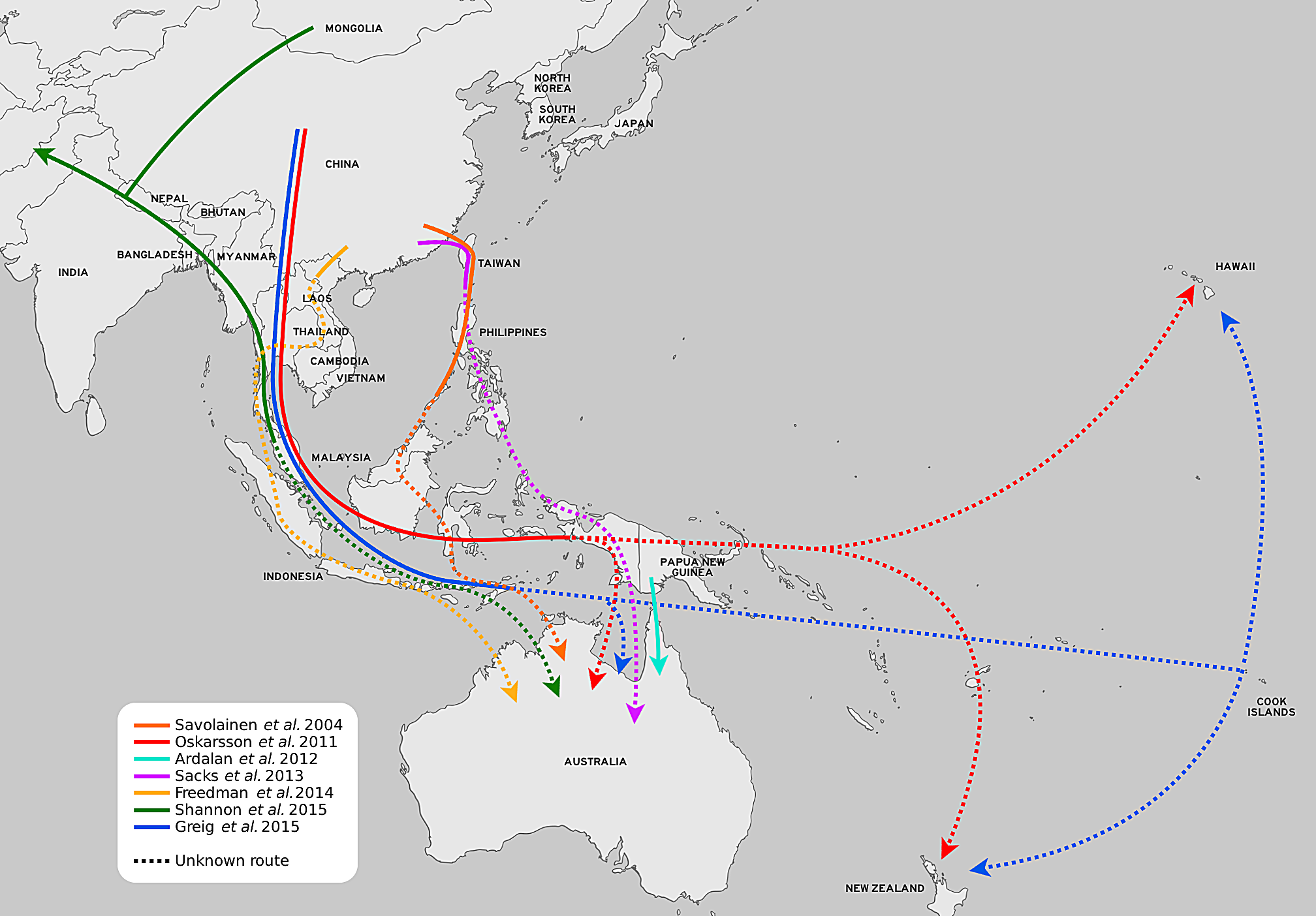
Mapa que muestra los posibles orígenes filogeográficos de los perros dingo, perro cantor de Nueva Guinea, Islas del Sudeste Asiático y Oceanía, basado en pruebas genéticas recientes (Fillios & Taçon, 2016)

Los perros fueron valorados principalmente por sus funciones sociales en varias culturas austronesias, actuando como compañeros y mascotas. También fueron entrenados para ser perros de caza o de guardia. Los adornos hechos de piel, dientes y huesos de perro se encuentran en los sitios arqueológicos de toda Australia. Estos podían ser comercializados como mercancías, junto con las crías de perro. A veces también se comían perros, pero esto varía según la cultura, ya que la mayoría de los grupos se negaban a comer perros, mientras que en otros eran aparentemente una fuente principal de alimento.

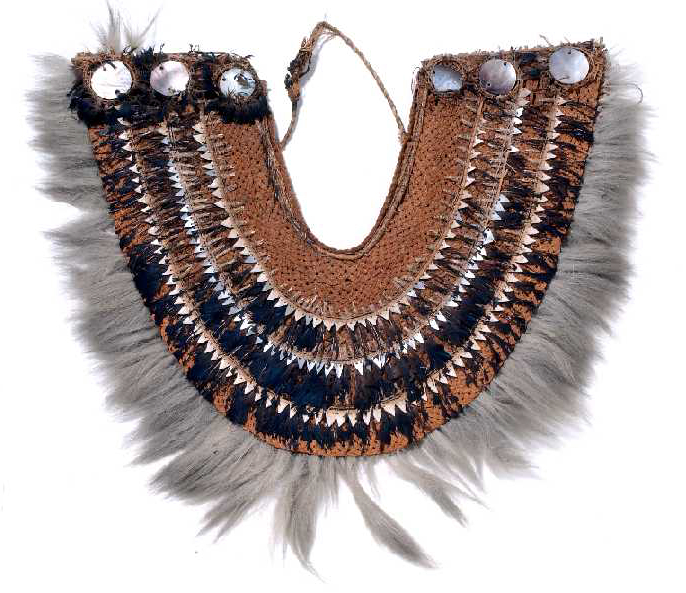
Un taumi, un adorno de pecho tradicional con flecos de pelo de perro del archipiélago Tuamotu, Colección James Cook: Museo Australiano.

Los orígenes de la población de perros (Canis lupus familiaris) en el sudeste de las islas de Asia, Australia y Nueva Guinea son polémicos, y varios autores proponen orígenes en el sudeste asiático continental, Taiwán o ambos en diferentes épocas. Estos eventos de introducción han sido vinculados al origen de los dingos australianos y de los perros cantores de Nueva Guinea, ambos claramente descendientes de los perros domésticos. Sin embargo, todavía no hay consenso sobre las características específicas de la población de la que proceden, sobre quién los introdujo y sobre si provienen de un antepasado común.
Sin embargo, la mayoría de los autores están de acuerdo en que hubo al menos dos eventos de introducción. Uno llegó con los cazadores-recolectores marítimos del paleolítico por al menos de 10.000 a 5.000 años AP, y otro llegó con las posteriores migraciones neolíticas de las culturas agrícolas y comerciales —incluyendo las de los austronesios— por al menos 5.000años AP. Los perros del neolítico se diferencian de las poblaciones anteriores por su capacidad de digerir el almidón, lo que indica que acompañaron a los humanos que cultivaban cereales.

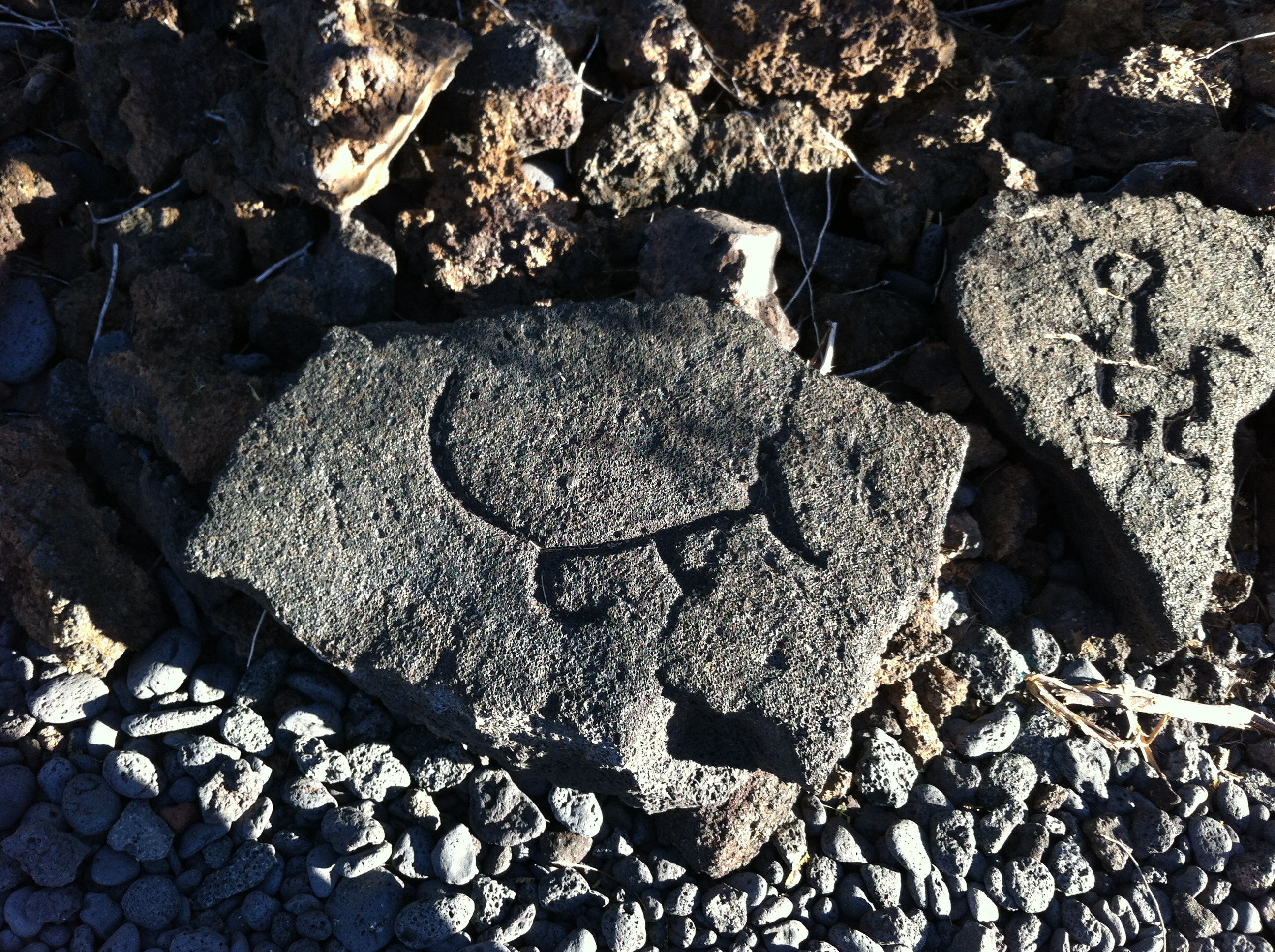
Petroglifo del Antiguo Hawái con la representtación de un perro Poi hawaiano.

Se cree que las introducciones neolíticas reemplazaron parcialmente a las introducciones originales y se convirtieron en los ancestros de los modernos perros de aldea del sudeste asiático. A diferencia de la primera oleada, tienen adaptaciones que les permiten digerir el almidón, lo que indica que acompañaban a los cultivadores de cereales. Los restos arqueológicos más antiguos de perros en el sudeste asiático insular y en Oceanía son un entierro de perros en Timor y restos de dingos en Australia, ambos fechados alrededor de 3.500 años AP. Se cree que los primeros fueron parte de la segunda ola y los segundos de la primera.

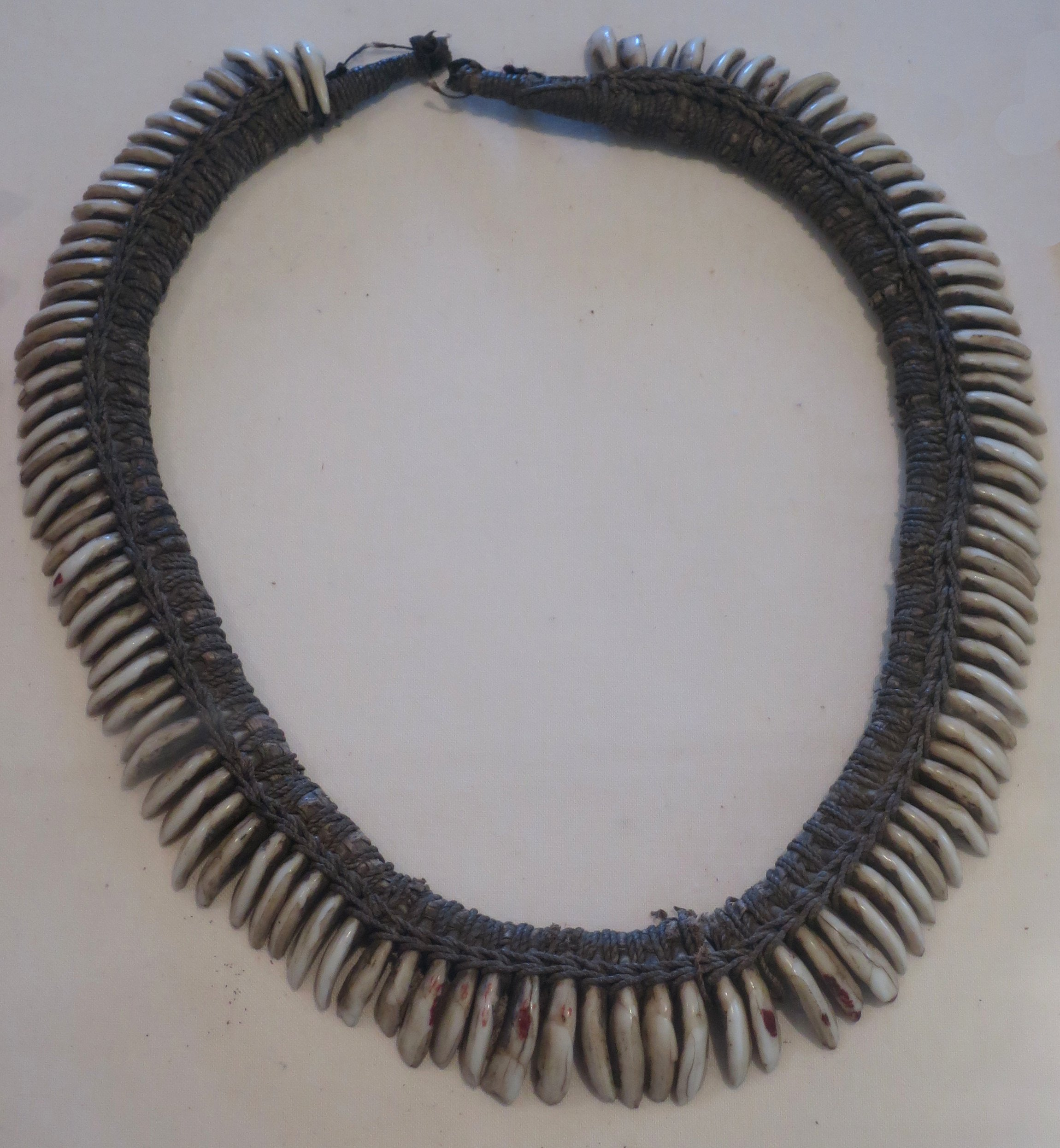
Lei hawaiano realizado con dientes de perro.

Desde las islas del sudeste asiático, fueron transportados por viajeros austronesios a la Oceanía Cercana. Los perros, sin embargo, eran raros en los sitios arqueológicos de la cultura Lapita. Algunos autores han sugerido que los perros austronesios se «perdieron» durante el principio de colonización de la Oceanía Cercana, supuestamente porque eran menos útiles en los ambientes de las pequeñas islas. Se dice que esta es la razón de la discontinuidad de los términos para «perro» en los idiomas del sudeste asiático, Nueva Guinea, la isla de Melanesia y las islas del Pacífico. El perro que permanece en Lapita, por lo tanto, pueden haber sido de perros individuales y adornos para perros adquiridos de comerciantes del Sudeste Asiático o más probablemente de las culturas vecinas no lapitas de Nueva Guinea, donde los perros estaban ampliamente presentes, aunque esto sigue siendo una hipótesis. Sin embargo, los perros fueron posteriormente llevados hacia el este de Polinesia por las migraciones austronesias post-Lapita, llegando hasta Hawái y Aotearoa. Los estudios genéticos han demostrado que los perros polinesios descienden aparentemente de la primera introducción de perros y no están relacionados con los perros originarios de Taiwán ni de Filipinas, aunque esto puede ser una consecuencia de un efecto fundador.
En ciertas islas del Pacífico, los colonos no trajeron perros, o los perros murieron después del asentamiento original, en particular: las Islas Marianas, Palaos, Islas Marshall, Islas Gilbert, Nueva Caledonia, Vanuatu, Tonga, Islas Marquesas, Mangaia en las Islas Cook, Rapa Iti en la Polinesia Francesa, Isla de Pascua, Islas Chatham,  y la Isla Pitcairn (colonizada por los amotinados Bounty, que mataron a sus perros para escapar del descubrimiento pasando barcos).
Sin embargo, los perros no fueron introducidos en Madagascar por austronesios. Un estudio genético de Ardalan et al. (2015) revelaron que la población de perros en Madagascar se derivaba únicamente de las poblaciones de perros africanos y no provenía de las poblaciones del sudeste asiático. Este origen aberrante también se refleja en los idiomas malgaches, donde los términos para «perro» se originan completamente de las lenguas bantúes africanas. Dada la importancia inferida de los perros para los viajeros austronesios, los autores propusieron que los colonos austronesios en Madagascar pudieron haber traído inicialmente los perros, pero murieron o fueron utilizados como fuentes de alimento durante el viaje. Otra posibilidad es que el número inicial limitado de perros austronesios puede haber resultado simplemente en que sus genes se vean inundados por la afluencia de una población mucho mayor de perros de África.

### Gallus gallus(gallo)
Gallus fue uno de los tres animales principales —junto con los cerdos y perros domesticados— transportados por los primeros pueblos austronesios desde la isla del sudeste asiático en sus viajes a las islas de Oceanía.

### Sus scrofa domesticus(cerdo doméstico)
Los cerdos Sus scrofa domesticus fueron uno de los tres animales principales —junto con los pollos y perros domesticados— transportados por los primeros pueblos austronesios de las islas del sudeste asiático en sus viajes a las islas de Oceanía.

### Rodentia (roedor)
Las siguientes especies de roedores son comunes en el sudeste asiático continental, pero están restringidas a áreas de cultivo húmedo de arroz en el oeste de Indonesia (Sumatra y Java).
- Mus caroli
- Mus cervicolor
- Rattus argentiventer
- Bandicota bengalensis

Estas especies de roedores nativas del sur de Asia también están presentes en los campos de arroz del oeste de Indonesia, por lo que su presencia en las islas del sudeste asiático no puede explicarse fácilmente por las expansiones austronesias, sino quizás por el comercio del Océano Índico.
- Mus terricolor  (también conocido como Mus dunni; indígena del noroeste de la India)
- Rattus nitidus (indígena del Nepal)